# Список многоязычных почтовых марок СССР

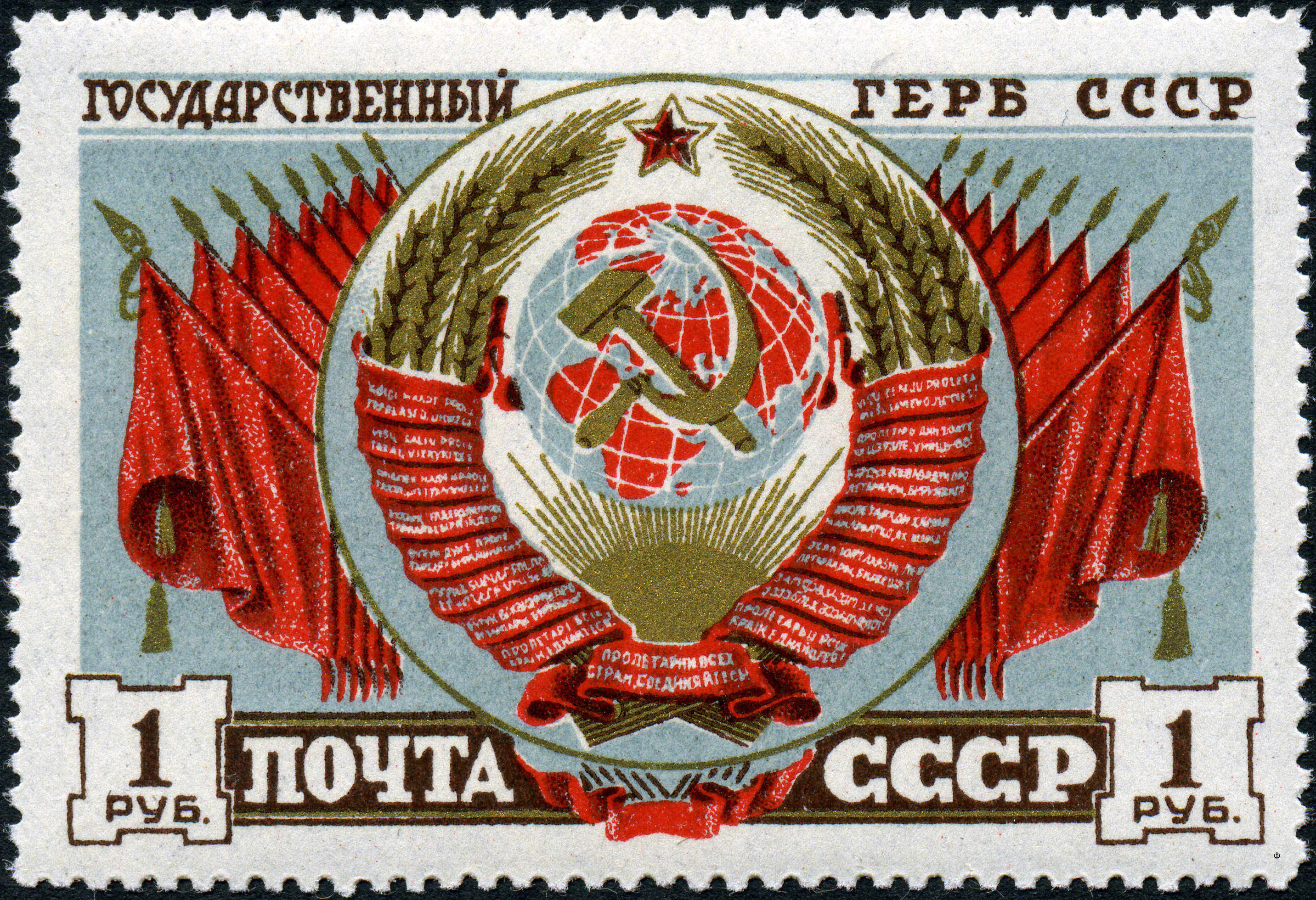
16-язычная марка СССР 1947 года с языками союзных республик (с номерами:). Герб СССР (1946—1956)

Здесь собран список многоязычных и с несколькими системами письма почтовых марок (и почтовых блоков) с 1923 по 1991 годы: почтовых марок СССР и ЗСФСР как части СССР. Номера марок и блоков даны по каталогу ЦФА (перед номерами марок ЗСФСР поставлена аббревиатура «ЗСФСР»). Приведены надписи на марках и блоках и их перевод на русский язык. Этот список основан на следующих каталогах:
- Каталог почтовых марок СССР. 1918—1974 / Ред. М. Е. Гинзбург, М. И. Спивак. 1976[1];
- Почтовые марки России и СССР. Специализированный каталог, том 3. Гражданская война, … 2021/22 / Под ред. В. Ю. Соловьева. 2021[2];
- Ляпин В. А. Каталог почтовых марок России (1856—1991), 2008[3].

Замеченная опечатка иностранного слова на почтовой марке СССР:
- на одиночной марке № 2309 «10-летие всемирного Движения сторонников мира» (апрель 1959) вместо арабского слова سلام — мир как отсутствие войны написано العالم — мир как планета Земля.

(Обработаны № 1—3217.)

## По годам
Марки и блоки расположены не по годам выпуска, а по годам размещения в каталоге ЦФА, то есть по номерам ЦФА.
Надписи показаны полностью (кроме номинала и дат).

### 1923 год
ЗСФСР. 1923.09.15. Первый стандартный выпуск (ЦФА ЗСФСР 8—15). 1923.10. Переоценка (ЦФА ЗСФСР 16, 17). 1923.11. Второй стандартный выпуск («Золотой стандарт») (ЦФА ЗСФСР 18—24)

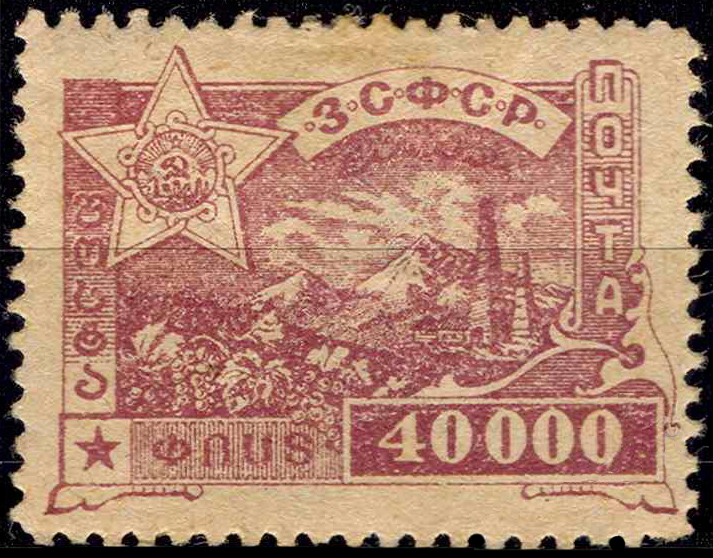
ЗСФСР 8
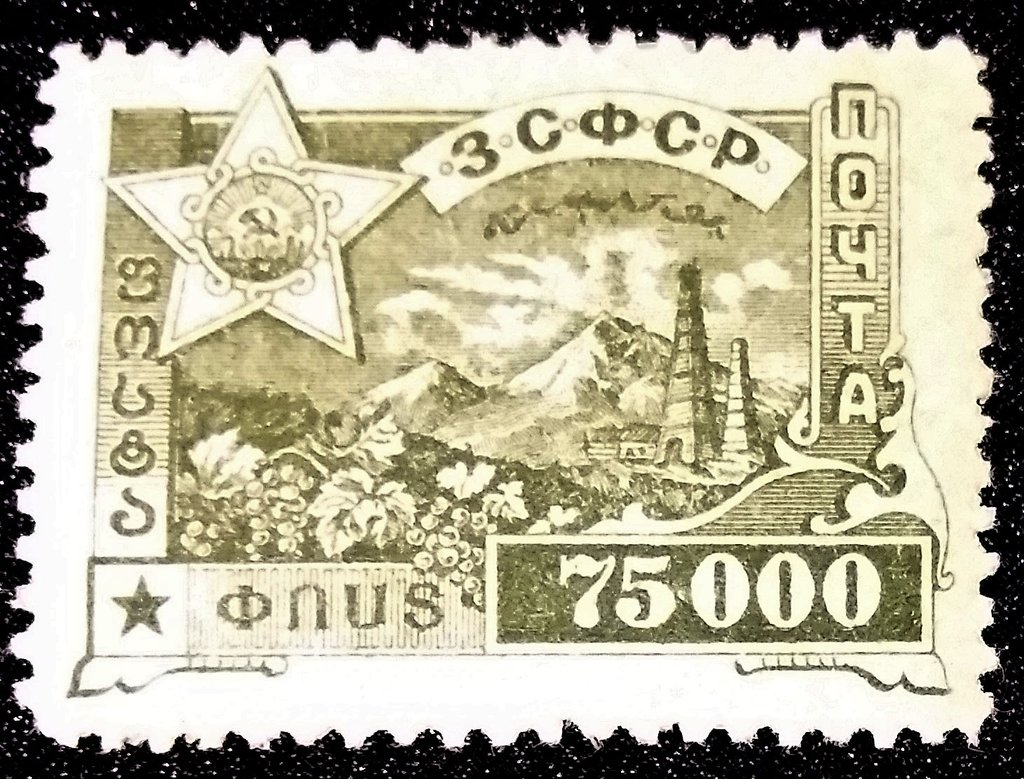
ЗСФСР 9
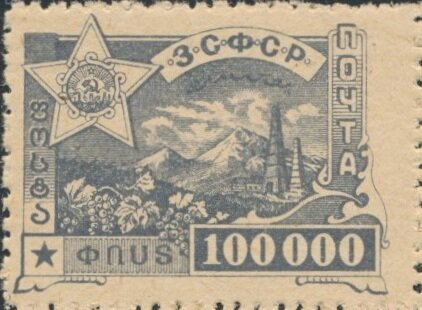
ЗСФСР 10
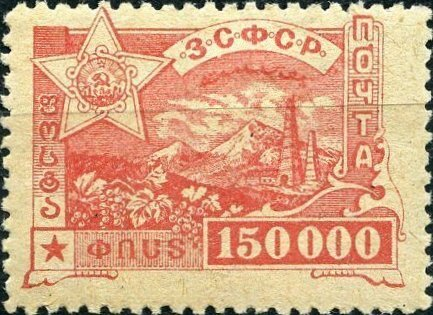
ЗСФСР 11
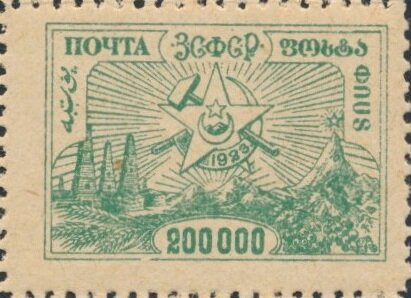
ЗСФСР 12
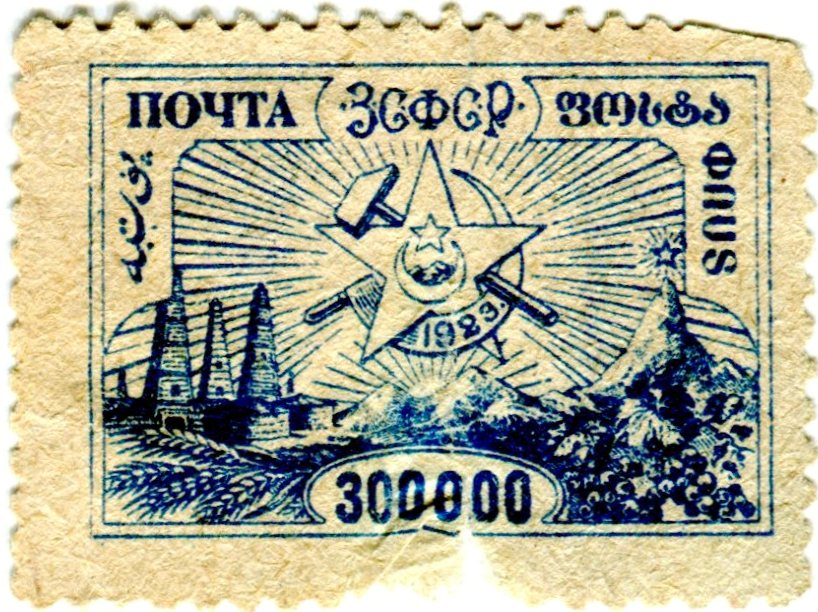
ЗСФСР 13
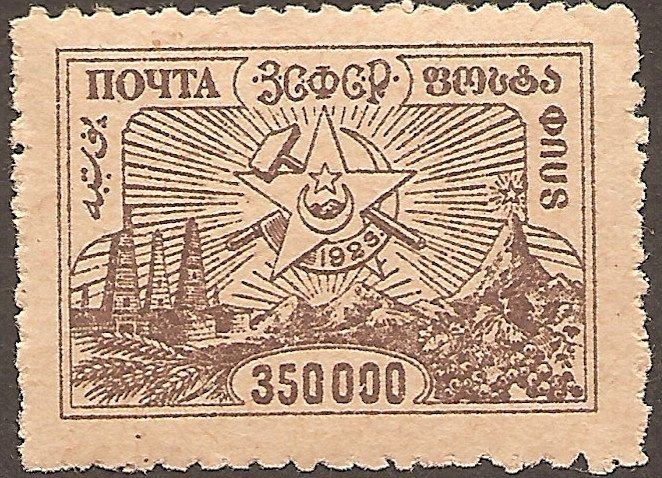
ЗСФСР 14
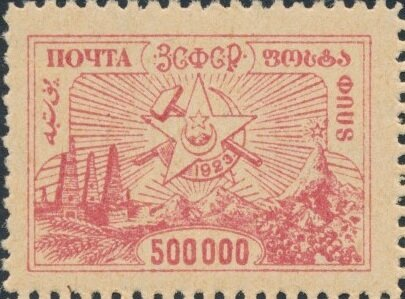
ЗСФСР 15
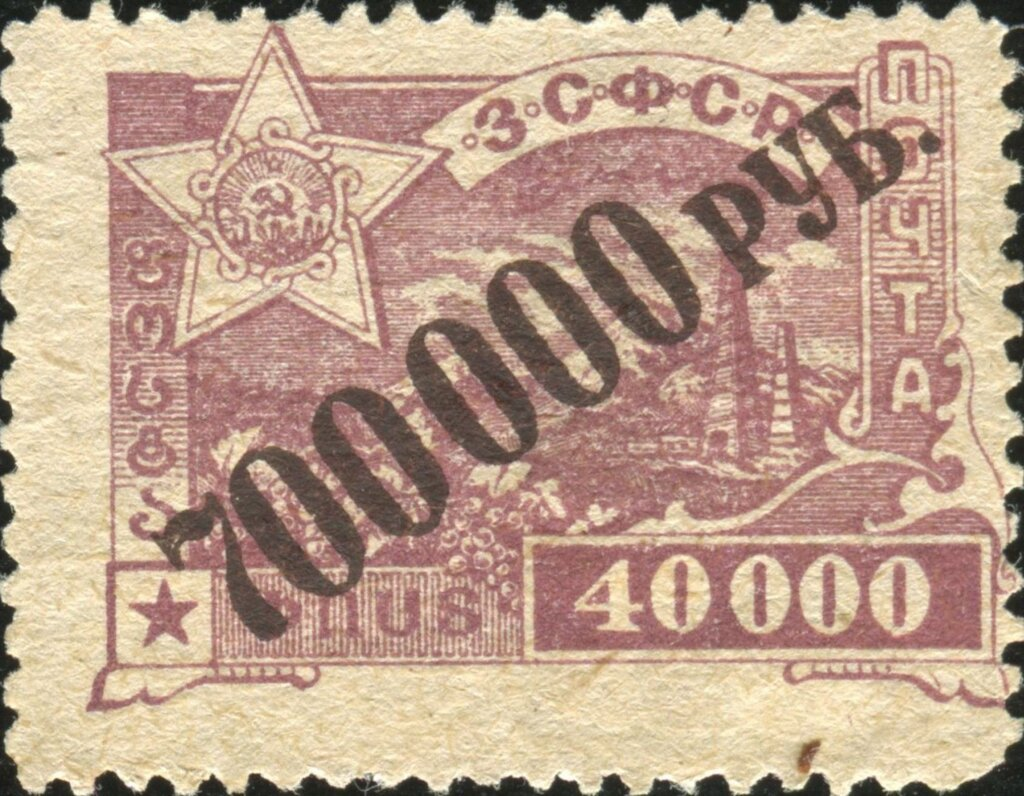
ЗСФСР 16
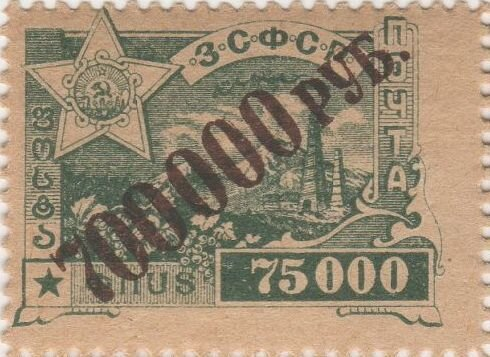
ЗСФСР 17
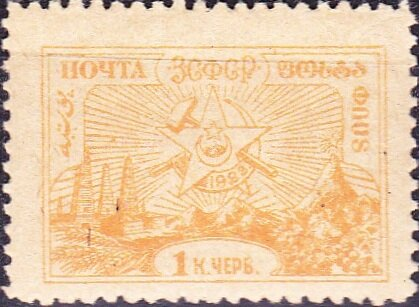
ЗСФСР 18
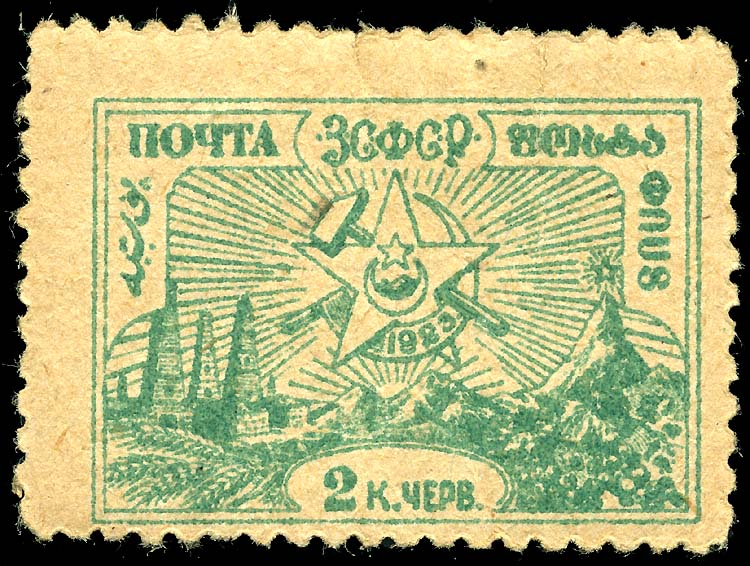
ЗСФСР 19
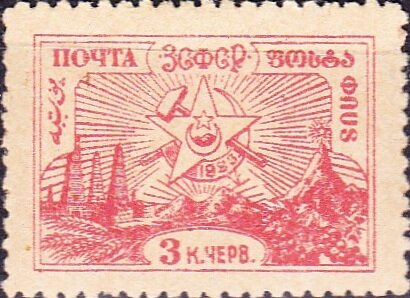
ЗСФСР 20
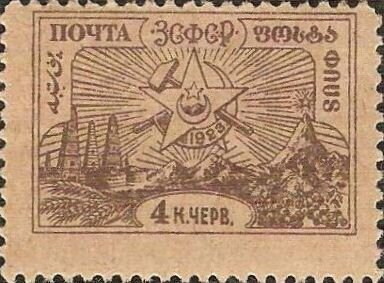
ЗСФСР 21
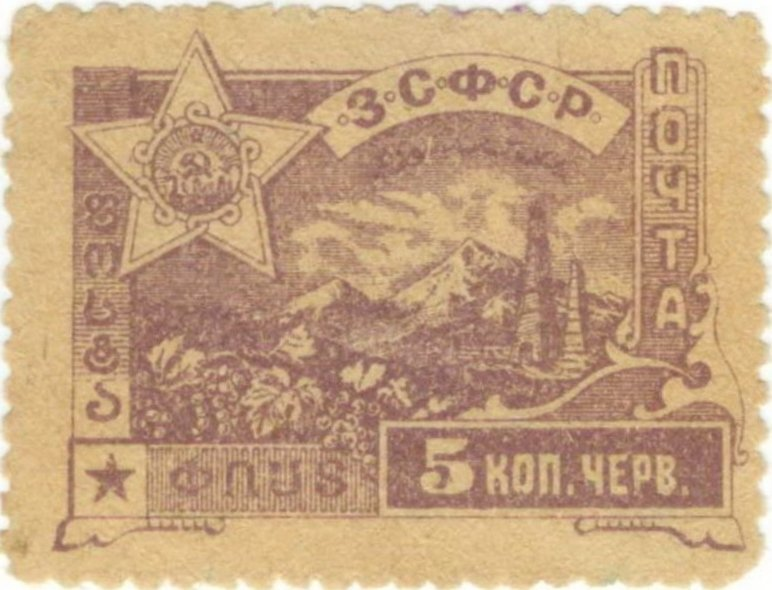
ЗСФСР 22
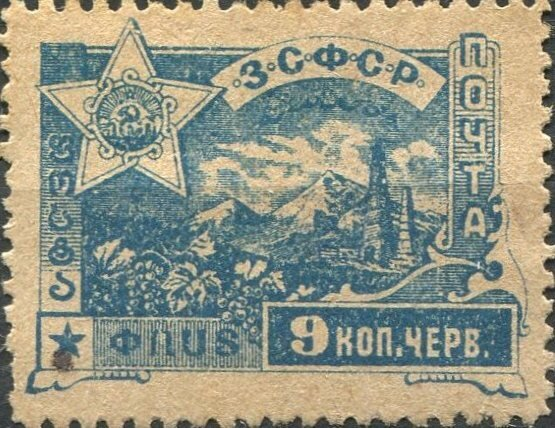
ЗСФСР 23
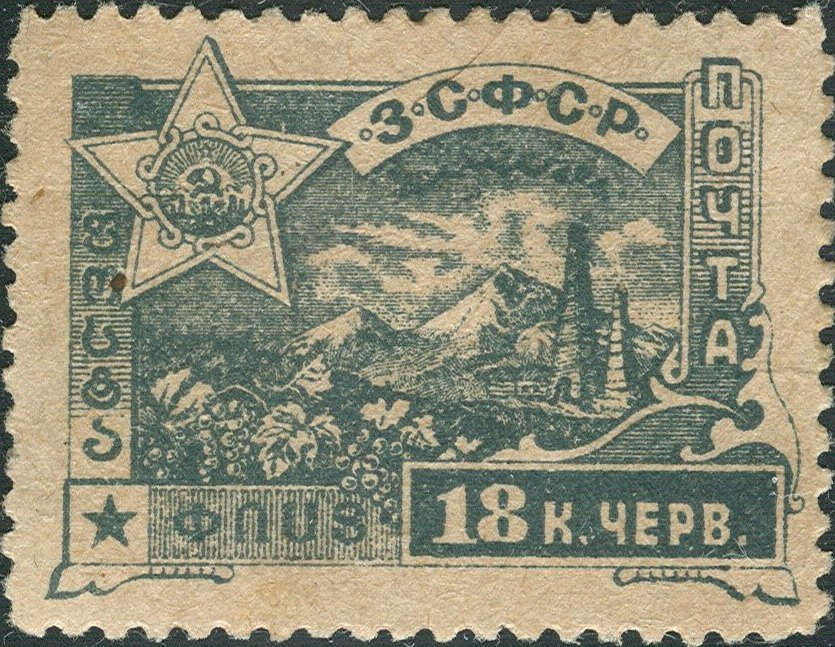
ЗСФСР 24

4 языка и 4 системы письма: «ЗСФСР» на русском, «ПОЧТА» на русском, азербайджанском, армянском и грузинском (азерб. ﭘﻮﺳﺘﻪ — арабское письмо, арм. ՓՈՍՏ — армянское письмо, груз. ფოსტა — грузинское письмо).

### 1925 год
1925.10.30. 30-летие изобретения радио А. С. Поповым (ЦФА 229, 230, 275)
|         |         |         |
| ЦФА 229 | ЦФА 230 | ЦФА 275 |

2 языка и 2 системы письма: «Почтовая марка» на русском, «Изобретатель радио — Попов» на эсперанто (эсп. Inventisto de Radio - Popov — латиница).

### 1926 год
1926.08.05. Шестой международный конгресс пролетарских эсперантистов в Ленинграде (ЦФА 243, 244, 280)
|         |         |         |
| ЦФА 243 | ЦФА 244 | ЦФА 280 |

2 языка и 3 системы письма: «Почта СССР» и «Пролетарии всех стран соединяйтесь» на русском и эсперанто, «Всемирная вненациональная ассоциация. Шестой международный конгресс пролетарских эсперантистов. 1926» на эсперанто
(рус. · − − ·   · − ·   − − −   · − · ·   ·   −   · −   · − ·   · ·   · ·       · − −   · · ·   ·   · · · ·       · · ·   −   · − ·   · −   − ·       · · ·   − − −   ·   − · ·   · ·   − ·   · − · −   · ·   −   ·   · · ·   − · · − (Пролетарии всех стран соединяйтесь) — азбука Морзе,
эсп. Poŝto USSR. SAT (Sennacieca Asocio Tutmonda). VI Internacia Proletaria Esperanto-Kongreso. 1926 — латиница,
эсп. · − − ·   · − ·   − − −   · − · ·   ·   −   · −   · − ·   · ·   − − −   · · ·       − · ·   ·       − · − ·   · ·   · · −   · − − −       · − · ·   · −   − ·   − · ·   − − −   · − − −       · · −   − ·   · · −   · ·   −   · · · ·   · · − (Proletarios de ciuj landoj unuithu) — азбука Морзе).

### 1927 год
1927.07.13. 40-летие создания международного вспомогательного языка — эсперанто (ЦФА 271, 272)
|         |         |
| ЦФА 271 | ЦФА 272 |

2 языка и 2 системы письма: «Почта СССР» на русском и эсперанто, «XL эсперанто. Автор эсперанто д-р Л. Заменгоф» на эсперанто (эсп. Poŝto USSR. XL esperanto. Aŭtoro de esperanto Dr. L. Zamenhof — латиница).

1927.10. Барельефы рабочего, красноармейца и крестьянина (ЦФА 296)
4 языка и 2 системы письма: «Почта СССР» на русском, «Почта» на азербайджанском, белорусском и украинском (на белорусском и украинском пишется одинаково) (азерб. ﭘﻮﺳﺘﻪ — арабское письмо, бел. Пошта — кириллица, укр. Пошта — кириллица).

1927.11. Восставший народ во главе с Лениным (ЦФА 297)
3 языка и 3 системы письма: «Вся власть Советам» на русском, «Почта» на русском, азербайджанском и армянском (азерб. ﭘﻮﺳﺘﻪ — арабское письмо, арм. ՓՈՍՏ — армянское письмо).

1927.11. Смольный в Октябрьские дни (ЦФА 298)
2 языка и 2 системы письма: «Почта СССР. Смольный. Октябрь 1917 г.» на русском, «Почта» на азербайджанском (азерб. ﭘﻮﺳﺘﻪ — арабское письмо).

1927.11.01. Красногвардейцы (ЦФА 299)
3 языка и 1 система письма: «Почта» на русском, белорусском и украинском (на белорусском и украинском пишется одинаково) (бел. Пошта — кириллица, укр. Пошта — кириллица).

1927.11.01. Карта восточного полушария с выделенной территорией СССР (ЦФА 300)
3 языка и 1 система письма: «Почта» на русском, белорусском и украинском (на белорусском и украинском пишется одинаково) (бел. Пошта — кириллица, укр. Пошта — кириллица).

1927.11.01. Представители разных народов СССР: северных районов, Средней Азии, Кавказа, белорус, украинец, русский крестьянин (ЦФА 301)
3 языка и 3 системы письма: «Почта СССР» на русском, «Почта» на армянском и грузинском (арм. ՓՈՍՏ — армянское письмо, груз. ფოსტა — грузинское письмо).

1927.11.01. Трудящиеся разных народов СССР на фоне Московского Кремля (ЦФА 302)
5 языков и 3 системы письма: «Почта» на русском, армянском, белорусском, грузинском и украинском (на белорусском и украинском пишется одинаково) (арм. ՓՈՍՏ — армянское письмо, бел. Пошта — кириллица, груз. ფოსტა — грузинское письмо, укр. Пошта — кириллица).

### 1929 год
1932.05. Здание Центрального телеграфа в Москве (ЦФА 328). 1930.09 (ЦФА 330). 1932.09 (ЦФА 339).
|         |         |         |
| ЦФА 328 | ЦФА 330 | ЦФА 339 |

2 языка и 2 системы письма: «Почта СССР.» на русском, «Центральный телеграф. Москва» на русском и эсперанто (эсп. Centra Telegrafo. Moskvo — латиница).

1932.05. Волховская ГЭС им. Ленина (ЦФА 329)
2 языка и 2 системы письма: «Почта-СССР.» на русском, «Волховская ГЭС им. Ленина» на русском и эсперанто (эсп. Volĥov H.E.S. je la nome de Lenin — латиница).

### 1931 год
1931.07.18. Арктический рейс ледокола «Малыгин» (ЦФА 379—382). 1931.07.24 (ЦФА 383—386)

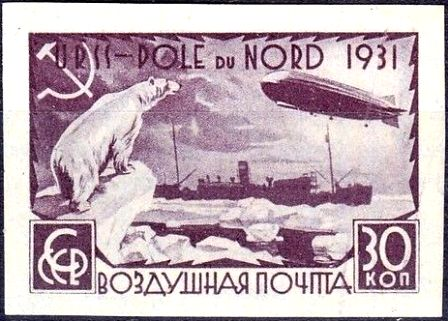
ЦФА 379
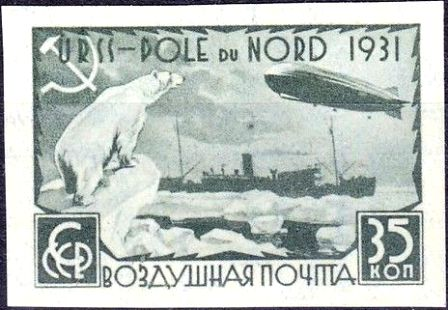
ЦФА 380
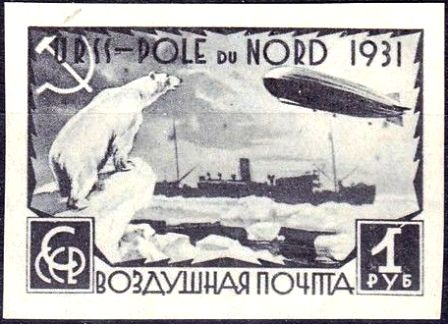
ЦФА 381
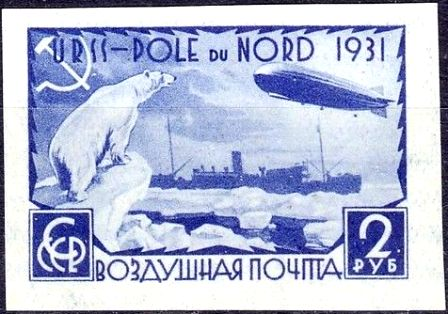
ЦФА 382
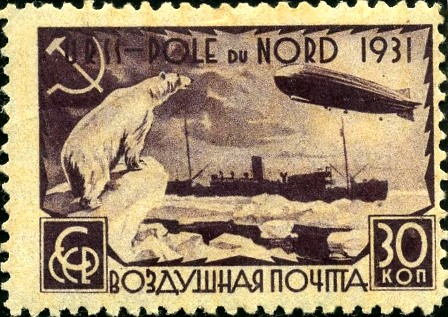
ЦФА 383
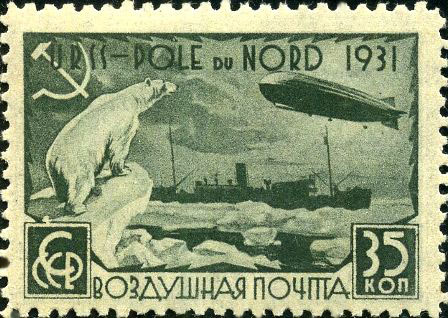
ЦФА 384
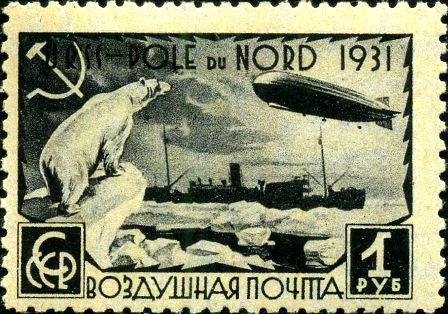
ЦФА 385
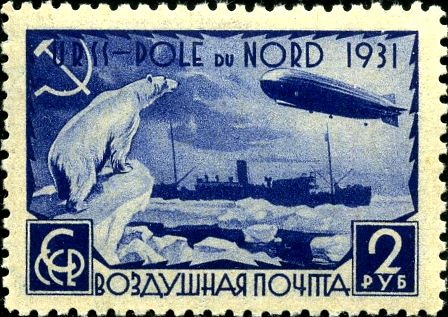
ЦФА 386

2 языка и 2 системы письма: «Воздушная почта» на русском, «СССР — Северный полюс[,] 1931» на французском (фр. URSS — pole du Nord[,] 1931 — латиница).

### 1932 год
1932.04.10. Спешная почта (ЦФА 387—389)
|         |         |         |
| ЦФА 387 | ЦФА 388 | ЦФА 389 |

2 языка и 2 системы письма: «СССР» на русском, «Спешная почта» на русском и французском (фр. « Exprès » — латиница).

1932.08.26. 2-й международный полярный год (ЦФА 390—391)
|         |         |
| ЦФА 390 | ЦФА 391 |

2 языка и 2 системы письма: «СССР[.] Авио-Экспресс» на русском, «2-й международный полярный год[,] 1932—1933» на русском и французском (фр. 2me Année polaire internationale[,] 1932-1933 — латиница).

1932.12.05. Первая всесоюзная филателистическая выставка (ЦФА 405)
2 языка и 2 системы письма: «Почта СССР. 1-я Всесоюзная филателистическая выставка. Москва» на русском, «Народный комиссариат связи СССР» на русском и французском (фр. Commissariat du peuple des communications postales et électriques — латиница).

### 1935 год
1935.09.10. III Международный конгресс по иранскому искусству и археологии (ЦФА 515—518)
|         |         |         |         |
| ЦФА 515 | ЦФА 516 | ЦФА 517 | ЦФА 518 |

2 языка и 2 системы письма: «Почта СССР» на русском, «III Международный конгресс по иранскому искусству — Ленинград[,] 1935» на французском (фр. 3me Congres international de l'art Iranien — Leningrad[,] 1935 — латиница).

### 1937 год
1938.06. Государственный герб Украинской ССР (ЦФА 569)
2 языка и 1 система письма: «Почта СССР. СССР. Украинская ССР» на русском, «УССР. Пролетарии всех стран, соединяйтесь!» на украинском (укр. УРСР. Пролетарі всіх країн, єднайтеся! — кириллица).

1938.06. Государственный герб Белорусской ССР (ЦФА 570)
4 языка и 3 системы письма: «Почта СССР. СССР. Белорусская ССР.» на русском, «БССР» на белорусском, «Пролетарии всех стран, соединяйтесь!» на белорусском, идиш, польском и русском (бел. Б.С.С.Р. Пролетарыі ўсіх краін, злучайцеся! — кириллица, идиш !פראָלעטאריער פון אלע לענדער, פאראייניקט זיך‎ — еврейское письмо, пол. Proletariusze wszystkich krajów, łączcie się!ך — латиница).

1938.06. Государственный герб Узбекской ССР (ЦФА 571)
2 языка и 2 системы письма: «Почта СССР. СССР. Узбекская ССР» на русском, «УзССР» на узбекском, «Пролетарии всех стран, соединяйтесь!» на русском и узбекском (узб. OzSSR. Butun dunja proletarlari, birlaşiꞑiz! — латиница).

1938.06. Государственный герб Казахской ССР (ЦФА 572)
2 языка и 2 системы письма: «Почта СССР. СССР. Казахская ССР» на русском, «КазССР» на казахском, «Пролетарии всех стран, соединяйтесь!» на русском и казахском (каз. QSSR. Bvkil çer çvziniꞑ proletarlarь, biriginder! — латиница).

1938.06. Государственный герб Грузинской ССР (ЦФА 573)
2 языка и 2 системы письма: «Почта СССР. СССР. Грузинская ССР» на русском, «Пролетарии всех стран, соединяйтесь!» на русском и грузинском (груз. პროლეტარებო ყველა ქვეყნისა, შეერთდით! — грузинское письмо).

1938.06. Государственный герб Азербайджанской ССР (ЦФА 574)
2 языка и 2 системы письма: «Почта СССР. СССР. Азербайджанская ССР» на русском, «Азербайджанская Советская Социалистическая Республика. Пролетарии всех стран, соединяйтесь!» на русском и азербайджанском (азерб. Azərbajçan Sovet Sosjalist Respubliqasь. Bytyn olkələrin proletarlarь birləşin! — латиница).

1938.06. Государственный герб Киргизской ССР (ЦФА 575)
2 языка и 2 системы письма: «Почта СССР. СССР» на русском, «Киргизская ССР. Пролетарии всех стран, соединяйтесь!» на русском и киргизском (кирг. Qьrƣьz S. S. R. Bardьq ɵlkɵlөrdyn proletarlarь, birikkile! — латиница).

1938.06. Государственный герб Таджикской ССР (ЦФА 576)
2 языка и 2 системы письма: «Почта СССР. СССР» на русском, «Таджикская ССР. Пролетарии всех стран, соединяйтесь!» на русском («Таджикская ССР» два раза) и таджикском (тадж. Ç. S. S. Toçikiston. Proletarhoji hamaji mamlakatho, jak şaved! — латиница).

1938.06. Государственный герб Армянской ССР (ЦФА 577)
2 языка и 2 системы письма: «Почта СССР. СССР. Армянская ССР» на русском, «Пролетарии всех стран, соединяйтесь!» на русском и армянском, «Армянская Советская Социалистическая Республика» на армянском (арм. Պրոլետարներ բոլոր երկրների, միացե՜ք! Հայկական Խորհրդային Սոցիալիստական Հանրապետություն — армянское письмо).

1938.06. Государственный герб Туркменской ССР (ЦФА 578)
2 языка и 2 системы письма: «Почта СССР. СССР. Туркменская ССР» на русском, «Пролетарии всех стран, соединяйтесь!» на русском и туркменском (туркм. Bytin jer jyziniꞑ proletarlarь, birleşiꞑ! — латиница).

1937.12.11. Государственный герб СССР (ЦФА 579)
11 языков и 4 системы письма: «Почта СССР. СССР» на русском, «Пролетарии всех стран, соединяйтесь!» на русском, азербайджанском, армянском, белорусском, грузинском, казахском, киргизском, таджикском, туркменском, узбекском и украинском (азерб. Bytyn olkələrin proletarlarь birləşin! — латиница, арм. Պրոլետարներ բոլոր երկրների, միացե՜ք! — армянское письмо, бел. Пролетарыі ўсіх краін, злучайцеся! — кириллица, груз. პროლეტარებო ყველა ქვეყნისა, შეერთდით! — грузинское письмо, каз. Bvkil çer çvziniꞑ proletarlarь, biriginder! — латиница, кирг. Bardьq ɵlkɵlөrdyn proletarlarь, birikkile! — латиница, тадж. Proletarhoji hamaji mamlakatho, jak şaved! — латиница, туркм. Bytin jer jyziniꞑ proletarlarь, birleşiꞑ! — латиница, узб. Butun dunja proletarlari, birlaşiꞑiz! — латиница, укр. Пролетарі всіх країн, єднайтеся! — кириллица).

### 1938 год
1938.02.05. К 750-летию поэмы Шота Руставели «Витязь в тигровой шкуре» (ЦФА 587)
2 языка и 2 системы письма: «Почта СССР» на русском, «750 лет. Шота Руставели» на русском и грузинском (груз. 750 წელი. შოთა რუსთაველი — грузинское письмо).

### 1941 год
1941.03.01. Первая годовщина Карело-Финской ССР (ЦФА 800, 801)
|         |         |
| ЦФА 800 | ЦФА 801 |

2 языка и 2 системы письма: «Почта СССР. СССР» на русском, «Карело-Финская ССР. Пролетарии всех стран, соединяйтесь!» на русском («Карело-Финская ССР» два раза) и финском (груз. Karjalais-suomalainen SNT. Kaikkien maiden proletaarit, liittykää yhteen! — латиница).

### 1947 год
1947.02.09. Государственный герб Украинской ССР (ЦФА 1115)
2 языка и 1 система письма: «Почта СССР. Украинская ССР» на русском, «УССР. Пролетарии всех стран, соединяйтесь!» на украинском (укр. УРСР. Пролетарі всіх країн, єднайтеся! — кириллица).

1947.02.09. Государственный герб Белорусской ССР (ЦФА 1116)
2 языка и 1 система письма: «Почта СССР. Белорусская ССР» на русском, «Пролетарии всех стран, соединяйтесь!» на русском и белорусском, «БССР» на белорусском (бел. Пролетарыі ўсіх краін, еднайцеся! БССР — кириллица).

1947.02.09. Государственный герб Узбекской ССР (ЦФА 1117)
2 языка и 1 система письма: «Почта СССР. Узбекская ССР» на русском, «Пролетарии всех стран, соединяйтесь!» на русском и узбекском, «УзССР» на узбекском (узб. Бутун дунё пролетарлари, бирлашингиз! ЎзССР — кириллица).

1947.02.09. Государственный герб Казахской ССР (ЦФА 1118)
2 языка и 1 система письма: «Почта СССР. Казахская ССР» на русском, «Пролетарии всех стран, соединяйтесь!» на русском и казахском, «КазССР» на казахском (каз. Барлық елдердің пролетарлары, бірігіңдер! ҚССР — кириллица).

1947.02.09. Государственный герб Грузинской ССР (ЦФА 1119)
2 языка и 2 системы письма: «Почта СССР. Грузинская ССР» на русском, «Пролетарии всех стран, соединяйтесь!» на русском и грузинском (груз. პროლეტარებო ყველა ქვეყნისა, შეერთდით! — грузинское письмо).

1947.02.09. Государственный герб Азербайджанской ССР (ЦФА 1120)
2 языка и 1 система письма: «Почта СССР. Азербайджанская ССР» на русском, «Азербайджанская Советская Социалистическая Республика. Пролетарии всех стран, соединяйтесь!» на русском и азербайджанском (азерб. Азәрбајҹан Совет Сосиалист Республикасы. Бүтүн өлкәләрин пролетарлары, бирләшин! — кириллица).

1947.02.09. Государственный герб Литовской ССР (ЦФА 1121)
2 языка и 2 системы письма: «Почта СССР. Литовская ССР» на русском, «Пролетарии всех стран, соединяйтесь!» на русском и литовском, «ЛССР» на литовском (лит. Visų šalių proletarai, vienykitės! LTSR — латиница).

1947.02.09. Государственный герб Молдавской ССР (ЦФА 1122)
2 языка и 1 система письма: «Почта СССР. Молдавская ССР» на русском, «Пролетарии всех стран, соединяйтесь!» на русском и молдавском, «МССР» на молдавском (молд. Пролетарь дин тоате цэриле, униць-вэ! РССМ — кириллица).

1947.02.09. Государственный герб Латвийской ССР (ЦФА 1123)
2 языка и 2 системы письма: «Почта СССР» на русском, «Латвийская ССР. Пролетарии всех стран, соединяйтесь!» на русском и латышском (латыш. Latvijas PSR. Visu zemju proletārieši, savienojieties! — латиница).

1947.02.09. Государственный герб Киргизской ССР (ЦФА 1124)
2 языка и 1 система письма: «Почта СССР» на русском, «Киргизская ССР. Пролетарии всех стран, соединяйтесь!» на русском и киргизском (кирг. Кыргыз С. С. Р. Бардык өлкөлөрдүн пролетарлары, бириккиле! — кириллица).

1947.02.09. Государственный герб Таджикской ССР (ЦФА 1125)
2 языка и 1 система письма: «Почта СССР» на русском, «Таджикская ССР. Пролетарии всех стран, соединяйтесь!» на русском («Таджикская ССР» два раза) и таджикском (тадж. РСС Тоҷикистон. Пролетарҳои ҳамаи мамлакатҳо, як шавед! — кириллица).

1947.02.09. Государственный герб Армянской ССР (ЦФА 1126)
2 языка и 2 системы письма: «Почта СССР. Армянская ССР» на русском, «Армянская Советская Социалистическая Республика. Пролетарии всех стран, соединяйтесь!» на армянском (арм. Հայկական Խորհրդային Սոցիալիստական Հանրապետություն. Պրոլետարներ բոլոր երկրների, միացե՜ք! — армянское письмо).

1947.02.09. Государственный герб Туркменской ССР (ЦФА 1127)
2 языка и 1 система письма: «Почта СССР. Туркменская ССР» на русском, «Пролетарии всех стран, соединяйтесь!» на русском и туркменском (туркм. Әхли юртларың пролетарлары, бирлешиң! — кириллица).

1947.02.09. Государственный герб Эстонской ССР (ЦФА 1128)
2 языка и 2 системы письма: «Почта СССР» на русском, «Эстонская ССР. Пролетарии всех стран, соединяйтесь!» на русском и эстонском (эст. Eesti NSV. Kõigi maade proletaarlased, ühinege! — латиница).

1947.02.09. Государственный герб Карело-Финской ССР (ЦФА 1129)
2 языка и 2 системы письма: «Почта СССР» на русском, «Карело-Финская ССР. Пролетарии всех стран, соединяйтесь!» на русском («Карело-Финская ССР» два раза) и финском (фин. Karjalais-suomalainen SNT. Kaikkien maiden proletaarit, liittykää yhteen! — латиница).

1947.02.09. Государственный герб СССР (ЦФА 1130)
16 языков и 4 системы письма: «Почта СССР. Государственный герб СССР» на русском, «Пролетарии всех стран, соединяйтесь!» на русском, азербайджанском, армянском, белорусском, грузинском, казахском, киргизском, латышском, литовском, молдавском, таджикском, туркменском, узбекском, украинском, финском и эстонском (азерб. Бүтүн өлкәләрин пролетарлары, бирләшин! — кириллица, арм. Պրոլետարներ բոլոր երկրների, միացե՜ք! — армянское письмо, бел. Пролетарыі ўсіх краін, еднайцеся! — кириллица; груз. პროლეტარებო ყველა ქვეყნისა, შეერთდით! — грузинское письмо, каз. Барлық елдердің пролетарлары, бірігіңдер! — кириллица, кирг. Бардык өлкөлөрдүн пролетарлары, бириккиле! — кириллица, латыш. Visu zemju proletārieši, savienojieties! — латиница, лит. Visų šalių proletarai, vienykitės! — латиница, молд. Пролетарь дин тоате цэриле, униць-вэ! — кириллица, тадж. Пролетарҳои ҳамаи мамлакатҳо, як шавед! — кириллица, туркм. Әхли юртларың пролетарлары, бирлешиң! — кириллица, узб. Бутун дунё пролетарлари, бирлашингиз! — кириллица, укр. Пролетарі всіх країн, єднайтеся! — кириллица, фин. Kaikkien maiden proletaarit, liittykää yhteen! — латиница, эст. Kõigi maade proletaarlased, ühinege! — латиница).

### 1948 год
1948.07.25. К 25-летию СССР (ЦФА 1271, 1272)
|          |          |
| ЦФА 1271 | ЦФА 1272 |

16 языков и 4 системы письма: «Почта СССР. 25 лет образования СССР. 1922—1947. Да здравствует дружба народов СССР!» на русском, «Пролетарии всех стран, соединяйтесь!» на русском, азербайджанском, армянском, белорусском, грузинском, казахском, киргизском, латышском, литовском, молдавском, таджикском, туркменском, узбекском, украинском, финском и эстонском (азерб. Бүтүн өлкәләрин пролетарлары, бирләшин! — кириллица, арм. Պրոլետարներ բոլոր երկրների, միացե՜ք! — армянское письмо, бел. Пролетарыі ўсіх краін, еднайцеся! — кириллица; груз. პროლეტარებო ყველა ქვეყნისა, შეერთდით! — грузинское письмо, каз. Барлық елдердің пролетарлары, бірігіңдер! — кириллица, кирг. Бардык өлкөлөрдүн пролетарлары, бириккиле! — кириллица, латыш. Visu zemju proletārieši, savienojieties! — латиница, лит. Visų šalių proletarai, vienykitės! — латиница, молд. Пролетарь дин тоате цэриле, униць-вэ! — кириллица, тадж. Пролетарҳои ҳамаи мамлакатҳо, як шавед! — кириллица, туркм. Әхли юртларың пролетарлары, бирлешиң! — кириллица, узб. Бутун дунё пролетарлари, бирлашингиз! — кириллица, укр. Пролетарі всіх країн, єднайтеся! — кириллица, фин. Kaikkien maiden proletaarit, liittykää yhteen! — латиница, эст. Kõigi maade proletaarlased, ühinege! — латиница).

### 1949 год
1949.01.04. 30-летию Белорусской ССР (ЦФА 1347, 1348)
|          |          |
| ЦФА 1347 | ЦФА 1348 |

2 языка и 1 система письма: «Почта СССР. XXX лет Белорусской ССР» на русском, «Пролетарии всех стран, соединяйтесь!» на русском и белорусском, «БССР» на белорусском (бел. Пролетарыі ўсіх краін, еднайцеся! БССР — кириллица).

1949.12.25. Борьба народов за мир (ЦФА 1481, 1482)
|          |          |
| ЦФА 1481 | ЦФА 1482 |

6 языков и 2 система письма: «Почта СССР. Против поджигателей войны!» на русском, «За мир!» на английском, русском (два раза), украинском и французском (на русском и украинском пишется одинаково) (англ. For peace! — латиница, укр. За мир! — кириллица, фр. Pour la paix! — латиница), «мир!» на итальянском (итал. pace! — латиница), «мир» на белорусском (бел. мір — кириллица).

### 1951 год
1951.03.12. Государственный герб и флаг Монгольской Народной Республики (ЦФА 1606)
2 языка и 2 системы письма: «Почта СССР. Государственный герб и флаг МНР» на русском, «Монгольская Народная Республика» на русском и монгольском (монг. ᠪᠦᠭᠦᠳᠡ
ᠨᠠᠶᠢᠷᠠᠮᠳᠠᠬᠤ
ᠮᠣᠩᠭᠣᠯ
ᠠᠷᠠᠳ
ᠤᠯᠤᠰ (Бүгд Найрамдах Монгол Ард Улс) — старомонгольское письмо).

### 1952 год
1952.07.26. Государственный герб и флаг Румынской Народной Республики (ЦФА 1687)
2 языка и 2 системы письма: «Почта СССР. Румынская Народная Республика. Герб. Флаг» на русском, «РНР» на румынском (рум. RPR — латиница).

1952.08.29. 75-летие со дня смерти Н. П. Огарева (ЦФА 1692)
2 языка и 2 системы письма: «Почта СССР. 1877—1952. 75 лет со дня смерти Н. П. Огарева, выдающегося русского революционного демократа, публициста и поэта. Колоколъ» на русском, «Зову живых!» на латыни (лат. Vivos voco! — латиница).

### 1954 год
1954.05.10. Харьков. Памятник Т. Г. Шевченко (ЦФА 1755)
2 языка и 1 система письма: «Почта СССР. 300-летие воссоединения Украины с Россией. 1654[—]1954» на русском, «Памятник Т. Г. Шевченко. Харьков.» на украинском (укр. Пам'ятник Т. Г. Шевченко. Харків. — кириллица).

1954.05.10. Здания Верховного Совета УССР в Киеве и Президиума Верховного Совета и Совета Министров РСФСР в Москве (ЦФА 1756)
2 языка и 1 система письма: «Почта СССР. 300-летие воссоединения Украины с Россией. 1654[—]1954. Москва. Здание Президиума Верховного Совета и Совета Министров РСФСР» на русском, «Киев. Здание Верховного Совета УССР» на украинском (укр. Київ. Будинок Верховної Ради УРСР — кириллица).

1954.05.10. Киев. Государственный академический театр оперы и балета имени Т. Г. Шевченко (ЦФА 1757)
2 языка и 1 система письма: «Почта СССР. 300-летие воссоединения Украины с Россией. 1654[—]1954» на русском, «Киев. Государственный ордена Ленина академический театр оперы и балета им. Т. Г. Шевченко» на украинском (укр. Київ. Державний ордена Леніна академічний театр опери та балету ім. Т. Г. Шевченка — кириллица).

1954.05.10. Киев. Государственный университет имени Т. Г. Шевченко (ЦФА 1758)
2 языка и 1 система письма: «Почта СССР. 300-летие воссоединения Украины с Россией. 1654—1954» на русском, «Киевский государственный университет им. Т. Г. Шевченко» на украинском (укр. Київський державний університет ім. Т. Г. Шевченко — кириллица).

1954.08.18. Киев. Здание Академии наук УССР (ЦФА 1759)
2 языка и 1 система письма: «Почта СССР. 300-летие воссоединения Украины с Россией. 1654—1954» на русском, «Здание Академии наук УССР. Киев» на украинском (укр. Будинок Академії Наук УРСР. Київ — кириллица).

1954.05.10. Киев. Памятник Богдану Хмельницкому (ЦФА 1760)
2 языка и 1 система письма: «Почта СССР. 300-летие воссоединения Украины с Россией. 1654[—]1954» на русском, «Памятник Богдану Хмельницкому. Киев» на украинском (укр. Пам'ятник Богдану Хмельницькому. Київ — кириллица).

1954.05.10. Переяславская Рада (ЦФА 1761)
2 языка и 1 система письма: «Почта СССР. 300-летие воссоединения Украины с Россией. 1654[—]1954» на русском, «Переяславская Рада» на украинском (укр. Переяславська Рада — кириллица).

1954.08.18. Переяславская Рада (ЦФА 1763)
2 языка и 1 система письма: «Почта СССР. 300-летие воссоединения Украины с Россией. 1654—1954 г.» на русском, «Канев. Памятник на могиле Т. Г. Шевченко» на украинском (укр. Пам'ятник на могилі Т. Г. Шевченка. Канів — кириллица).

1954.11.17. 50-летие со дня рождения Саломеи Нерис (ЦФА 1796)
2 языка и 2 системы письма: «Почта СССР. Влившись в СССР — народов море, зазвени, как новая струна, в их могучем и согласном хоре, светлая Литва, моя страна!» на русском, «50 лет со дня рождения выдающейся литовской поэтессы Саломеи Нерис. 1904[—]1954» на русском и литовском (лит. Įžymios lietuvių poetės Salomėjos Neries gimimo 50-sios metinės. 1904[—]1954 — латиница).

### 1957 год
1957.05.20. 100-летие со дня выхода первой русской революционной газеты «Колокол» (ЦФА 2006)
2 языка и 2 системы письма: «Почта СССР. 100 лет со дня выхода первого номера журнала „Колокол“. 1857—1957. А. И. Герцен. Н. П. Огарев. Колоколъ. Прибавочные листы къ Полярной звѣздѣ. Предисловие.» на русском, «Зову живых!» на латыни (лат. Vivos voco! — латиница).

1957.07.20. XVI Олимпийские игры в Мельбурне (ЦФА 2025—2030)

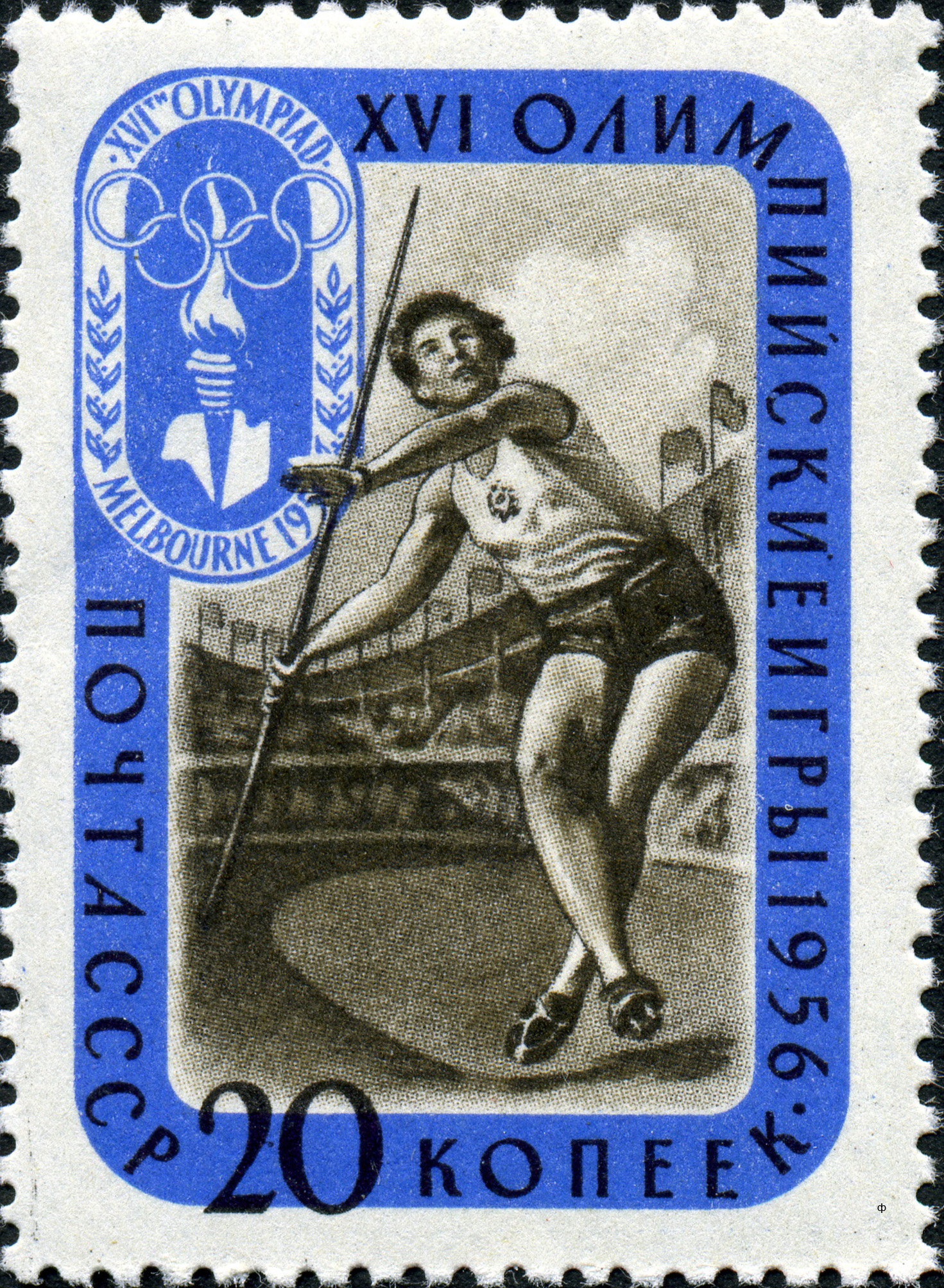
ЦФА 2025
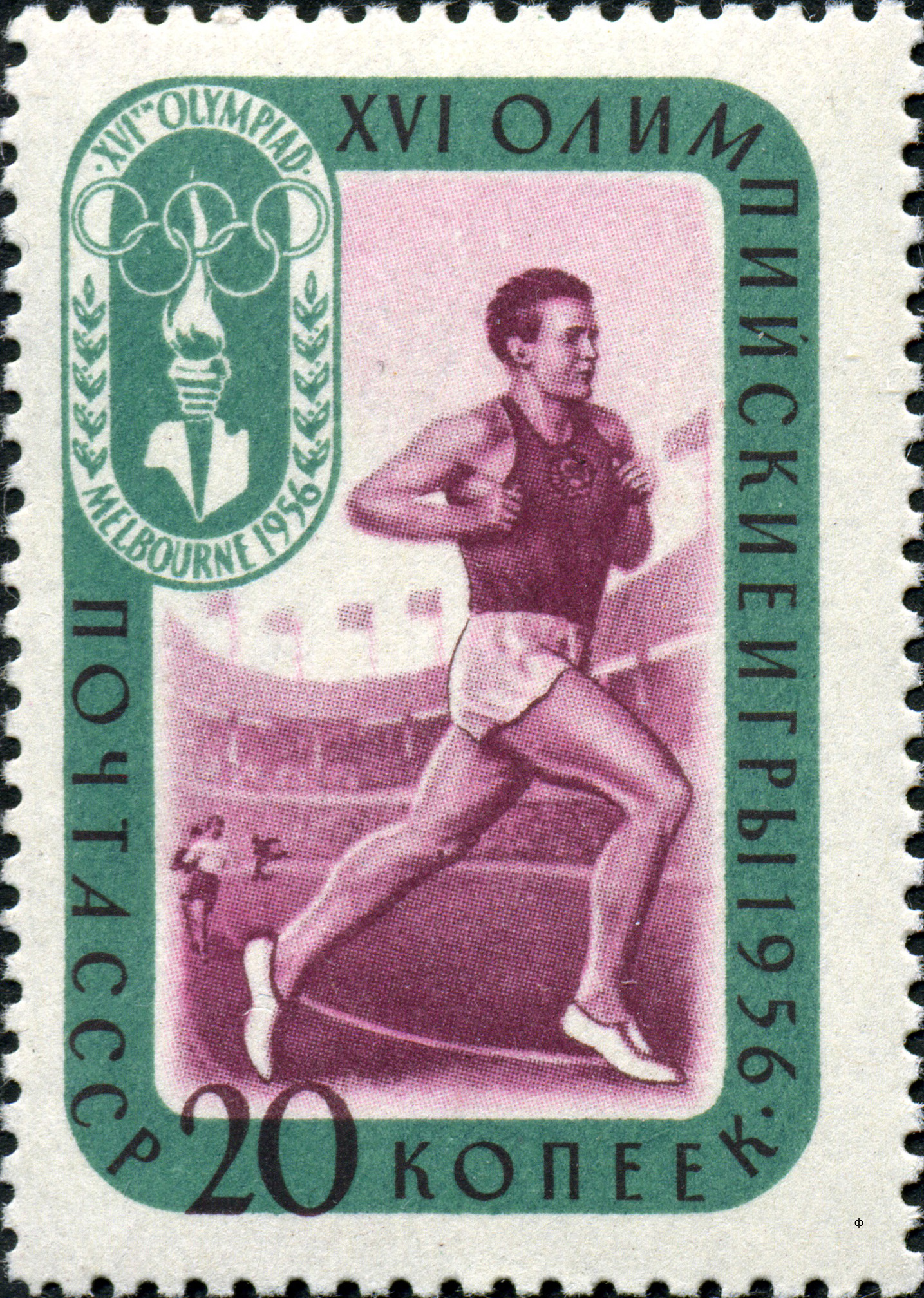
ЦФА 2026
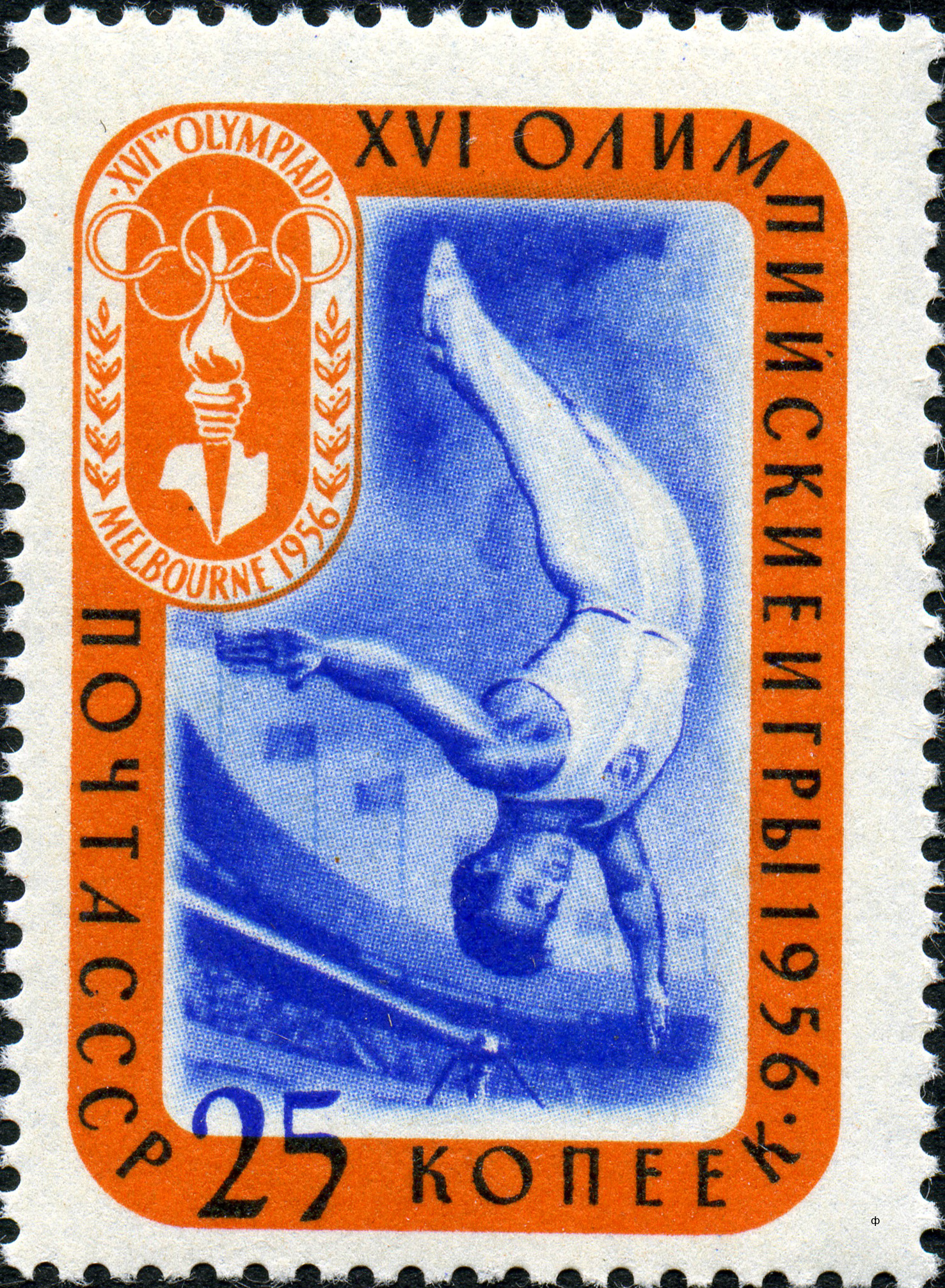
ЦФА 2027
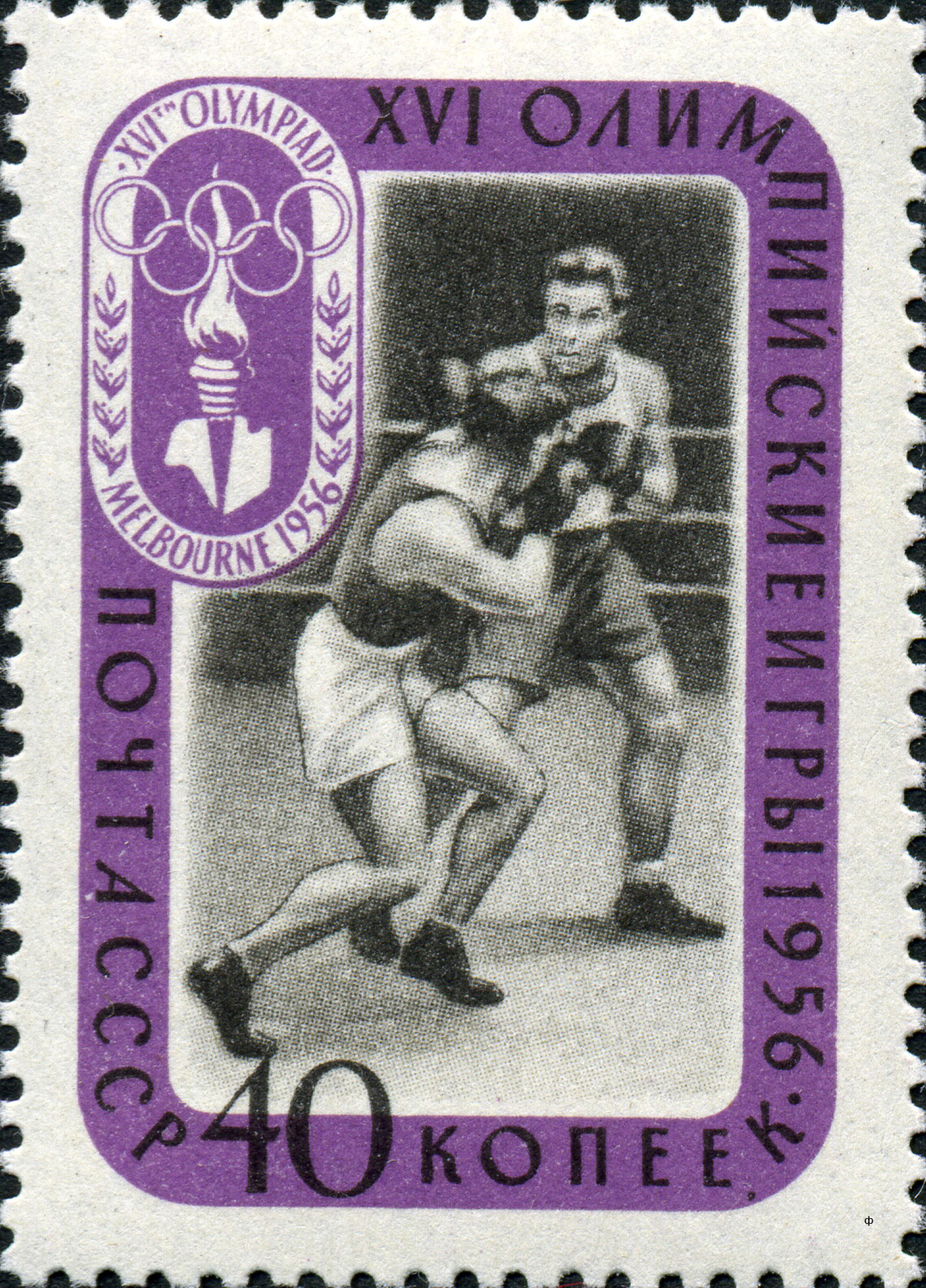
ЦФА 2028
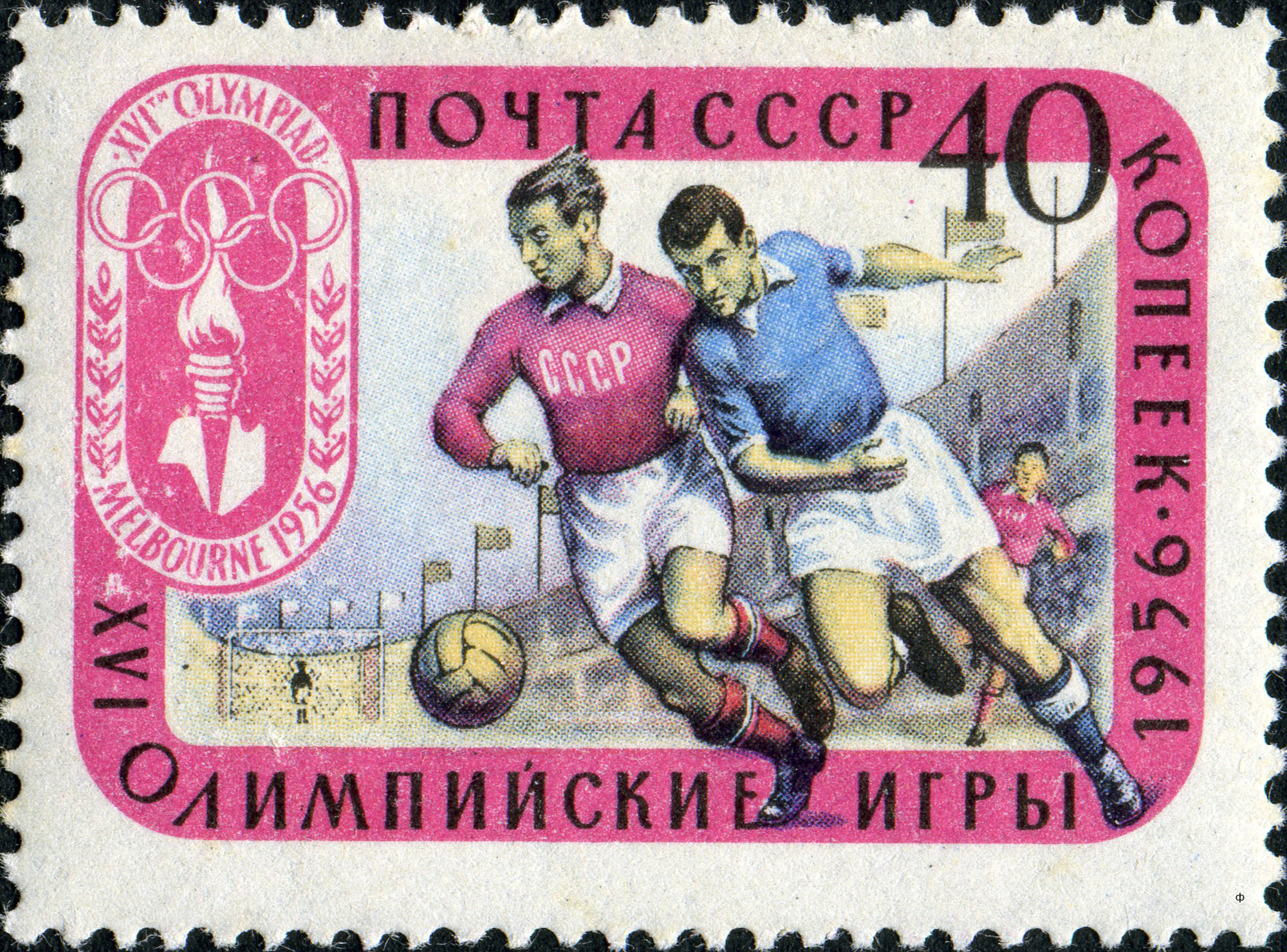
ЦФА 2029
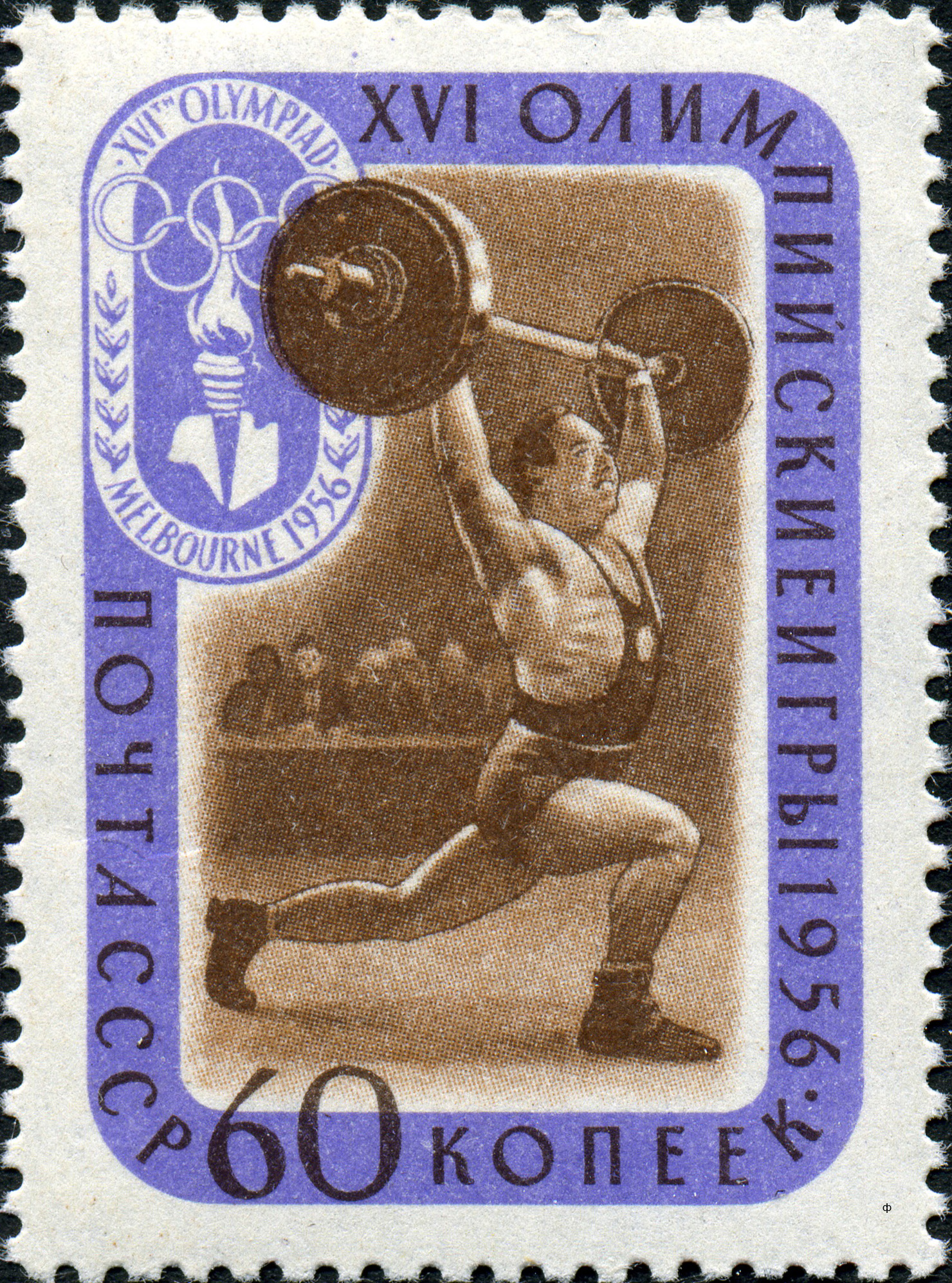
ЦФА 2030

2 языка и 2 системы письма: «Почта СССР. XVI Олимпийские игры 1956» на русском, «XVI Олимпиада. Мельбурн, 1956» на английском (англ. XVIth Olympiad. Melbourne 1956 — латиница).

1957.10.25. 40-летие Октябрьской революции. Украинская ССР (ЦФА 2078)
2 языка и 1 система письма: «Почта СССР. 40 лет Великой Октябрьской социалистической революции. 1917—1957» на русском, «Украинская ССР» на русском и украинском (два раза) (укр. Українська РСР — кириллица).

1957.10.25. 40-летие Октябрьской революции. Белорусская ССР (ЦФА 2079)
2 языка и 1 система письма: «Почта СССР. 40 лет Великой Октябрьской социалистической революции. 1917—1957» на русском, «Украинская ССР» на русском и белорусском, «БССР» на белорусском (бел. Беларуская ССР. БССР — кириллица).

1957.10.25. 40-летие Октябрьской революции. Узбекская ССР (ЦФА 2080)
2 языка и 1 система письма: «Почта СССР. 40 лет Великой Октябрьской социалистической революции. 1917—1957» на русском, «Узбекская ССР» на русском и узбекском, «УзССР» на узбекском (узб. Ўзбекистон ССР. ЎзССР — кириллица).

1957.10.25. 40-летие Октябрьской революции. Казахская ССР (ЦФА 2081)
2 языка и 1 система письма: «Почта СССР. 40 лет Великой Октябрьской социалистической революции. 1917—1957» на русском, «Казахская ССР. КССР» на русском и казахском (каз. Қазақ ССР. ҚССР — кириллица).

1957.10.25. 40-летие Октябрьской революции. Грузинская ССР (ЦФА 2082)
2 языка и 2 системы письма: «Почта СССР. 40 лет Великой Октябрьской социалистической революции. 1917—1957» на русском, «Грузинская ССР» на русском и грузинском (груз. საქართველოს სსრ — грузинское письмо).

1957.10.25. 40-летие Октябрьской революции. Азербайджанская ССР (ЦФА 2083)
2 языка и 1 система письма: «Почта СССР. 40 лет Великой Октябрьской социалистической революции. 1917—1957» на русском, «Азербайджанская ССР» на русском и азербайджанском (азерб. Азәрбайҹан ССР — кириллица).

1957.10.25. 40-летие Октябрьской революции. Литовская ССР (ЦФА 2084)
2 языка и 2 системы письма: «Почта СССР. 40 лет Великой Октябрьской социалистической революции. 1917—1957» на русском, «Литовская ССР» на русском и литовском (лит. Lietuvos TSR — латиница).

1957.10.25. 40-летие Октябрьской революции. Молдавская ССР (ЦФА 2085)
2 языка и 1 система письма: «Почта СССР. 40 лет Великой Октябрьской социалистической революции. 1917—1957» на русском, «Молдавская ССР» на русском и молдавском, «МССР» на молдавском (молд. РСС Молдовеняскэ. РССМ — кириллица).

1957.10.25. 40-летие Октябрьской революции. Латвийская ССР (ЦФА 2086)
2 языка и 2 системы письма: «Почта СССР. 40 лет Великой Октябрьской социалистической революции. 1917—1957» на русском, «Латвийская ССР» на русском и латышском (два раза) (латыш. Latvijas PSR — латиница).

1957.10.25. 40-летие Октябрьской революции. Киргизская ССР (ЦФА 2087)
2 языка и 1 система письма: «Почта СССР. 40 лет Великой Октябрьской социалистической революции. 1917—1957» на русском, «Пролетарии всех стран, соединяйтесь! Киргизская ССР» на русском и киргизском (кирг. Бардык өлкөлөрдүн пролетарлары, бириккиле! Кыргыз С. С. Р. — кириллица).

1957.10.25. 40-летие Октябрьской революции. Таджикская ССР (ЦФА 2088)
2 языка и 1 система письма: «Почта СССР. 40 лет Великой Октябрьской социалистической революции. 1917—1957» на русском, «Таджикская ССР» на русском и таджикском (тадж. РСС Тоҷикистон — кириллица).

1957.10.25. 40-летие Октябрьской революции. Армянская ССР (ЦФА 2089)
2 языка и 2 системы письма: «Почта СССР. 40 лет Великой Октябрьской социалистической революции. 1917—1957» на русском, «Армянская ССР» на русском и армянском (арм. Հայկական ՍՍՌ — армянское письмо).

1957.10.25. 40-летие Октябрьской революции. Туркменская ССР (ЦФА 2090)
2 языка и 1 система письма: «Почта СССР. 40 лет Великой Октябрьской социалистической революции. 1917—1957» на русском, «Туркменская ССР» на русском и туркменском (туркм. Түркменистан ССР — кириллица).

1957.10.25. 40-летие Октябрьской революции. Эстонская ССР (ЦФА 2091)
2 языка и 2 системы письма: «Почта СССР. 40 лет Великой Октябрьской социалистической революции. 1917—1957» на русском, «Эстонская ССР» на русском и эстонском (два раза) (эст. Eesti NSV — латиница).

1957.12.24. 40-летие Украинской ССР (ЦФА 2101)
2 языка и 1 система письма: «Почта СССР» на русском, «Сорок лет Советской Украины. 1917—1957. Украинская ССР» на украинском (укр. Сорок років Радянської України. 1917—1957. Українська РСР — кириллица).

### 1958 год
1957.04.10/14. Всемирная выставка в Брюсселе (ЦФА 2139—2142)

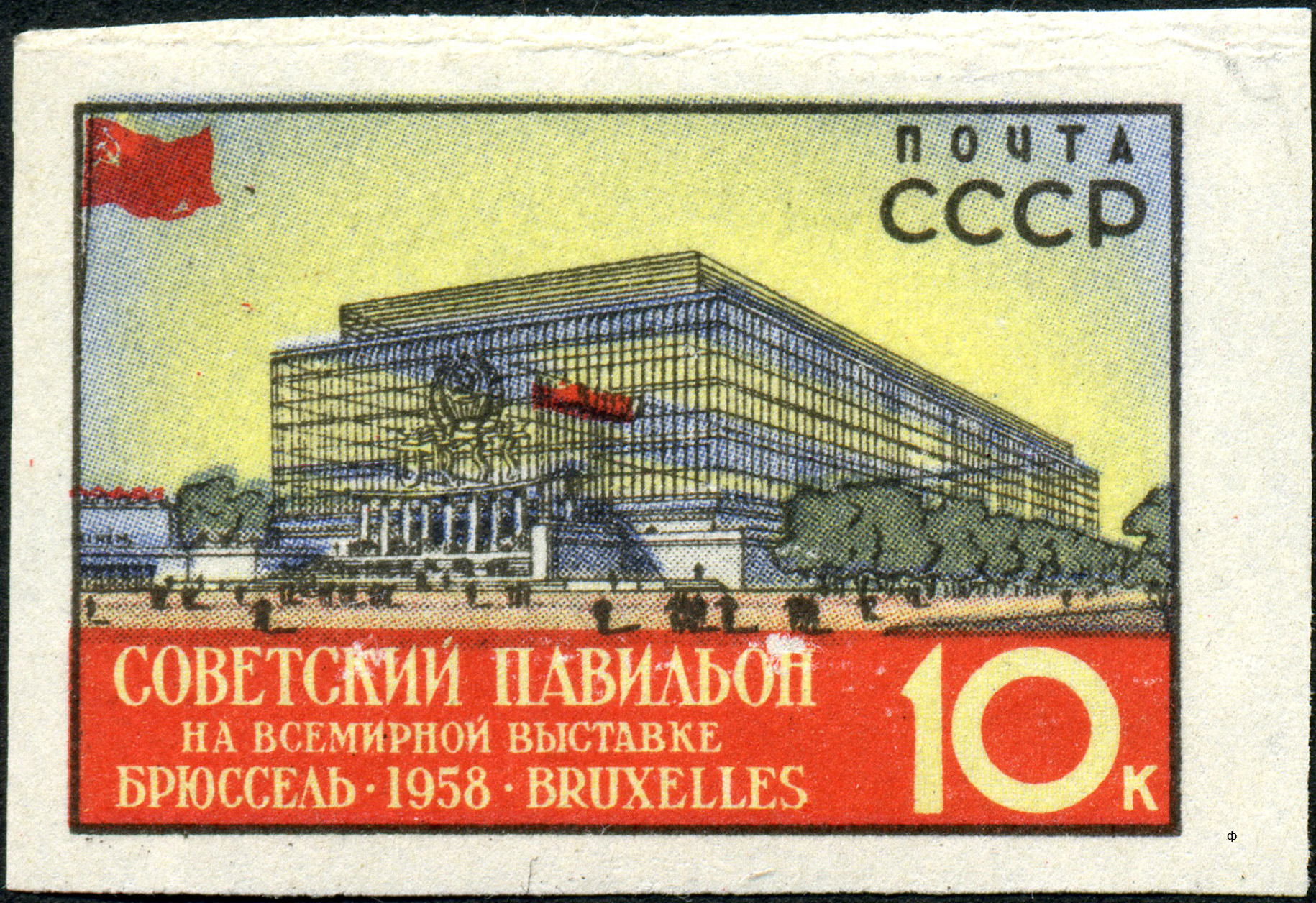
ЦФА 2139
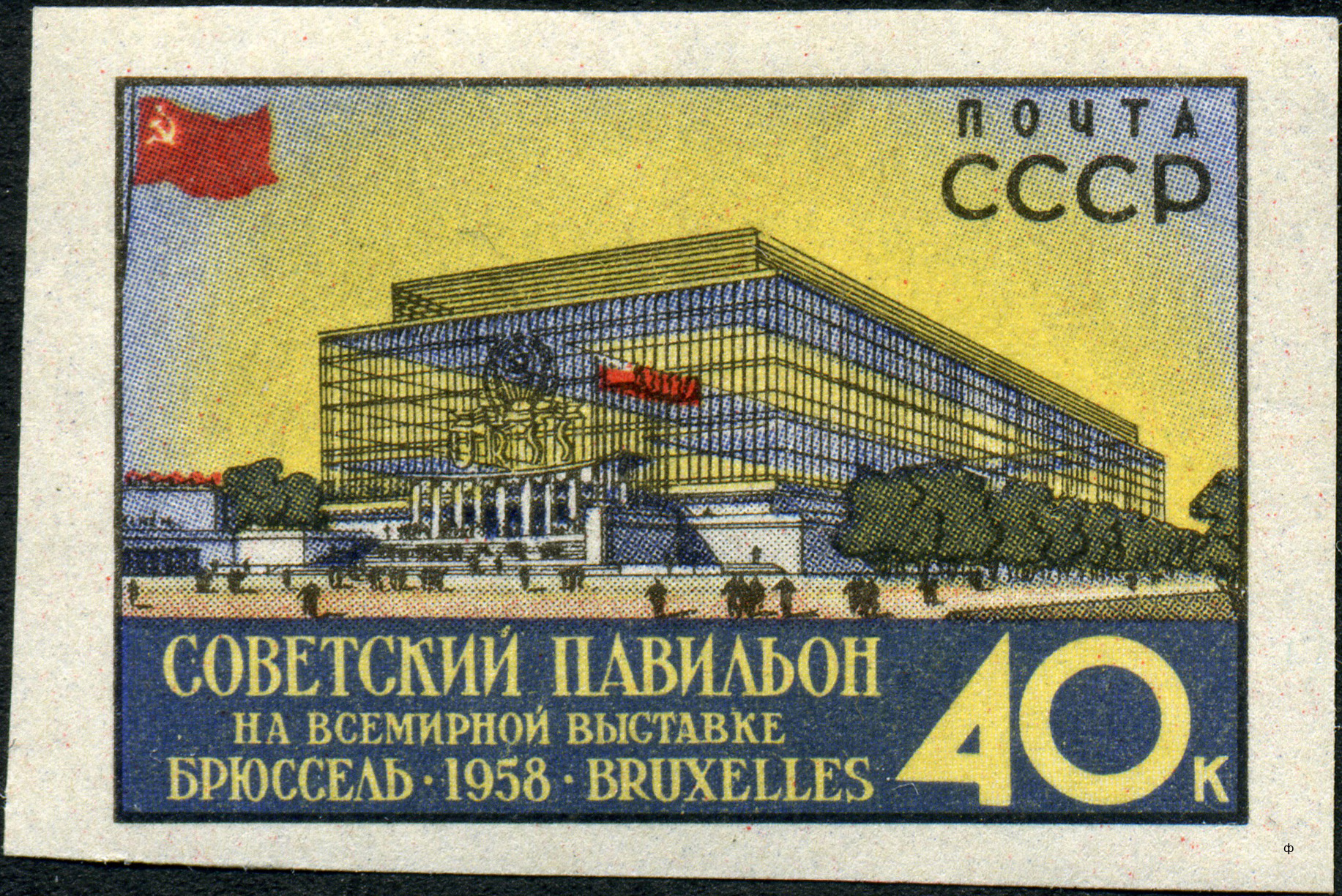
ЦФА 2140
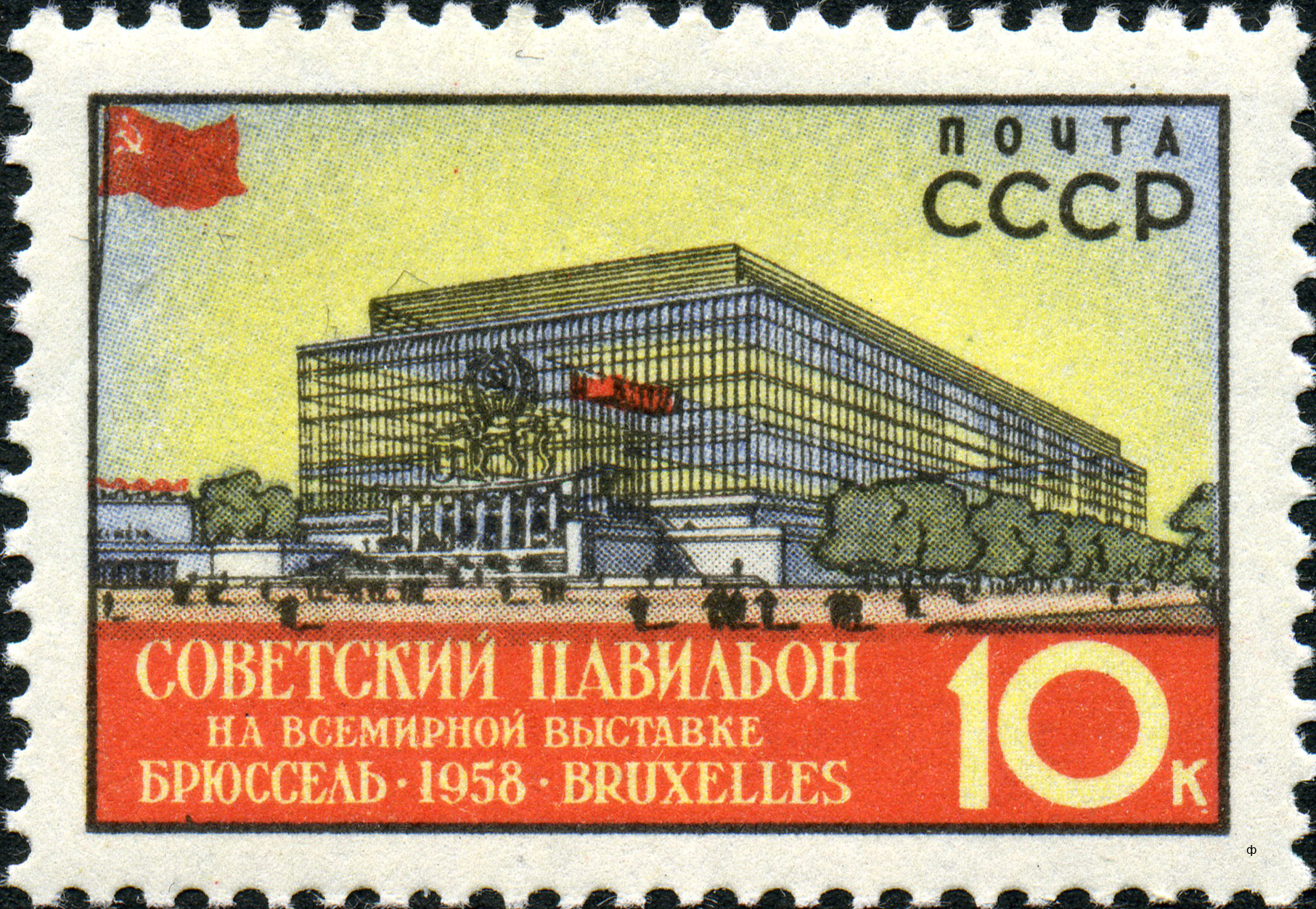
ЦФА 2141
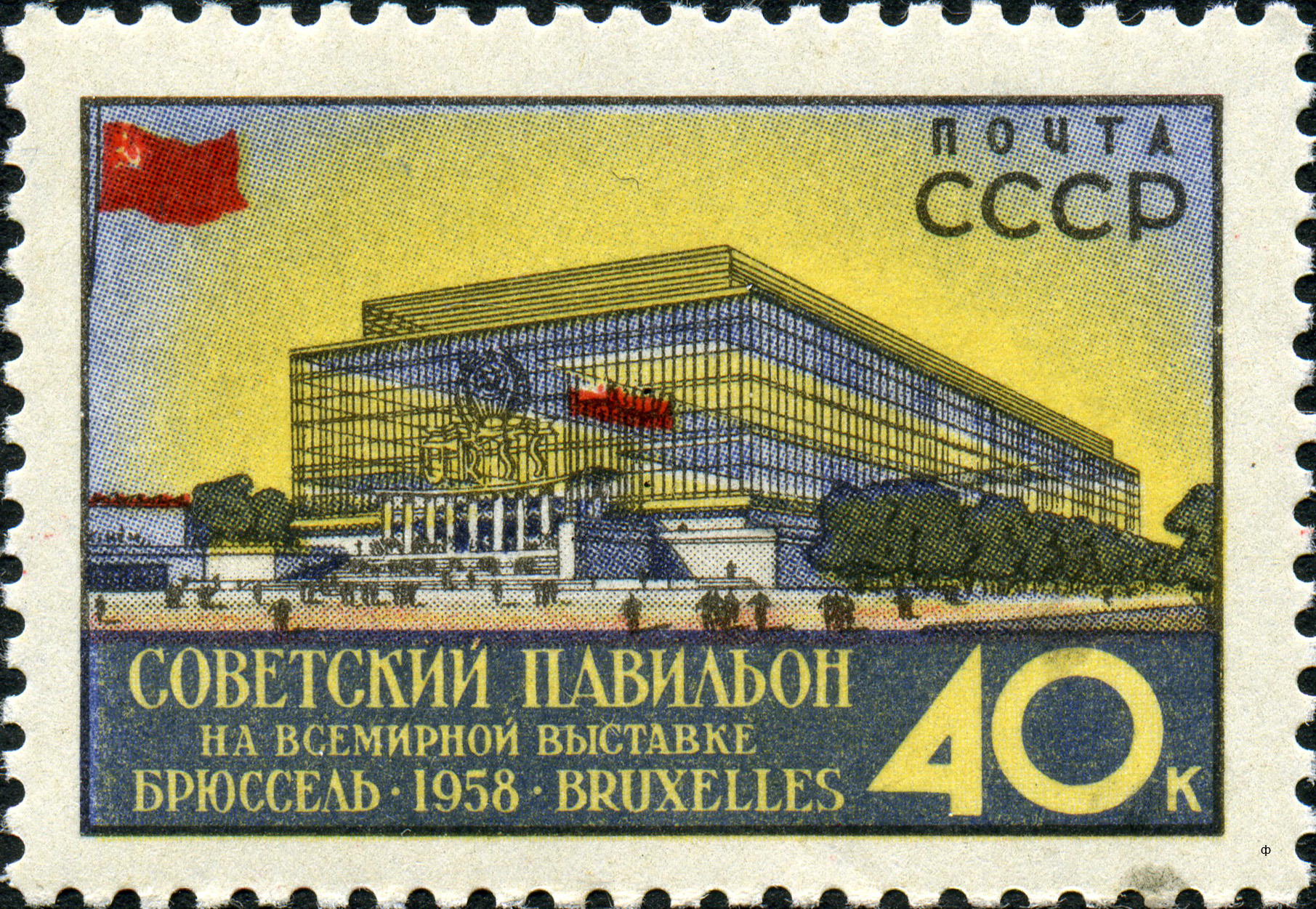
ЦФА 2142

2 языка и 2 системы письма: «Почта СССР. Советский павильон на Всемирной выставке» на русском, «Брюссель. 1958» на русском и французском (фр. Bruxelles. 1958 — латиница).

1958.05.06. IV конгресс Международной демократической федерации женщин в Вене (ЦФА 2153, 2154)
|          |          |
| ЦФА 2153 | ЦФА 2154 |

5 языков и 3 системы письма: «Почта СССР. IV конгресс Международной демократической федерации женщин. Июнь 1958 г.» на русском, «IV конгресс, июнь 1958» на английском, арабском, немецком и французском, «МДФЖ» на французском (англ. IVth Congress, June 1958 — латиница, араб. ١٩٥۸ المؤتمر الرابع يونيو‎ — арабское письмо, нем. IV. Kongress Juni 1958 — латиница, фр. IVème Congrès, Juin 1958. F. D. I. F. — латиница).

1958.05.12. К 50-летие со дня смерти И. Г. Чавчавадзе (ЦФА 2156)
2 языка и 2 системы письма: «Почта СССР. Выдающийся грузинский писатель» на русском, «Илья Чавчавадзе» на русском и грузинском (груз. ილია ჭავჭავაძე — грузинское письмо).

1958.07.05. 40-летие Коммунистической партии Украины (ЦФА 2172)
2 языка и 1 система письма: «Почта СССР» на русском, «40 лет Компартии Украины. 1918—1958. Восстание арсенальцев» на украинском (укр. 40 років Компартії України. 1918—1958. Повстання арсеняльців — кириллица).

1958.07.08. V конгресс Международного союза архитекторов. Цифра «V» на фоне здания МГУ (ЦФА 2173)
2 языка и 2 системы письма: «Почта СССР. V конгресс Международного союза архитекторов» на русском, «Москва. 1958» на русском и французском (фр. Moscou. 1958 — латиница).

1958.07.08. V конгресс Международного союза архитекторов. Эмблема конгресса (ЦФА 2174)
2 языка и 2 системы письма: «Почта СССР. V конгресс Международного союза архитекторов. Москва» на русском, «МСА. Москва. 1958» на французском (фр. UIA. Moscou. 1958 — латиница).

1958.09.08. V конгресс Международного союза архитекторов. Марки 2173 и 2174. Земной шар и памятный текст (ЦФА 2175)
2 языка и 2 системы письма: «Почта СССР» на русском (два раза), «V конгресс Международного союза архитекторов» на русском (три раза), «Москва» на русском, «Москва. Июль 1958» на русском, «Москва. 1958» на русском и французском, «МСА. Москва. 1958» на французском (фр. UIA. Moscou. 1958 — латиница).

1958.07.21. I Международная профсоюзная конференция трудящейся молодёжи в Праге (ЦФА 2178)
2 языка и 2 системы письма: «Почта СССР. Прага, 1958» на русском («Почта» два раза), «1-я Международная профсоюзная конференция трудящейся молодёжи» на русском и французском, «Прага, 14—20 июля» на французском (фр. 1e Conférence syndicale mondiale des jeunes travailleurs. Prague - 14 - 20 juillet — латиница).

1958.08.10. X Съезд Международного астрономического союза в Москве. Высотное здание МГУ (ЦФА 2198)
3 языка и 2 системы письма: «Почта СССР. X Съезд Международного Астрономического Союза. Москва 1958» на русском, «МАС» на английском и французском (англ. IAU — латиница, фр. UAI — латиница).

1958.12.13. Украинская ССР. Киев, Крещатик (ЦФА 2233)
2 языка и 1 система письма: «Почта СССР. Киев, Крещатик» на русском, «Украинская ССР» на русском и украинском (два раза) (укр. Українська РСР — кириллица).

1958.12.05. Белорусская ССР. Минск, площадь Победы (ЦФА 2234)
2 языка и 1 система письма: «Почта СССР. Минск, Круглая площадь» на русском, «Белорусская ССР» на русском и белорусском, «БССР» на белорусском (бел. Беларуская ССР. БССР — кириллица).

1958.10.04. Узбекская ССР. Ташкент, площадь им. В. И. Ленина (ЦФА 2235)
2 языка и 1 система письма: «Почта СССР. Ташкент, площадь им. В. И. Ленина» на русском, «Узбекская ССР» на русском и узбекском, «УзССР» на узбекском (узб. Ўзбекистон ССР. ЎзССР — кириллица).

1958.10.04. Казахская ССР. Алма-Ата, площадь им. В. И. Ленина (ЦФА 2236)
2 языка и 1 система письма: «Почта СССР. Алма-Ата, площадь им. В. И. Ленина» на русском, «Казахская ССР. КССР» на русском и казахском (каз. Қазақ ССР. ҚССР — кириллица).

1958.10.18. Грузинская ССР. Тбилиси, проспект Руставели (ЦФА 2237)
2 языка и 2 системы письма: «Почта СССР. Тбилиси, проспект Руставели» на русском, «Грузинская ССР» на русском и грузинском (груз. საქართველოს სსრ — грузинское письмо).

1958.12.30. Азербайджанская ССР. Баку, Коммунистическая улица (ЦФА 2238)
2 языка и 1 система письма: «Почта СССР. Тбилиси, проспект Руставели» на русском, «Азербайджанская ССР» на русском и азербайджанском (азерб. Азәрбайҹан ССР — кириллица).

1958.12.27. Литовская ССР. Вильнюс, вид с горы Гедимина (ЦФА 2239)
2 языка и 2 системы письма: «Почта СССР. Вильнюс, вид с горы Гедимина» на русском, «Литовская ССР» на русском и литовском, «ЛССР» на литовском (лит. Lietuvos TSR. LTSR — латиница).

1958.12.30. Молдавская ССР. Кишинёв, проспект им. В. И. Ленина (ЦФА 2240)
2 языка и 1 система письма: «Почта СССР. Кишинёв, проспект им. В. И. Ленина» на русском, «Молдавская ССР» на русском и молдавском, «МССР» на молдавском (узб. РСС Молдовеняскэ. РССМ — кириллица).

1958.11.03. Латвийская ССР. Рига, вид с реки Даугавы (ЦФА 2241)
2 языка и 2 системы письма: «Почта СССР. Рига, вид с реки Даугавы» на русском, «Латвийская ССР» на русском и латышском (два раза) (латыш. Latvijas PSR — латиница).

1958.11.03. Киргизская ССР. Фрунзе, университетская площадь (ЦФА 2242)
2 языка и 1 система письма: «Почта СССР. Фрунзе, университетская площадь» на русском, «Киргизская ССР» на русском и киргизском, «Киргизская С. С. Р.» на киргизском (кирг. Кыргыз ССР. Кыргыз С. С. Р. — кириллица).

1958.11.03. Таджикская ССР. Сталинабад, площадь им. В. И. Ленина (ЦФА 2243)
2 языка и 1 система письма: «Почта СССР. Сталинабад, площадь им. В. И. Ленина» на русском, «Таджикская ССР» на русском и таджикском (тадж. РСС Тоҷикистон — кириллица).

1958.11.03. Армянская ССР. Общий вид города Ереван (ЦФА 2244)
2 языка и 2 системы письма: "Почта СССР. Общий вид города Ереван на русском, «Армянская ССР» на русском и армянском (арм. Հայկական ՍՍՌ — армянское письмо).

1958.10.04. Туркменская ССР. Ашхабад, памятник В. И. Ленину (ЦФА 2245)
2 языка и 1 система письма: «Почта СССР. Ашхабад, памятник В. И. Ленину» на русском, «Туркменская ССР» на русском и туркменском (туркм. Түркменистан ССР — кириллица).

1958.12.27. "Эстонская ССР. Таллин, ворота Виру (ЦФА 2246)
2 языка и 2 системы письма: «Почта СССР. Таллин, ворота Виру» на русском, «Эстонская ССР» на русском и эстонском (два раза) (эст. Eesti NSV — латиница).

1958.10.10. К 1100-летию со дня рождения Абу Абдулло Рудаки (ЦФА 2247)
2 языка и 1 система письма: «Почта СССР. 1100 лет со дня рождения. Классик таджикской литературы» на русском, «Абу Абдулло Рудаки» на таджикском (тадж. Абӯ Абдулло Рӯдакӣ — кириллица).

1958.10.10. 1500-летию Тбилиси (ЦФА 2248)
2 языка и 2 системы письма: «Почта СССР» на русском, «Тбилиси 1500» на русском и грузинском (груз. თბილისი 1500 — грузинское письмо).

1958.12.12. Г. К. Орджоникидзе (ЦФА 2263)
2 языка и 2 системы письма: «Почта СССР. Выдающийся деятель Коммунистической партии и Советского государства» на русском, «Серго Орджоникидзе» на русском и грузинском (груз. სერგო ორჯონიკიძე — грузинское письмо).

1958.12.20. К 40-летию Белорусской ССР (ЦФА 2265)
2 языка и 1 система письма: «Почта СССР» на русском, «Сорок лет Белорусской ССР. 1919—1959» на русском и белорусском (бел. Сорак год Беларускай ССР. 1919—1959 — кириллица).

1958.12.23. Азербайджанский поэт Физули (ЦФА 2266)
2 языка и 2 системы письма: «Почта СССР. Великий азербайджанский поэт» на русском, «Физули» на русском и арабском (араб. فضولی‎ — арабское письмо).

### 1959 год
1959.03.03. 50-летие со дня рождения Пятраса Цвирки (ЦФА 2285)
2 языка и 2 системы письма: «Почта СССР. Литовский писатель» на русском, «П. Цвирка. 1909—1947» на литовском (лит. P. Cvirka — латиница).

1959.03.13. 100-летие со дня рождения изобретателя радио А. С. Попова (ЦФА 2288)
5 языков и 3 системы письма: «Почта СССР. 100 лет со дня рождения А. С. Попова. 1859—1959» на русском, «Мир» на русском, английском, испанском, китайском и французском (англ. Peace — латиница, исп. Paz — латиница, кит. 和平 — китайское письмо, фр. Paix — латиница).

1959.04.02. К 300-летие со дня рождения Сулхан-Саба Орбелиани (ЦФА 2297)
2 языка и 2 системы письма: «Почта СССР. Грузинский писатель» на русском, «Сулхан-Саба Орбелиани» на грузинском (груз. საბა-სულხან ორბელიანი — грузинское письмо).

1959.04.02. 10-летие всемирного Движения сторонников мира (ЦФА 2309)
8 языков и 4 системы письма: «Почта СССР. 10 лет всемирного Движения сторонников мира» на русском, «Мир» на русском, английском, арабском, испанском, китайском, немецком, польском и французском (англ. Peace — латиница, араб. العالم‎ — арабское письмо (мир как планета Земля. Правильно мир как отсутствие войны (араб. سلام‎)), исп. Paz — латиница, кит. 和平 — китайское письмо, нем. Frieden — латиница, пол. Pokój — латиница, фр. Paix — латиница).

1958.06.25/07.20. Выставка в Нью-Йорке (ЦФА 2316—2318)
|          |          |          |
| ЦФА 2316 | ЦФА 2317 | ЦФА 2318 |

2 языка и 2 системы письма: «Почта СССР» на русском, «Выставка достижений советской науки, техники и культуры. Нью-Йорк. 1959» на русском, «Советская выставка науки, техники и культуры» на английском (англ. Soviet exhibition of science, technology and culture — латиница).

1959.07.16. 150-летие со дня рождения Луи Брайля (ЦФА 2333)
1 язык и 2 системы письма: «Почта СССР. Основатель международной системы письма для слепых. 1809—1959» на русском, «Луи Брайль» на русском и шрифте Брайля (⠇⠧⠊ ⠃⠗⠁⠯⠇⠾ — русский на шрифте Брайля).

1959.09.25. 10-летие Китайской Народной Республики (ЦФА 2360)
2 языка и 2 системы письма: «Почта СССР. Дружба советских и китайских студентов. 10 лет КНР. 1949—1959» на русском, «Дружба» на китайском (кит. 友好 — китайское письмо).

1959.09.30. 225-летие со дня рождения Махтумкули (ЦФА 2364)
2 языка и 1 система письма: «Почта СССР. Классик туркменской литературы. 225 лет со дня рождения» на русском, «Махтумкули» на русском и туркменском (туркм. Магтымгулы — кириллица).

1959.10.13. 30-летие Таджикской ССР (ЦФА 2368)
2 языка и 1 система письма: «Почта СССР» на русском, «30 лет Таджикской ССР» на русском и таджикском (тадж. 30 солагии РСС Тоҷикистон — кириллица).

### 1960 год
1960.03.08. 50-летие Международного женского дня 8 Марта (ЦФА 2405)
6 языков и 4 системы письма: «Почта СССР. 50-летие Международного женского дня 8 Марта. Миру мир!» на русском, «Мир» на английском, испанском, китайском, французском и хинди (англ. Peace — латиница, исп. Paz — латиница, кит. 和平 — китайское письмо, фр. Paix — латиница, хинди शांति — деванагари).

1960.04.10. Портрет В. И. Ленина на фоне картина А. Сегала «Первый декрет Советской власти о мире» (ЦФА 2414)
3 языка и 2 системы письма: «Почта СССР. 90 лет со дня рождения В. И. Ленина. Декретъ о мирҍ. СССР» на русском, «Мир» на русском, английском и французском (англ. Peace — латиница, фр. Paix — латиница).

1960.04.20. 40-летие Азербайджанской ССР (ЦФА 2417)
2 языка и 1 система письма: «Почта СССР. Баку. Дом правительства» на русском, «40 лет Азербайджанской ССР» на русском и азербайджанском (азерб. Азәрбајҹан ССР-нин 40 иллији — кириллица).

1960.05.30. Петрозаводск. Карелия (ЦФА 2426)

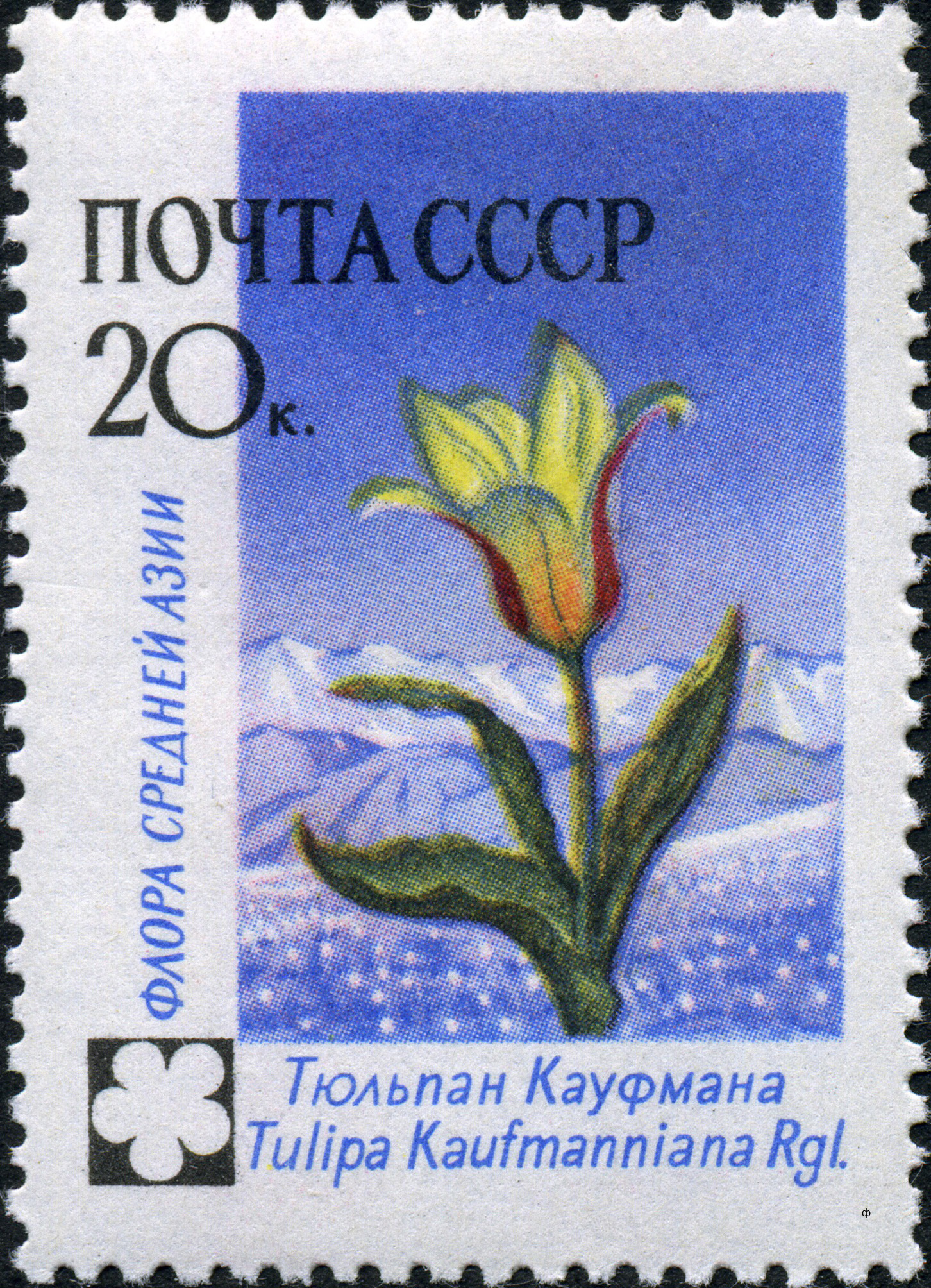
ЦФА 2494
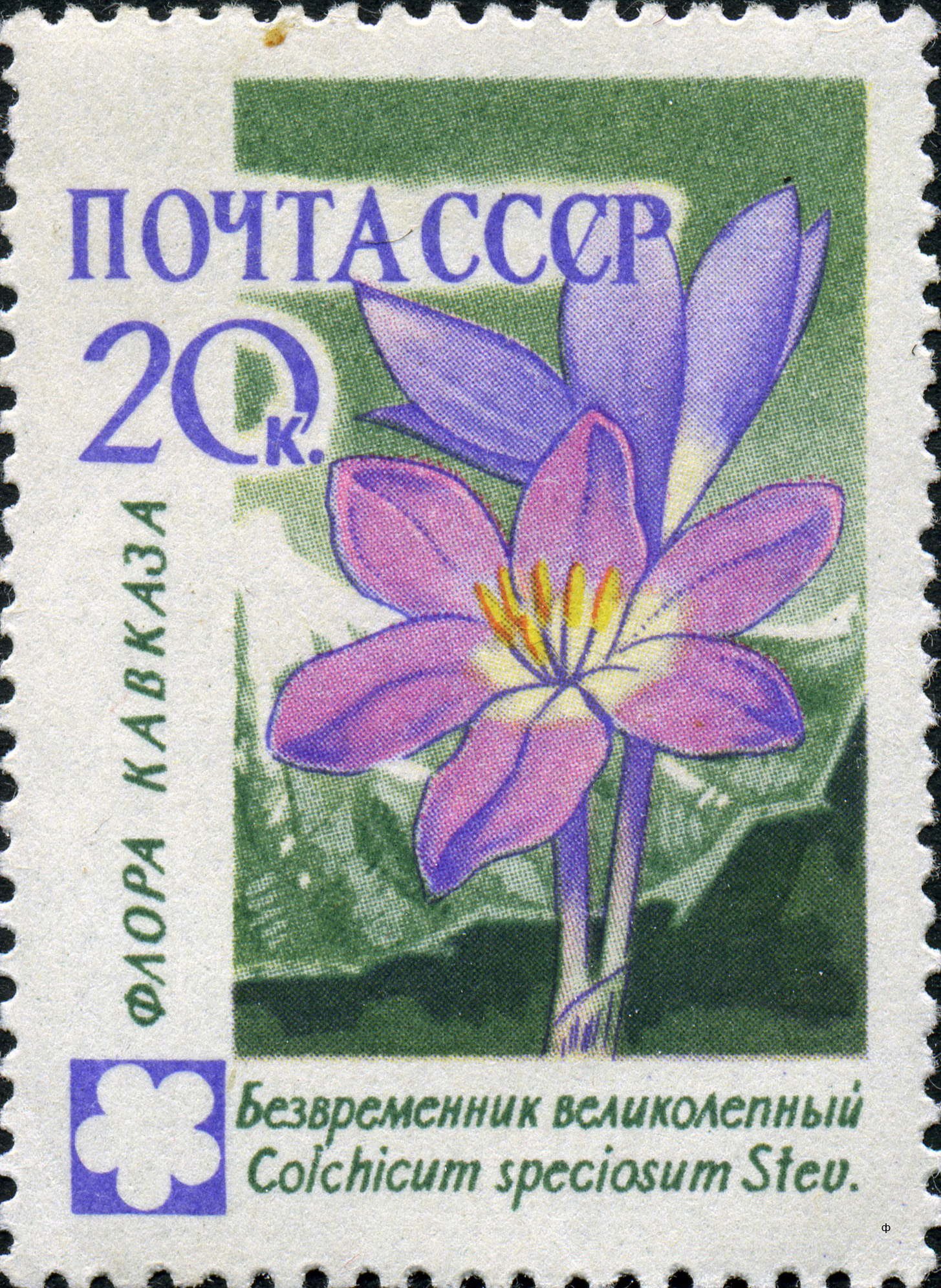
ЦФА 2495
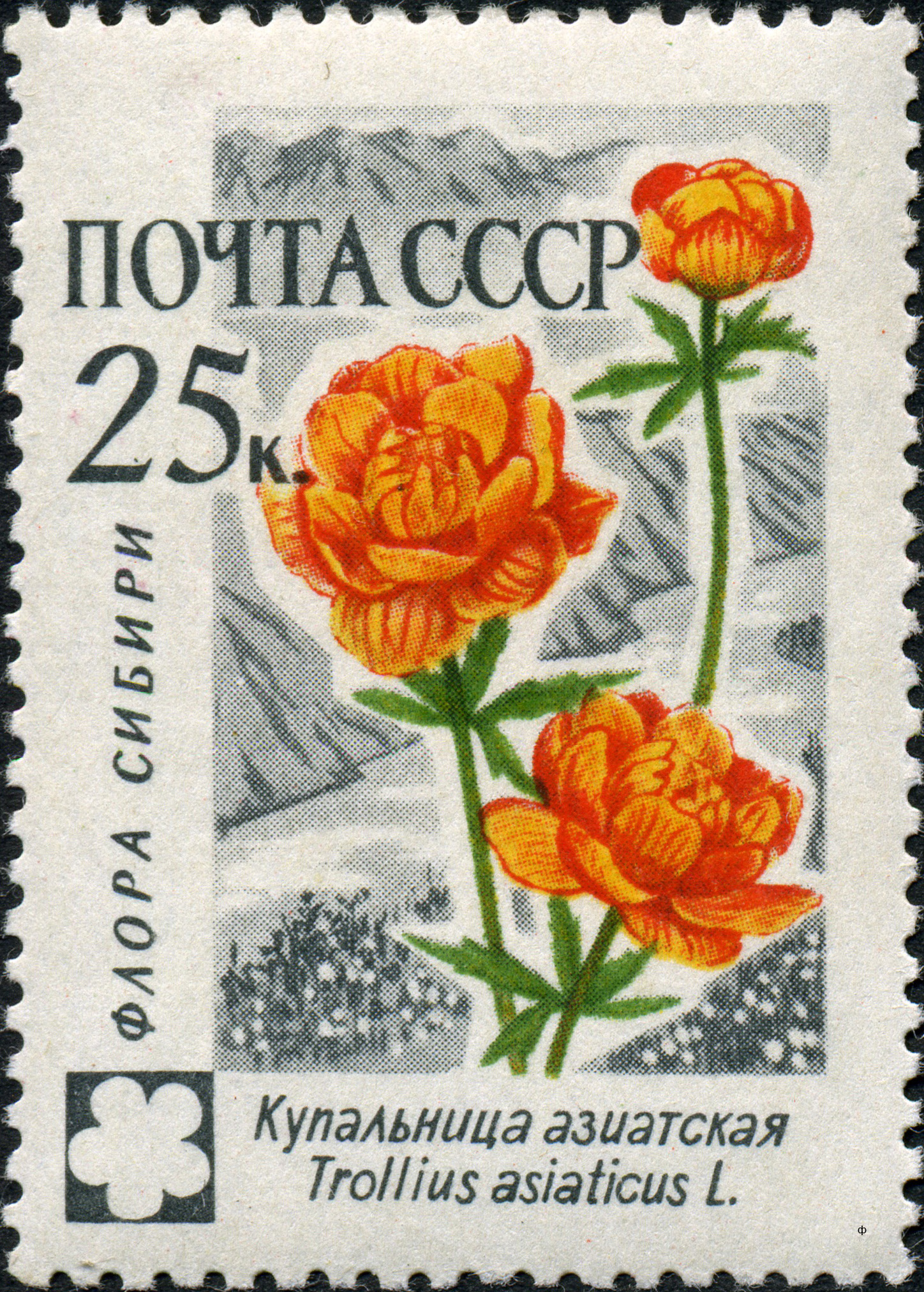
ЦФА 2496
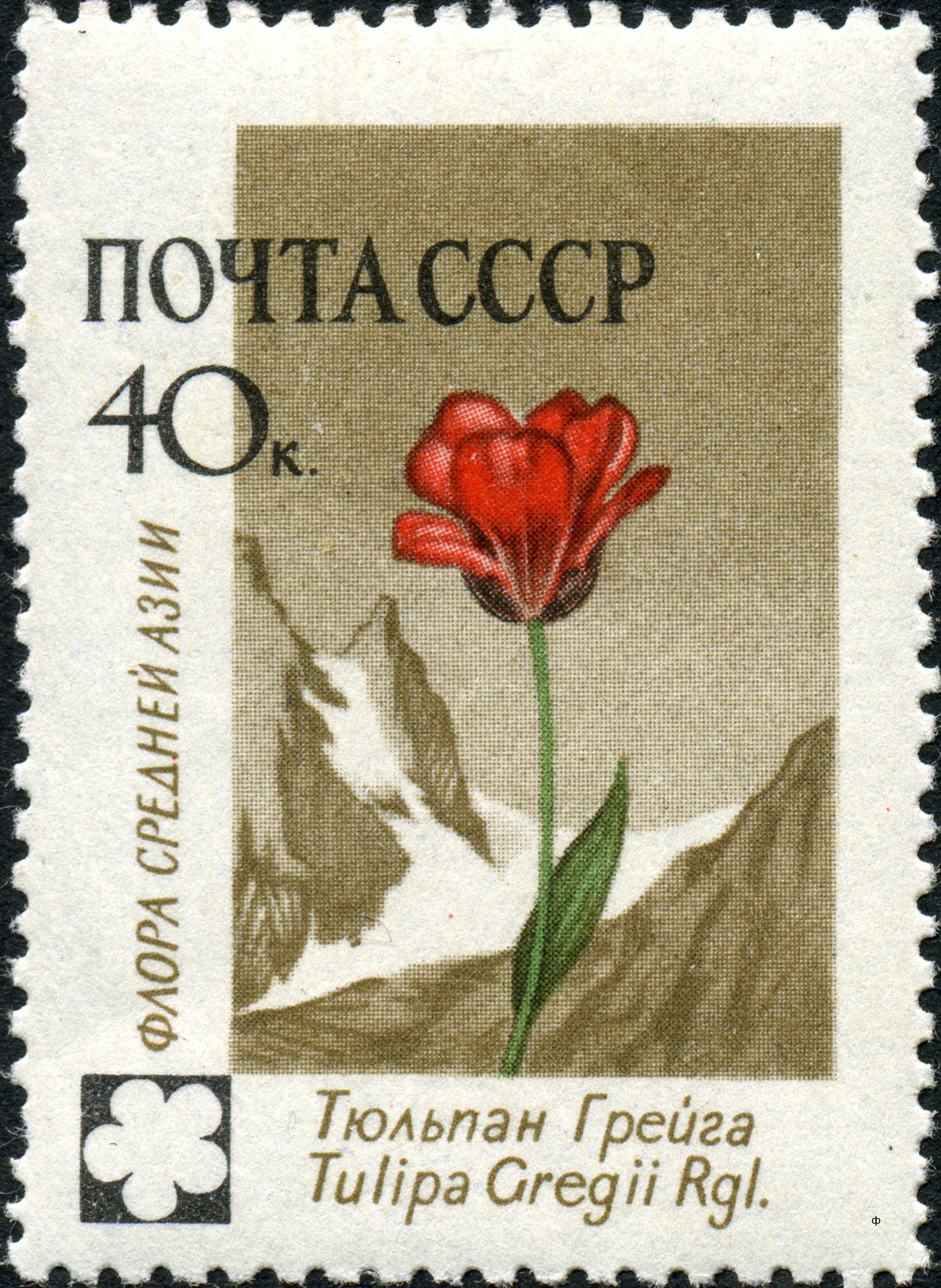
ЦФА 2497
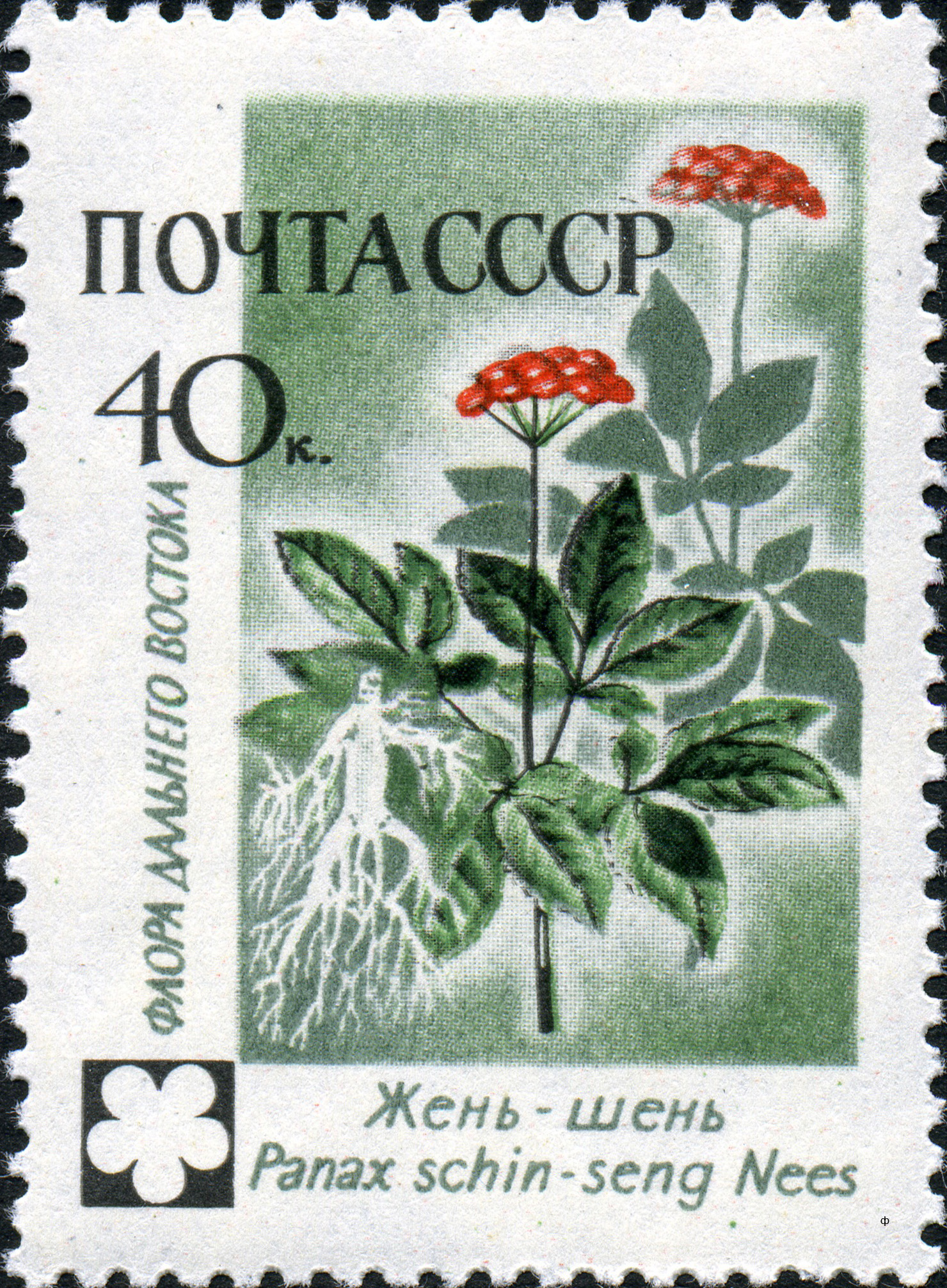
ЦФА 2498
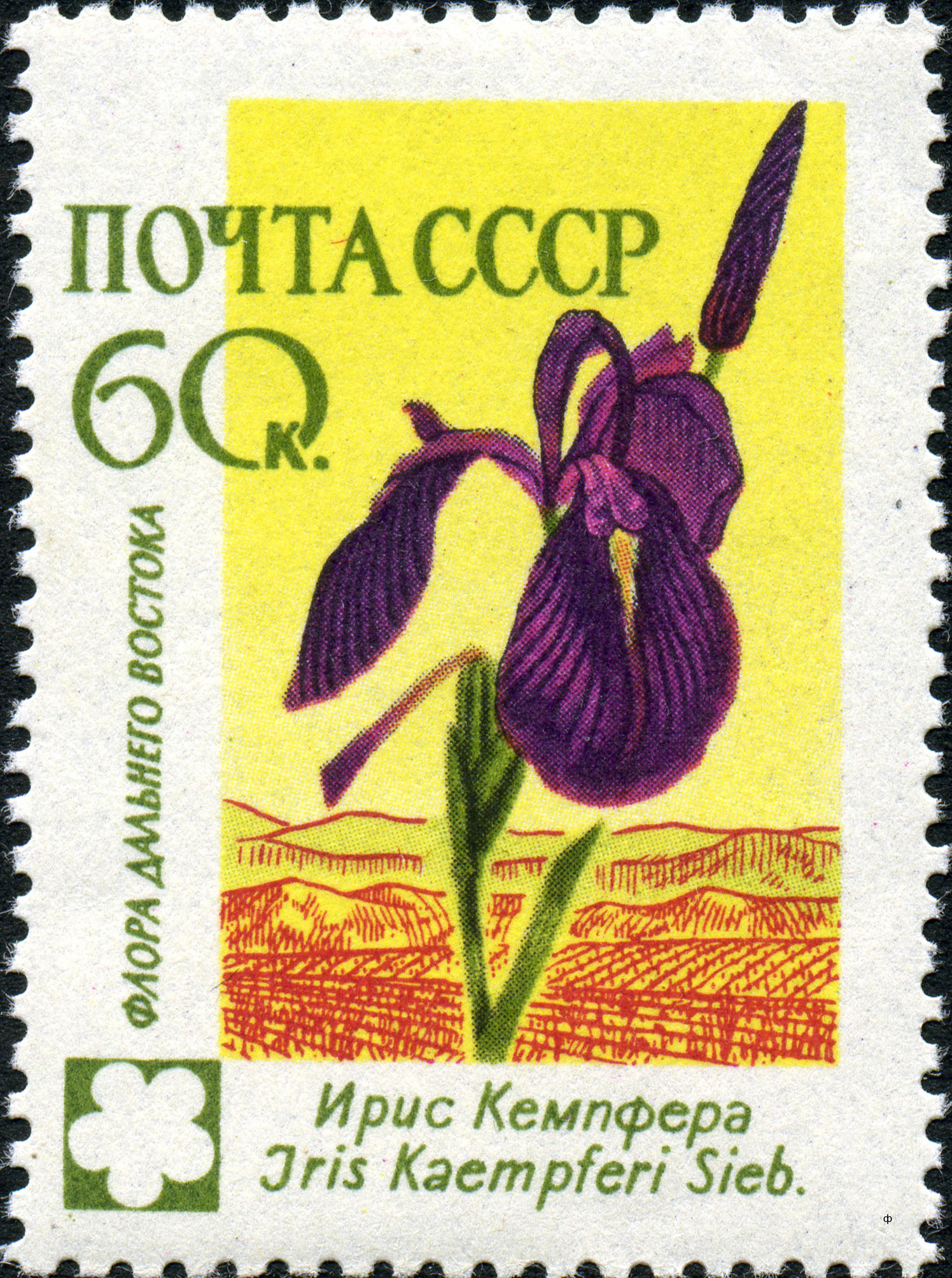
ЦФА 2499
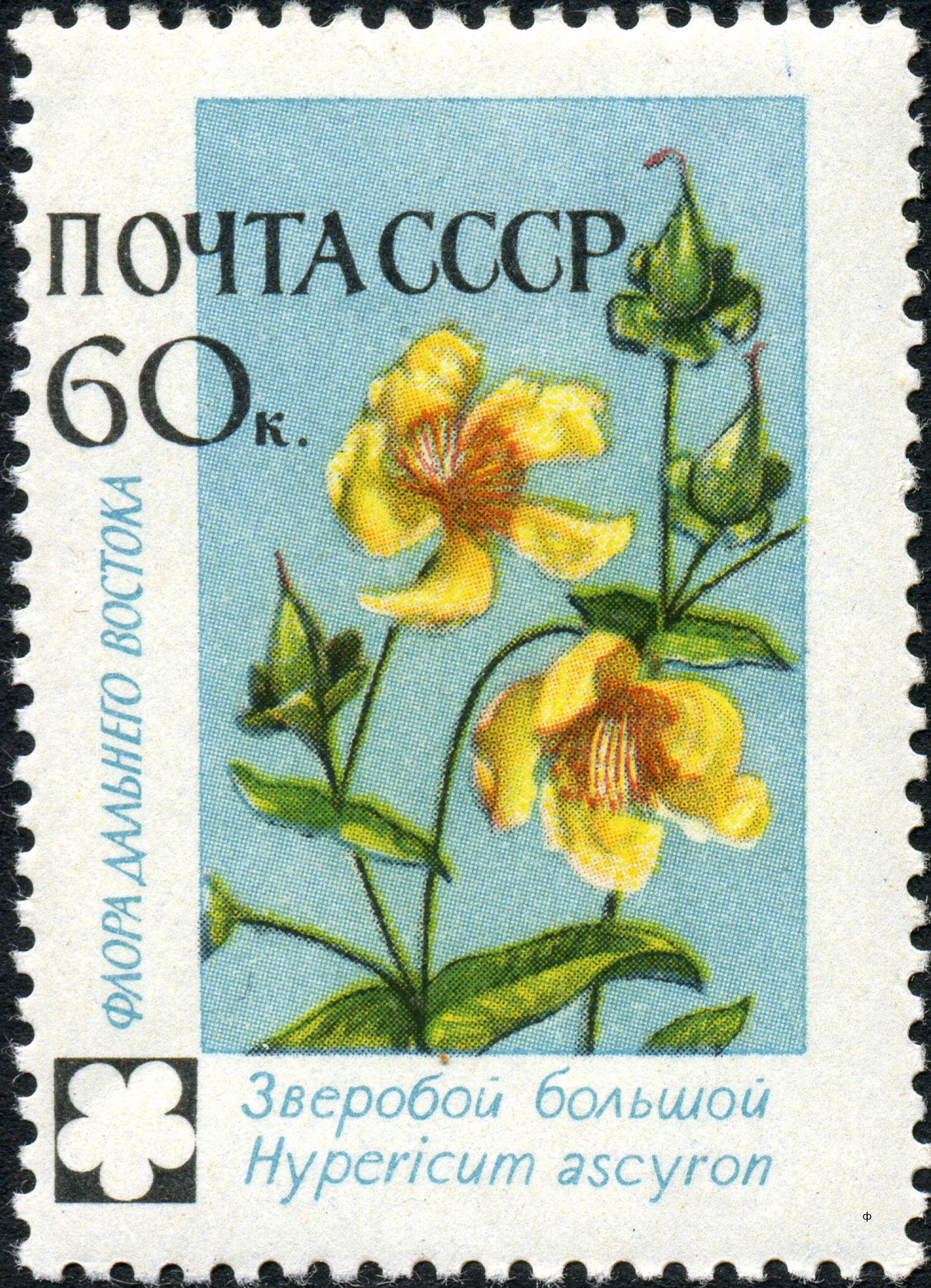
ЦФА 2500
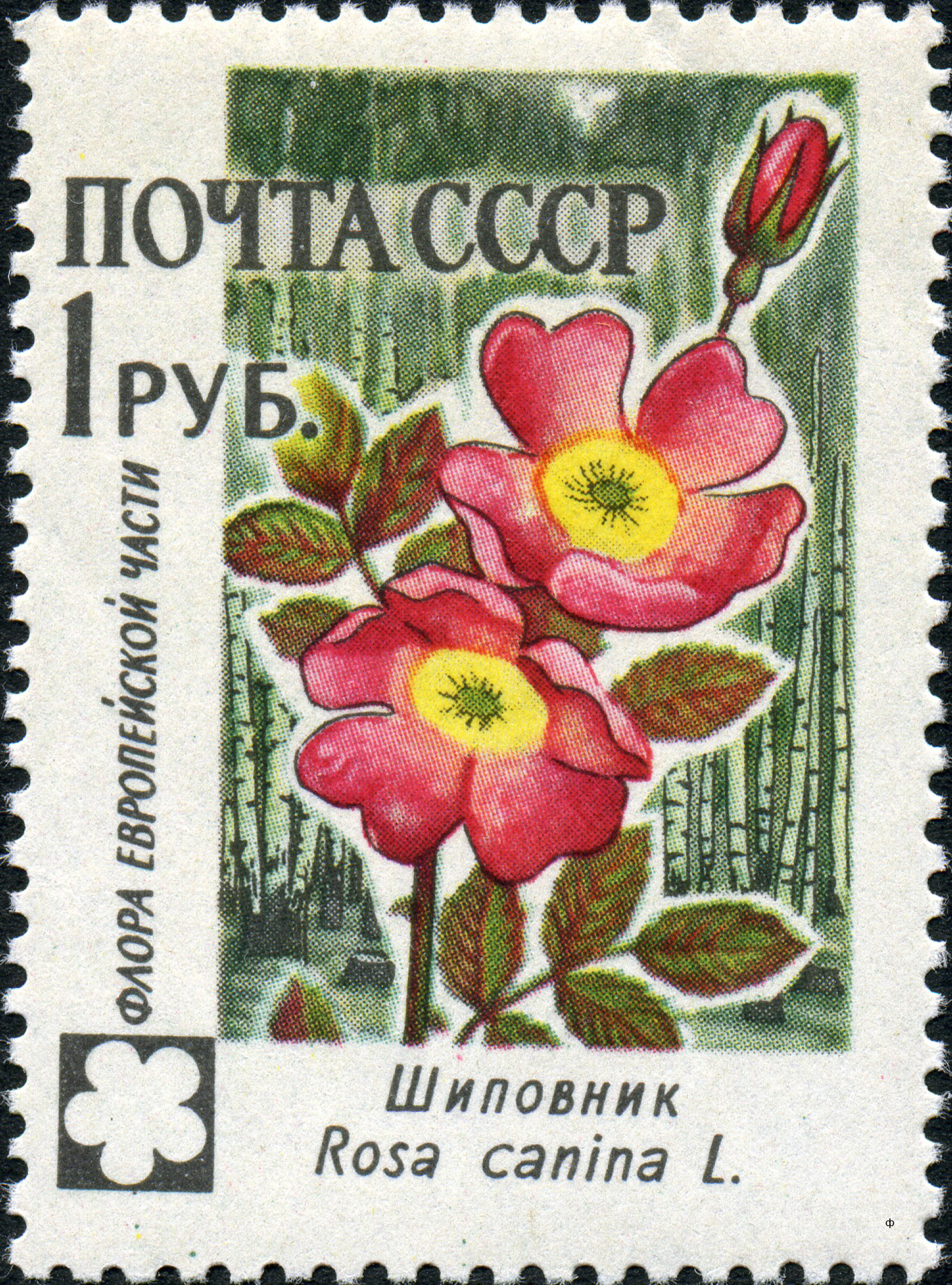
ЦФА 2501

2 языка и 2 системы письма: «Почта СССР. Г. Петрозаводск. Проспект Карла Маркса. РСФСР» на русском, «Карельская АССР» на русском (два раза) и финском (фин. Karjalan ASNT — латиница).

1960.11.04. Йошкар-Ола. Мари (ЦФА 2427)
2 языка и 1 система письма: «Почта СССР. Г. Йошкар-Ола. Улица советская. Р.С.Ф.С.Р.» на русском, «Марийская АССР» на русском (два раза) и марийском (два раза) (мар. Марийский АССР — кириллица).

1960.11.04. Орджоникидзе. Северная Осетия (ЦФА 2428)
2 языка и 1 система письма: «Почта СССР. Г. Орджоникидзе. Улица Чкалова» на русском, «РСФСР» на русском и осетинском, «Северо-Осетинская АССР» на русском (два раза) и осетинском (два раза) (осет. УСФСР. Цæгат Ирыстоны АССР — кириллица).

1960.05.30. Ижевск. Удмуртия (ЦФА 2429)
2 языка и 1 система письма: «Почта СССР. Г. Ижевск. Дворец Культуры. РСФСР. УдССР» на русском, «Удмуртская АССР» на русском и удмуртском (удм. Удмуртской АССР — кириллица).

1960.05.30. Грозный. Чечено-Ингушетия (ЦФА 2430)
3 языка и 1 система письма: «Почта СССР. Г. Грозный. Августовская улица. РСФСР» на русском, «Чечено-Ингушская АССР» на русском (два раза), чеченском (два раза) и ингушском (чечен. Нохч-ГӀалгӀайн АССР — кириллица, ингуш. Нохч-Гӏалгӏай АССР — кириллица).

1960.06.24. Чебоксары. Чувашия (ЦФА 2431)
2 языка и 1 система письма: «Почта СССР. Г. Чебоксары. Дом Советов. РСФСР» на русском, «Чувашская АССР» на русском (два раза) и чувашском (два раза) (чув. Чăваш АССР — кириллица).

1960.11.04. Якутск. Якутия (ЦФА 2432)
2 языка и 1 система письма: «Почта СССР. Г. Якутск. Улица Октябрьская. РСФСР» на русском, «Якутская АССР» на русском (два раза) и якутском (два раза) (якут. Саха АССР — кириллица).

1960.05.30. Батуми. Аджария (ЦФА 2433)
2 языка и 2 системы письма: «Почта СССР. Г. Батуми. Улица им. Ленина» на русском, «Аджарская АССР» на русском и грузинском (груз. აჭარის ასსრ — грузинское письмо).

1960.11.04. Нукус. Каракалпакия (ЦФА 2434)
2 языка и 1 система письма: «Почта СССР. Г. Нукус. Дом Советов министров республики» на русском, «Кара-Калпакская АССР» на русском и каракалпакском (каракалп. Қара-Қалпақстан АССР — кириллица).

1960.06.04. Петрозаводск. Карелия. Надпечатка (ЦФА 2439)
2 языка и 2 системы письма: «Почта СССР. Г. Петрозаводск. Проспект Карла Маркса. РСФСР. 40 лет КАССР. 8.VI.1960» на русском, «Карельская АССР» на русском (два раза) и финском (фин. Karjalan ASNT — латиница).

1960.06.17. I конгресс Международной федерации по автоматическому управлению (ИФАК) в Москве (ЦФА 2441)
2 языка и 2 системы письма: «Почта СССР. Первый конгресс Международной федерации по автоматическому управлению. Москва. I конгресс» на русском, «ИФАК» на английском (два раза) (англ. IFAC — латиница).

1960.06.20. Писатели нашей Родины. Коста Хетагуров (ЦФА 2442)
2 языка и 1 система письма: «Почта СССР. Выдающийся осетинский поэт Коста Хетагуров. Осетинская лира» на русском, «К. Хетагуров» на осетинском (осет. К. Хетӕгкаты — кириллица).

1960.06.28. Новостройки первого года семилетки. Новокриворожский комбинат (ЦФА 2444)
2 языка и 1 система письма: «Почта СССР. Новостройки первого года семилетки» на русском, «Новокриворожский горно-обогатительный комбинат им. Ленинского комсомола» на русском и украинском (укр. Новокриворізький гірничо-збагачувальний комбінат ім. Ленінського комсомолу — кириллица).

1960.07.16. 20-летие Литовской ССР (ЦФА 2447)
2 языка и 2 системы письма: «Почта СССР. Г. Вильнюс» на русском, «XX лет Литовской ССР» на русском и литовском (лит. XX metų Lietuvos TSR — латиница).

1960.07.16. 20-летие Латвийской ССР (ЦФА 2448)
2 языка и 2 системы письма: «Почта СССР. Г. Рига» на русском, «XX лет Латвийской ССР» на русском и латышском (лат. Latvijas PSR 20 gadi — латиница).

1960.07.16. 20-летие Эстонской ССР (ЦФА 2449)
2 языка и 2 системы письма: «Почта СССР. Г. Таллин» на русском, «XX лет Эстонской ССР» на русском и эстонском (эст. Eesti NSV 20 aastapäev — латиница).

1960.08.02. 20-летие Молдавской ССР (ЦФА 2460)
2 языка и 1 система письма: «Почта СССР. Г. Кишинёв» на русском, «XX лет Молдавской ССР» на русском и молдавском, «МССР» на молдавском (молд. XX ани ай РСС Молдовенешть. РССМ — кириллица).

1960.10.04. 20-летие Казахской ССР (ЦФА 2475)
2 языка и 1 система письма: «Почта СССР» на русском, «40 лет Казахской ССР. Пролетарии всех стран, соединяйтесь! КССР» на русском и казахском (каз. Қазақ ССР інің 40 жылдығы. Барлық елдердің пролетарлары, бірігіңдер! ҚССР — кириллица).

1960.10.29. 120-летие со дня рождения Я. С. Гогебашвили (ЦФА 2485)
2 языка и 2 системы письма: «Почта СССР. 120 лет со дня рождения грузинского педагога и публициста» на русском, «Я. Гогебашвили» на русском и грузинском (груз. ი.გოგებაშვილი — грузинское письмо).

1960.10.29. 15-летие Международной демократической федерации женщин (ЦФА 2486)
2 языка и 2 системы письма: «Почта СССР. 15 лет Международной демократической федерации женщин» на русском, «МДФЖ» на французском (фр. F. D. I. F. — латиница).

1960.11.04. Ижевск. Удмуртия (ЦФА 2488)
2 языка и 1 система письма: «Почта СССР. Г. Ижевск. Дворец Культуры. РСФСР. УдССР. 40 лет Удмуртской АССР. 4/XI 1960.» на русском, «Удмуртская АССР» на русском и удмуртском (удм. Удмуртской АССР — кириллица).

1960.11.14. 40-летие Армянской ССР (ЦФА 2492)
2 языка и 2 системы письма: «Почта СССР. Г. Ереван. 1960 г.» на русском, «40 лет Армянской ССР» на русском и армянском, «Армянская Советская Социалистическая Республика» на армянском (арм. 40 տարի Հայկական ՍՍՌ. Հայկական Սովետական Սոցիալիստական Ռեսպուբլիկա — армянское письмо).

1960.11.24/12.13. Флора СССР (ЦФА 2494—2501)
- ЦФА 2494
- ЦФА 2495
- ЦФА 2496
- ЦФА 2497
- ЦФА 2498
- ЦФА 2499
- ЦФА 2500
- ЦФА 2501

2 языка и 2 системы письма: «Почта СССР» на русском на всех марках, на русском и латинском:
- ЦФА 2494, 1960.11.24, «Флора Средней Азии. Тюльпан Кауфмана. лат. Tulipa Kaufmanniana Rgl.»;
- ЦФА 2495, 1960.12.13, «Флора Кавказа. Безвременник великолепный. лат. Colchicum speciosum Stev.»;
- ЦФА 2496, 1960.12.13, «Флора Сибири. Купальница азиатская. лат. Trollius asiaticus L.»;
- ЦФА 2497, 1960.11.24, «Флора Средней Азии. Тюльпан Грейга. лат. Tulipa Greigii Rgl.»;
- ЦФА 2498, 1960.12.13, «Флора Дальнего Востока. Жень-шень. лат. Panax shin-seng Nees»;
- ЦФА 2499, 1960.12.13, «Флора Дальнего Востока. Ирис Кемпфера. лат. Iris Kaempferi Sieb.»;
- ЦФА 2500, 1960.11.24, «Флора Дальнего Востока. Зверобой большой. лат. Hypericum ascyron»;
- ЦФА 2501, 1960.12.13, «Флора Европейской части. Шиповник. лат. Rosa canina L.».

1960.11.24. Литовские народные костюмы (ЦФА 2507)
2 языка и 2 системы письма: «Почта СССР» на русском, «Литовские народные костюмы» на русском и литовском (лит. Lietuvių liaudies rūbai — латиница).

1960.11.24. Узбекские народные костюмы (ЦФА 2508)
2 языка и 1 система письма: «Почта СССР» на русском, «Узбекские народные костюмы» на русском и узбекском (узб. Ўзбек халк кийимлʼари — кириллица).

1960.11.27. 120-летие со дня рождения А. Р. Церетели (ЦФА 2509)
2 языка и 2 системы письма: «Почта СССР. 120 лет со дня рождения» на русском, «Грузинский поэт Акакий Церетели» на русском и грузинском (груз. ქართველი პოეტი აკაკი წერეთელი — грузинское письмо).

### 1961 год
1961.05.11. Узбекские народные костюмы (ЦФА 2521)
2 языка и 2 системы письма: «Почта СССР» на русском, «Грузинские народные костюмы» на русском и грузинском (груз. ქართული ხალხური კოსტიუმები — грузинское письмо).

1961.01.28. Молдавские народные костюмы (ЦФА 2522)
2 языка и 1 система письма: «Почта СССР» на русском, «Молдавские народные костюмы» на русском и молдавском (молд. Костуме популаре молдовенешть — кириллица).

1961.01.10. Украинские народные костюмы (ЦФА 2523)
2 языка и 1 система письма: «Почта СССР» на русском, «Украинские народные костюмы» на русском и украинском (укр. Українські народні костюми — кириллица).

1961.05.11. Белорусские народные костюмы (ЦФА 2524)
2 языка и 1 система письма: «Почта СССР» на русском, «Белорусские народные костюмы» на русском и белорусском (бел. Беларускія народныя касцюмы — кириллица).

1961.12.20. Казахские народные костюмы (ЦФА 2525)
2 языка и 1 система письма: «Почта СССР» на русском, «Казахские народные костюмы» на русском и казахском (каз. Қазақтың халық киімдері — кириллица).

1961.01.07. Армянские народные костюмы (ЦФА 2528)
2 языка и 2 системы письма: «Почта СССР» на русском, «Армянские народные костюмы» на русском и армянском (арм. Հայկական ժողովրդական զգեստներ — армянское письмо).

1961.06.08. Эстонские народные костюмы (ЦФА 2529)
2 языка и 2 системы письма: «Почта СССР» на русском, «Эстонские народные костюмы» на русском и эстонском (эст. Eesti rahvariided — латиница).

1961.02.15. 40-летие грузинской ССР (ЦФА 2546)
2 языка и 2 системы письма: «Почта СССР» на русском, «40 лет Советской Грузии» на русском и грузинском (груз. საბჭოთა საქართველოს 40 წელი — грузинское письмо).

1961.03.10. 100-летие со дня смерти Т. Г. Шевченко. Автопортрет (ЦФА 2548)
2 языка и 1 система письма: «Почта СССР» на русском, «Т. Г. Шевченко. Современное село Шевченково. Хата Шевченко» на украинском (укр. Т. Г. Шевченко. Сучасне село Шевченкове. Хата Шевченка — кириллица).

1961.03.10. 100-летие со дня смерти Т. Г. Шевченко. Портрет (ЦФА 2549)
2 языка и 1 система письма: «Почта СССР» на русском, «Кобзарь. Т. Шевченко. И меня в семье великой,/ В семье вольной, новой,/ Не забудьте — помяните/ Добрым тихим словом. Т. Шевченко» на украинском (стихотворение на купоне) (укр. Кобзар. Т. Шевченко. І мене в сем'ї великій,/ В сем'ї вольній, новій,/ Не забудьте пом'янути/ Незлим тихим словом. Т. Шевченко — кириллица).

1961.05.24. Международная выставка труда в Турине (Италия) (ЦФА 2571, 2572)
|          |          |
| ЦФА 2571 | ЦФА 2572 |

2 языка и 2 системы письма: «Почта СССР. Турин 1961» на русском, «Международная выставка труда» на русском и итальянском (итал. Exposizione Internazionale del Lavoro — латиница).

1961.11.27. Уфа. Башкирия (ЦФА 2577)
2 языка и 1 система письма: «Почта СССР. Г. Уфа. Улица Советская. РСФСР» на русском, «Башкирская АССР» на русском (два раза) и башкирском (два раза) (баш. Башҡорт АССР-ы — кириллица).

1961.05.29. Улан-Удэ. Бурятия (ЦФА 2578)
2 языка и 1 система письма: «Почта СССР. Г. Улан-Удэ. Улица Ленина. Р.С.Ф.С.Р.» на русском, «Бурятская АССР» на русском (два раза) и бурятском (два раза) (бур. Бурядай АССР — кириллица).

1961.05.29. Нальчик. Кабардино-Балкария (ЦФА 2579)
3 языка и 1 система письма: «Почта СССР. Г. Нальчик. Дом Советов. Р.С.Ф.С.Р.» на русском, «Кабардино-Балкарская АССР» на русском, кабардино-черкесском и карачаево-балкарском (кабард.-черк. Къэбэрдей-Балъкъэр АССР — кириллица, карач.-балк. Къабарты-Малкъар АССР-ны — кириллица).

1961.10.25. Элиста. Калмыкия (ЦФА 2580)
2 языка и 1 система письма: «Почта СССР. Г. Элиста. Улица Пушкина. РСФСР» на русском, «Калмыцкая АССР» на русском и калмыцком (калм. Хальмг АССР — кириллица).

1961.07.14. Сыктывкар. Коми (ЦФА 2581)
2 языка и 1 система письма: «Почта СССР. Г. Сыктывкар. Советская улица. Р.С.Ф.С.Р.» на русском, «Коми АССР» на русском и коми (на русском и коми пишется одинаково, два раза) (коми Коми АССР — кириллица).

1961.05.29. Сухуми. Абхазия (ЦФА 2582)
3 языка и 2 системы письма: «Почта СССР. Г. Сухуми. Проспект Руставели» на русском, «Коми АССР» на русском, абхазском и грузинском (абх. Аҧснытәи АССР — кириллица, груз. აფხაზეთის ასსრ — грузинское письмо).

1961.09.15. Нахичевань. Нахичевань (ЦФА 2583)
2 языка и 1 система письма: «Почта СССР. Г. Нахичевань. Улица Ленина» на русском, «Нахичеванская АССР» на русском и азербайджанском (азерб. Нахчыван МССР — кириллица).

1961.06.08. Четвёртый советский космический корабль-спутник (ЦФА 2587)
1 язык и 2 системы письма: «Почта СССР. 9-III-1961. 4-й советский космический корабль-спутник. „Чернушка“. Земля — космос — Земля» на русском (рус. − − · ·   ·   − −   · − · ·   · − · −       − · · · · −       − · −   − − −   · · ·   − −   − − −   · · ·       − · · · · −       − − · ·   ·   − −   · − · ·   · − · − (Земля — космос — Земля) — азбука Морзе).

1961.07.25. 40-летие Монгольской народной революции (ЦФА 2595)
2 языка и 1 система письма: «Почта СССР. 40 лет Монгольской народной революции. 1921—1961» на русском, «МНР» (Монгольская Народная Республика) на монгольском (монг. БНМАУ — кириллица).

1961.07.25. 100-летие со дня рождения Важа-Пшавела (ЦФА 2597)
2 языка и 2 системы письма: «Почта СССР. 100 лет со дня рождения» на русском, «Грузинский поэт Важа-Пшавела» на русском и грузинском (груз. ქართველი პოეტი ვაჟა ფშაველა — грузинское письмо).

1961.07.31. 100-летие со дня опубликования эстонского народного эпоса «Калевипоэг» (ЦФА 2602)
2 языка и 2 системы письма: «Почта СССР. 1861—1961» на русском, «Эстонский эпос ◆Калевипоэг◆» на русском и эстонском (эст. Eesti eepos ◆Kalevipoeg◆ — латиница).

1961.10.25. Амангельды Иманов (1873—1919) (ЦФА 2630)
2 языка и 1 система письма: «Почта СССР» на русском, «Амангельды Иманов» на русском и казахском (каз. Амангелді Иманов — кириллица).

1961.12.20. 120-летие со дня рождения Андрея Пумпура (ЦФА 2650)
2 языка и 2 системы письма: «Почта СССР» на русском, «Латышский поэт А. Пумпур» на русском и латышском (лат. Latviešu dzejnieks A. Pumpurs — латиница).

### 1962 год
1962.05.27. К 1600-летию со дня рождения Месропа Маштоца (ЦФА 2695)
2 языка и 2 системы письма: «Почта СССР» на русском, «1600 лет. Месроп Маштоц» на русском и армянском, армянский алфавит (арм. 1600 տարի. Մեսրոպ Մաշտոց. Ա Բ Գ Դ Ե Զ Է Ը Թ Ժ Ի Լ Խ Ծ Կ Հ Ձ Ղ Ճ Մ… — армянское письмо).

1962.06.30. Казань. Татария (ЦФА 2706)
2 языка и 1 система письма: «Почта СССР. Г. Казань. Площадь Лобачевского. РСФСР» на русском, «Татарская АССР» на русском (два раза) и татарском (тат. Татарстан АССР — кириллица).

1962.12.30. Саранск. Мордовия (ЦФА 2707)
3 языка и 1 система письма: «Почта СССР. Г. Саранск. Дом Советов. РСФСР» на русском, «Мордовская АССР» на русском, мокшанском и эрзянском (мокш. Мордовскяй АССР-сь — кириллица, эрз. Мордовской АССР-сь — кириллица).

1962.12.30. Кызыл. Тува (ЦФА 2708)
2 языка и 1 система письма: «Почта СССР. Кызыл. Улица Ленина. Р.С.Ф.С.Р.» на русском, «Тувинская АССР» на русском и тувинском (тув. Тыва АССР — кириллица).

1962.07.07. Белорусские поэты Янка Купала и Якуб Колас (ЦФА 2712)
2 языка и 1 система письма: «Почта СССР. Янка Купала. Якуб Колас» на русском, «Народные поэты Белоруссии» на русском и белорусском (бел. Народныя паэты Беларусі — кириллица).

1962.07.16. 100-летие со дня рождения азербайджанского поэта Сабира (ЦФА 2714)
2 языка и 1 система письма: «Почта СССР» на русском, «Азербайджанский поэт Сабир. 1862—1962» на русском и азербайджанском (азерб. Азәбајчан шаири Сабир — кириллица).

1962.08.15. Атомная энергия на службе мира. Контурная карта СССР (ЦФА 2725)
11 языков и 4 системы письма (в некоторых случаях указан наиболее вероятный язык): «Почта СССР» на русском, «Мир» на русском, английском, испанском, итальянском, китайском, немецком, польском, словацком, французском, хинди и чешском (англ. Peace — латиница, исп. Paz — латиница, итал. Pace — латиница, кит. 和平 — китайское письмо, нем. Frieden — латиница, пол. Pokój — латиница, словац. Mier — латиница, фр. Paix — латиница, хинди शांति — деванагари, чеш. Mir — латиница).

1962.09.25. 600-летие города Винницы (ЦФА 2740)
2 языка и 1 система письма: «Почта СССР. 600 лет» на русском, «г. Виннице» на русском и украинском (укр. М. Вінниці — кириллица).

1962.10.14. 150-летие со дня рождения азербайджанского писателя и философа Мирзы Фатали Ахундова (ЦФА 2754)
2 языка и 1 система письма: «Почта СССР» на русском, «Азербайджанский писатель и философ М. Ф. Ахундов. 1812—1962» на русском и азербайджанском (азерб. Азәбајчан јазычысы вә философу М. Ф. Ахундов. 1812—1962 — кириллица).

1962.11.17. 250-летие со дня рождения армянского ашуга Саят-Нова (ЦФА 2768)
2 языка и 2 системы письма: «Почта СССР. 250 лет со дня рождения» на русском, «Саят Нова» на русском и армянском (арм. Սայաթ-Նովա — армянское письмо).

1962.11.17. Киргизский акын Тоголок Молдо (ЦФА 2769)
2 языка и 1 система письма: «Почта СССР» на русском, «Тоголок Молдо. Киргизский поэт-демократ. 1860—1942» на русском и киргизском (кирг. Тоголок Молдо. Кыргыздын акын-демократы. 1860—1942 — кириллица).

1962.12.26. IV конгресс Международной федерации борцов Сопротивления в Варшаве (ЦФА 2788, 2789)
|          |          |
| ЦФА 2788 | ЦФА 2789 |

2 языка и 2 системы письма: «Почта СССР. IV конгресс Международной федерации борцов Сопротивления /Варшава/» на русском, «ФИР» на французском (фр. FIR — латиница).

1962.12.30. Латышские народные костюмы (ЦФА 2801)
2 языка и 2 системы письма: «Почта СССР» на русском, «Латышские народные костюмы» на русском и латышском (латыш. Latviešu tautas tērpi — латиница).

### 1963 год
1963.03.24. 100-летие со дня рождения латышского писателя Р. М. Блаумана (ЦФА 2837)
2 языка и 2 системы письма: «Почта СССР. Латышский писатель Рудольф Блауман. Сто лет со дня рождения» на русском, «Р. Блауман» на латышском (латыш. R. Blauman — латиница).

1963.09.10. К 150-летию со дня рождения грузинского писателя Г. Д. Эристави (ЦФА 2838)
2 языка и 2 системы письма: «Почта СССР. 150 лет со дня рождения» на русском, «Г. Д. Эристави» на русском и грузинском (груз. გ. დ. ერისთავი — грузинское письмо).

1963.10.24. 100-летие со дня рождения украинской писательницы О. Ю. Кобылянской (ЦФА 2839)
2 языка и 1 система письма: «Почта СССР. Сто лет со дня рождения» на русском, «О. Ю. Кобылянская» на русском и украинском (укр. О. Ю. Кобилянська — кириллица).

1963.03.24. 75-летие со дня рождения В. Э. Кингисеппа (ЦФА 2840)
2 языка и 2 системы письма: «Почта СССР. 75 лет со дня рождения» на русском, «Виктор Кингисепп» на русском и эстонском (эст. Wiktor Kingissepp — латиница).

1963.03.31. Таджикские народные костюмы (ЦФА 2846)
2 языка и 1 система письма: «Почта СССР» на русском, «Народные костюмы Таджикистана» на русском и таджикском (тадж. Либосҳои миллии тоҷикӣ — кириллица).

1963.03.31. Туркменские народные костюмы (ЦФА 2847)
2 языка и 1 система письма: «Почта СССР» на русском, «Туркменские народные костюмы» на русском и туркменском (туркм. Туркмен халк гейимлери — кириллица).

1963.03.31. Киргизские народные костюмы (ЦФА 2848)
2 языка и 1 система письма: «Почта СССР» на русском, «Киргизские народные костюмы» на русском и киргизском (кирг. Кыргыздын элдик кийимдери — кириллица).

1963.03.31. Азербайджанские народные костюмы (ЦФА 2849)
2 языка и 1 система письма: «Почта СССР» на русском, «Азербайджанские народные костюмы» на русском и азербайджанском (азерб. Азәрбајҹан халг ҝејимләри — кириллица).

1963.08.08. 100-летие Международного Красного Креста (ЦФА 2907)
2 языка и 2 системы письма: «Почта СССР. Международный Красный Крест. 1863—1963» на русском, «СССР» на английском (англ. USSR — латиница).

1963.09.10. 150-летие со дня рождения украинского композитора С. С. Гулак-Артемо́вского (ЦФА 2917)
2 языка и 1 система письма: «Почта СССР. 150 лет со дня рождения» на русском, «С. С. Гулак-Артемовский» на русском и украинском (укр. С. С. Гулак-Артемовський — кириллица).

1963.12.20. 90-летие со дня рождения литовского композитора Микаса Петраускаса (ЦФА 2918)
2 языка и 2 системы письма: «Почта СССР. 150 лет со дня рождения» на русском, «М. Петраускас» на русском и литовском (лит. M. Petrauskas — латиница).

1963.10.10. Специалист в области сварки и мостостроения Е. О. Патон (ЦФА 2924)
2 языка и 1 система письма: «Почта СССР. Е. О. Патон» на русском, «Цельносварной мост им. Е. О. Патона через Днепр» на украинском (укр. Суцільнозварний міст ім. Є. О. Патона через Дніпро — кириллица).

1963.10.22. 100-летие добровольного вхождения Киргизии в состав России (ЦФА 2932)
2 языка и 1 система письма: «Почта СССР. Академия наук Киргизской ССР» на русском, «К 100-летию добровольного вхождения Киргизии в состав России» на русском и киргизском (кирг. Россиянын составына Кыргызстандын ыктыярдуу кошулгандыгынын 100 жылдыгына карата — кириллица).

1963.11.14. Архитектурные памятники Узбекистана. Самарканд. Мавзолей Гур-Эмир (ЦФА 2940)
2 языка и 1 система письма: «Почта СССР. Самарканд» на русском, «Мавзолей Гур-Эмир» на русском и узбекском (узб. Амир Тимур мақбараси — кириллица).

1963.11.14. Архитектурные памятники Узбекистана. Самарканд. Шахи-Зинда (ЦФА 2941)
2 языка и 1 система письма: «Почта СССР. Самарканд» на русском, «Шахи-Зинда» на русском и узбекском (узб. Шоҳи Зинда — кириллица).

1963.11.14. Архитектурные памятники Узбекистана. Самарканд. Регистан (ЦФА 2942)
2 языка и 1 система письма: «Почта СССР» на русском, «Самарканд. Регистан» на русском и узбекском (узб. Самарқанд. Регистон — кириллица).

1963.11.17. Памятник А. С. Пушкину в Киеве (ЦФА 2945)
2 языка и 1 система письма: «Почта СССР» на русском, «Киев. Памятник А. С. Пушкину» на русском и украинском (укр. Київ. Пам'ятник О. С. Пушкіну — кириллица).

1963.11.29. Герой Советского Союза, национальный герой Италии Ф. А. Полетаев (ЦФА 2948)
2 языка и 2 системы письма: «Почта СССР. Герой Советского Союза, национальный герой Италии» на русском, «Ф. А. Полетаев» на русском и итальянском (итал. F. A. Poletaev — латиница).

1963.11.29. Столица Таджикской ССР — Душанбе (ЦФА 2962)
2 языка и 1 система письма: «Почта СССР» на русском, «Таджикская ССР. Душанбе. Площадь им. Путовского» на русском и таджикском (тадж. РСС Тоҷикистон. Душанбе. Майдони ба номи Путовский — кириллица).

### 1964 год
1964.01.01. 250-летие со дня рождения литовского поэта Кристионаса Донелайтиса (ЦФА 2971)
2 языка и 2 системы письма: «Почта СССР» на русском, «Классик литовской литературы К. Донелайтис. 1714—1780» на русском и литовском (лит. Lietuvių literatūros klasikas K. Donelaitis. 1714–1780 — латиница).

1964.03.09. IX зимние Олимпийские игры в Инсбруке (Австрия). Медаль Олимпиады (ЦФА 2988)
2 языка и 2 системы письма: «Почта СССР. Инсбрук 1964. Триумф советского спорта. 11 золотых, 8 серебряных, 6 бронзовых медалей» на русском, «IX Олимпийские игры» на немецком (нем. IX. Olympische Winterspiele — латиница).

1964.02.22. 150-летие со дня рождения Т. Г. Шевченко. Автопортрет (ЦФА 2995)
2 языка и 1 система письма: «Почта СССР» на русском, «Т. Г. Шевченко. Современное село Шевченково. Хата Шевченко. 150 лет со дня рождения. 1964 г.» на украинском (укр. Т. Г. Шевченко. Сучасне село Шевченкове. Хата Шевченка. 150 років з дня народження. 1964 р. — кириллица).

1964.02.23. Герой Советского Союза К. С. Заслонов (ЦФА 3004)
2 языка и 1 система письма: «Почта СССР. Герой Советского Союза К. С. Заслонов» на русском, «Константин Заслонов» на белорусском (бел. Канстанцін Заслонаў — кириллица).

1964.05.15. 90-летие со дня рождения абхазского поэта Д. И. Гулиа (ЦФА 3034)
2 языка и 2 системы письма: «Почта СССР» на русском, «Д. И. Гулиа. 1874—1960» на русском и грузинском (груз. დ. ი. გულია. 1874—1960 — грузинское письмо).

1964.05.15. 75-летие со дня рождения узбекского поэта Ниязи (ЦФА 3035)
2 языка и 1 система письма: «Почта СССР» на русском, «Хамза Хаким-заде Ниязи. 1889—1929» на русском и узбекском (узб. Ҳамза Ҳакимзода Ниёзий. 1889—1929 — кириллица).

1964.09.17. 100-летие со дня рождения украинского писателя М. М. Коцюбинского (ЦФА 3037)
2 языка и 1 система письма: «Почта СССР» на русском, «М. М. Коцюбинский. 1864—1913» на русском и украинском (укр. М. М. Коцюбинський. 1864—1913 — кириллица).

1964.10.14. 150-летие со дня рождения армянского публициста Степаноса Назаряна (ЦФА 3038)
2 языка и 2 системы письма: «Почта СССР» на русском, «Степанос Назарян. 1814—1879» (правильно 1812—1879) на русском и армянском (арм. Ստեփանոս Նազարյան. 1864—1913 — армянское письмо).

1964.05.27. 150-летие со дня вхождения Азербайджана в состав России (ЦФА 3040)
2 языка и 1 система письма: «Почта СССР. Баку. Дом правительства. 150 лет вхождения в состав России. 1964» на русском, «40 лет Азербайджанской ССР» на русском и азербайджанском (азерб. Азәрбајҹан ССР-нин 40 иллији — кириллица).

1964.08.08. VII Международный конгресс антропологических и этнографических наук в Москве (ЦФА 3088)
2 языка и 2 системы письма: «Почта СССР» на русском, «VII МКАЭН, Москва» на русском и французском (фр. VII CISAE, Moscou — латиница).

1964.08.27. 100-летие I Интернационала. «Манифест Коммунистической партии» (ЦФА 3092)
2 языка и 2 системы письма: «Почта СССР. К 100-летию I Интернационала. Пролетарии всех стран, соединяйтесь!» на русском, «Манифестъ Коммунистической партіи» на русском и немецком (нем. Manifest der Kommunistischen Partei — латиница).

1964.10.07. 40-летие Советской Молдавии (ЦФА 3102)
2 языка и ё система письма: «Почта СССР» на русском, «40 лет Советской Молдавии» на русском и немецком (молд. 40 де ань ай Молдовей Советиче — кириллица).

1964.10.07. 40-летие Советского Таджикистана (ЦФА 3103)
2 языка и 1 система письма: «Почта СССР. 40 лет Советскому Таджикистану. 1964 год» на русском, «Таджикская ССР. Душанбе. Площадь им. Путовского» на русском и таджикском (тадж. РСС Тоҷикистон. Душанбе. Майдони ба номи Путовский — кириллица).

1964.10.14. 20-летие освобождения Украинской ССР от фашистской оккупации (ЦФА 3109)
2 языка и 1 система письма: «Почта СССР» на русском, «20-летие освобождения Советской Украины от фашистских оккупантов» на русском и украинском (укр. 20-річчя визволення Радянської України від фашистських окупантів — кириллица).

1964.10.26. 40-летие Узбекской ССР (ЦФА 3116)
2 языка и 1 система письма: «Почта СССР» на русском, «Узбекская ССР. 1924—1964» на русском и узбекском, «Уз. ССР» на узбекском (узб. Ўзбекистон ССР. 1924—1964. ЎзССР — кириллица).

1964.10.26. 40-летие Туркменской ССР (ЦФА 3117)
2 языка и 1 система письма: «Почта СССР» на русском, «40 лет Туркменской ССР. 1924—1964» на русском и узбекском (туркм. Түркменистан ССР-не 40 йыл. 1924—1964 — кириллица).

### 1965 год
1965.09.21. Первый казахский учёный Ч. Ч. Валиханов (ЦФА 3154)
2 языка и 1 система письма: «Почта СССР. Казахский учёный-просветитель» на русском, «Ч. Ч. Валиханов, 1835—1865» на русском и казахском (каз. Ш. Ш. Уәлиханов, 1835—1865 — кириллица).

1965.03.06. 100-летие Международного союза электросвязи (ЦФА 3172)
2 языка и 2 системы письма: «Почта СССР. Международный союз электросвязи, 1865—1965» на русском, «МСЭ» на французском (фр. UIT — латиница).

1965.05.30. 80-летие со дня рождения Ю. Ахунбабаева (ЦФА 3211)
2 языка и 1 система письма: «Почта СССР» на русском, «Юлдаш Ахунбабаев, 1885—1943» на русском и узбекском (узб. Йўлдош Ахунбобаев, 1885—1943 — кириллица).

## По языкам
За исключением русского языка на кириллице, который присутствует на всех многоязычных марках и блоках СССР.

### Абхазский
Абхазский язык
Аҧснытәи АССР
(Абхазская АССР)
- ЦФА 2582.

### Азербайджанский
Азербайджанский язык (арабское письмо)
ﭘﻮﺳﺘﻪ
(Почта)
- ЦФА ЗСФСР 8—24; ЦФА 296; 297; 298.

Азербайджанский язык (латиница)
Azərbajçan Sovet Sosjalist Respubliqasь
(Азербайджанская Советская Социалистическая Республика)
- ЦФА 574.

Bytyn olkələrin proletarlarь birləşin!
(Пролетарии всех стран, соединяйтесь!)
- ЦФА 574; 579.

Азербайджанский язык (кириллица)
Азәбајчан јазычысы вә философу М. Ф. Ахундов. 1812—1962
(Азербайджанский писатель и философ М. Ф. Ахундов. 1812—1962)
- ЦФА 2754.

Азәрбајҹан Совет Сосиалист Республикасы
(Азербайджанская Советская Социалистическая Республика)
- ЦФА 1120.

Азәрбайҹан ССР
(Азербайджанская ССР)
- ЦФА 2083; 2238.

Азәрбајҹан ССР-нин 40 иллији
(40 лет Азербайджанской ССР)
- ЦФА 2417, 3040.

Азәрбајҹан халг ҝејимләри
(Азербайджанские народные костюмы)
- ЦФА 2849.

Азәбајчан шаири Сабир
(Азербайджанский поэт Сабир)
- ЦФА 2714.

Бүтүн өлкәләрин пролетарлары, бирләшин!
(Пролетарии всех стран, соединяйтесь!)
- ЦФА 1120; 1130; 1271, 1272.

Нахчыван МССР
(Нахичеванская АССР)
- ЦФА 2583.

### Английский
Английский язык
IVth Congress, June 1958
(Четвёртый конгресс. Июнь 1958 г.)
- ЦФА 2153, 2154.

XVIth Olympiad. Melbourne 1956
(XVI Олимпиада. Мельбурн, 1956)
- ЦФА 2025—2030.

For peace!
(За мир!)
- ЦФА 1481, 1482.

IAU
(МАС (Международный астрономический союз))
- ЦФА 2198.

IFAC
(ИФАК (Международная федерация по автоматическому управлению))
- ЦФА 2441.

Peace
(Мир)
- ЦФА 2288; 2309; 2405; 2414; 2725.

Soviet exhibition of science, technology and culture
(Советская выставка науки, техники и культуры)
- ЦФА 2316—2318.

USSR
(СССР)
- ЦФА 2907.

### Арабский
Арабский язык
١٩٥۸ المؤتمر الرابع يونيو
(Четвёртый конгресс. Июнь 1958 г.)
- ЦФА 2153, 2154.

العالم
(Мир)
- ЦФА 2309.

فضولی
(Физули)
- ЦФА 2266.

### Армянский
Армянский язык
40 տարի Հայկական ՍՍՌ
(40 лет Армянской ССР)
- ЦФА 2492.

1600 տարի. Մեսրոպ Մաշտոց. Ա Բ Գ Դ Ե Զ Է Ը Թ Ժ Ի Լ Խ Ծ Կ Հ Ձ Ղ Ճ Մ…
(1600 лет. Месроп Маштоц. Армянский алфавит)
- ЦФА 2695.

Հայկական ժողովրդական զգեստներ
(Армянские народные костюмы)
- ЦФА 2528.

Հայկական Խորհրդային Սոցիալիստական Հանրապետություն
(Армянская Советская Социалистическая Республика)
- ЦФА 577.

Հայկական Սովետական Սոցիալիստական Ռեսպուբլիկա
(Армянская Советская Социалистическая Республика)
- ЦФА 1126; 2492.

Հայկական ՍՍՌ
(Армянская ССР)
- ЦФА 2089; 2244.

Պրոլետարներ բոլոր երկրների, միացե՜ք!
(Пролетарии всех стран, соединяйтесь!)
- ЦФА 577; 579; 1126; 1130; 1271, 1272.

Սայաթ-Նովա
(Саят-Нова)
- ЦФА 2768.

Ստեփանոս Նազարյան. 1864—1913
(Степанос Назарян. 1814—1879 (правильно 1812—1879))
- ЦФА 3038.

ՓՈՍՏ
(Почта)
- ЦФА ЗСФСР 8—24; ЦФА 297; 298; 301; 302.

### Башкирский
Башкирский язык
Башҡорт АССР-ы
(Башкирская АССР)
- ЦФА 2577.

### Белорусский
Белорусский язык
Б. С. С. Р.
(БССР)
- ЦФА 570.

Беларуская ССР
(Белорусская ССР)
- ЦФА 2079; 2234.

Беларускія народныя касцюмы
(Белорусские народные костюмы)
- ЦФА 2524.

БССР
(БССР)
- ЦФА 1116; 1347, 1348; 2079; 2234.

Канстанцін Заслонаў
(Константин Заслонов)
- ЦФА 3004.

мір
(мир)
- ЦФА 1481, 1482

Народныя паэты Беларусі
(Народные поэты Белоруссии)
- ЦФА 2712

Пошта
(Почта)
- ЦФА 296; 299; 300; 302.

Пролетарыі ўсіх краін, злучайцеся!
(Пролетарии всех стран, соединяйтесь!)
- ЦФА 570; 579.

Пролетарыі ўсіх краін, еднайцеся!
(Пролетарии всех стран, соединяйтесь!)
- ЦФА 1116; 1130; 1271, 1272; 1347, 1348.

Сорак год Беларускай ССР. 1919—1959
(Сорок лет Белорусской ССР. 1919—1959)
- ЦФА 2265.

### Бурятский
Бурятский язык
Бурядай АССР
(Бурятская АССР)
- ЦФА 2578.

### Грузинский
Грузинский язык
750 წელი. შოთა რუსთაველი
(750 лет. Шота Руставели)
- ЦФА 587.

აფხაზეთის ასსრ
(Абхазская АССР)
- ЦФА 2582.

აჭარის ასსრ
(Аджарская АССР)
- ЦФА 2433.

გ. დ. ერისთავი
(Г. Д. Эристави)
- ЦФА 2838.

დ. ი. გულია. 1874—1960
(Д. И. Гулиа. 1874—1960)
- ЦФА 3034.

თბილისი 1500
(Тбилиси 1500)
- ЦФА 2248.

ი.გოგებაშვილი
(Я. Гогебашвили)
- ЦФА 2485.

ილია ჭავჭავაძე
(Илья Чавчавадзе)
- ЦФА 2156.

პროლეტარებო ყველა ქვეყნისა, შეერთდით!
(Пролетарии всех стран, соединяйтесь!)
- ЦФА 573; 579; 1119; 1130; 1271, 1272.

საბა-სულხან ორბელიანი
(Сулхан-Саба Орбелиани)
- ЦФА 2297.

საბჭოთა საქართველოს 40 წელი
(40 лет Советской Грузии)
- ЦФА 2546.

საქართველოს სსრ
(Грузинская ССР)
- ЦФА 2082; 2237.

სერგო ორჯონიკიძე
(Серго Орджоникидзе)
- ЦФА 2263.

ფოსტა
(Почта)
- ЦФА ЗСФСР 8—24; ЦФА 301; 302.

ქართველი პოეტი აკაკი წერეთელი
(Грузинский поэт Акакий Церетели)
- ЦФА 2509.

ქართველი პოეტი ვაჟა ფშაველა
(Грузинский поэт Важа-Пшавела)
- ЦФА 2597.

ქართული ხალხური კოსტიუმები
(Грузинские народные костюмы)
- ЦФА 2521.

### Идиш
Идиш
!פראָלעטאריער פון אלע לענדער, פאראייניקט זיך
(Пролетарии всех стран, соединяйтесь!)
- ЦФА 570.

### Ингушский
Ингушский язык
Нохч-Гӏалгӏай АССР
(Чечено-Ингушская АССР)
- ЦФА 2430.

### Испанский
Испанский язык
Paz
(Мир)
- ЦФА 2288; 2309; 2405; 2725.

### Итальянский
Итальянский язык
Exposizione Internazionale del Lavoro
(Международная выставка труда)
- ЦФА 2571, 2572.

F. A. Poletaev
(Ф. А. Полетаев)
- ЦФА 2948.

Pace
(Мир)
- ЦФА 2725.

pace!
(мир!)
- ЦФА 1481, 1482.

### Кабардино-черкесский
Кабардино-черкесский язык
Къэбэрдей-Балъкъэр АССР
(Кабардино-Балкарская АССР)
- ЦФА 2579.

### Казахский
Казахский язык (Яналиф)
Амангелді Иманов
(Амангельды Иманов)
- ЦФА 2630.

Bvkil çer çvziniꞑ proletarlarь, biriginder!
(Пролетарии всех стран, соединяйтесь!)
- ЦФА 572; 579.

QSSR
(КазССР)
- ЦФА 572.

Казахский язык (Кириллица)
Барлық елдердің пролетарлары, бірігіңдер!
(Пролетарии всех стран, соединяйтесь!)
- ЦФА 1118; 1130; 1271, 1272; 2475.

Қазақ ССР
(Казахская ССР)
- ЦФА 2081; 2236.

Қазақ ССР інің 40 жылдығы
(40 лет Казахской ССР]])
- ЦФА 2475.

Қазақтың халық киімдері
(Казахские народные костюмы)
- ЦФА 2525.

ҚССР
(КазССР)
- ЦФА 1118; 2081; 2236; 2475.

Ш. Ш. Уәлиханов, 1835—1865
(Ч. Ч. Валиханов, 1835—1865)
- ЦФА 3154.

### Калмыцкий
Калмыцкий язык
Хальмг АССР
(Калмыцкая АССР)
- ЦФА 2580.

### Каракалпакский
Каракалпакский язык
Қара-Қалпақстан АССР
(Кара-Калпакская АССР)
- ЦФА 2434.

### Карачаево-балкарский
Карачаево-балкарский язык
Къабарты-Малкъар АССР-ны
(Кабардино-Балкарская АССР)
- ЦФА 2579.

### Киргизский
Киргизский язык (Яналиф)
Bardьq ɵlkɵlөrdyn proletarlarь, birikkile!
(Пролетарии всех стран, соединяйтесь!)
- ЦФА 575; 579.

Qьrƣьz S. S. R.
(Киргизская ССР)
- ЦФА 575.

Киргизский язык (Кириллица)
Бардык өлкөлөрдүн пролетарлары, бириккиле!
(Пролетарии всех стран, соединяйтесь!)
- ЦФА 1124; 1130; 1271, 1272; 2087.

Кыргыздын элдик кийимдери
(Киргизские народные костюмы)
- ЦФА 2848.

Кыргыз С. С. Р.
(Киргизская ССР)
- ЦФА 1124; 2087; 2242.

Кыргыз ССР
(Киргизская ССР)
- ЦФА 2242.

Россиянын составына Кыргызстандын ыктыярдуу кошулгандыгынын 100 жылдыгына карата
(К 100-летию добровольного вхождения Киргизии в состав России)
- ЦФА 2932.

Тоголок Молдо. Кыргыздын акын-демократы. 1860—1942
(Тоголок Молдо. Киргизский поэт-демократ. 1860—1942)
- ЦФА 2769.

### Китайский
Китайский язык
友好
(Дружба)
- ЦФА 2360.

和平
(Мир)
- ЦФА 2288; 2309; 2405; 2725.

### Коми
Коми язык
Коми АССР
(Коми АССР)
- ЦФА 2581.

### Латинский
Латинский язык
Colchicum speciosum Stev.
(Безвременник великолепный)
- ЦФА 2495.

Hypericum ascyron
(Зверобой большой)
- ЦФА 2500.

Iris Kaempferi Sieb.
(Ирис Кемпфера)
- ЦФА 2499.

Panax shin-seng Nees
(Жень-шень)
- ЦФА 2498.

Rosa canina L.
(Шиповник)
- ЦФА 2501.

Trollius asiaticus L.
(Купальница азиатская)
- ЦФА 2496.

Tulipa Greigii Rgl.
(Тюльпан Грейга)
- ЦФА 2497.

Tulipa Kaufmanniana Rgl.
(Тюльпан Кауфмана)
- ЦФА 2494.

Vivos voco!
(Зову живых!)
- ЦФА 1692; 2006.

### Латышский
Латышский язык
Latviešu dzejnieks A. Pumpurs
(Латышский поэт А. Пумпур)
- ЦФА 2650.

Latviešu tautas tērpi
(Латышские народные костюмы)
- ЦФА 2801.

Latvijas PSR
(Латвийская ССР)
- ЦФА 1123; 2086(×2); 2241(×2).

Latvijas PSR 20 gadi
(20 лет Латвийской ССР)
- ЦФА 2448.

R. Blauman
(Р. Блауман)
- ЦФА 2837.

Visu zemju proletārieši, savienojieties!
(Пролетарии всех стран, соединяйтесь!)
- ЦФА 1123; 1130; 1271, 1272.

### Литовский
Литовский язык
XX metų Lietuvos TSR
(XX лет Литовской ССР)
- ЦФА 2447.

Įžymios lietuvių poetės Salomėjos Neries gimimo 50-sios metinės. 1904[—]1954
(50 лет со дня рождения выдающейся литовской поэтессы Саломеи Нерис. 1904[—]1954)
- ЦФА 1796.

Lietuvių liaudies rūbai
(Литовские народные костюмы)
- ЦФА 2507.

Lietuvių literatūros klasikas K. Donelaitis. 1714—1780
(Классик литовской литературы К. Донелайтис. 1714—1780)
- ЦФА 2971.

Lietuvos TSR
(Литовская ССР)
- ЦФА 2084; 2239.

LTSR
(ЛССР)
- ЦФА 1121; 2239.

M. Petrauskas
(М. Петраускас)
- ЦФА 2918.

P. Cvirka
(П. Цвирка)
- ЦФА 2285.

Visų šalių proletarai, vienykitės!
(Пролетарии всех стран, соединяйтесь!)
- ЦФА 1121; 1130; 1271, 1272.

### Марийский
Марийский язык
Марийский АССР
(Марийская АССР)
- ЦФА 2427.

### Мокшанский
Мокшанский язык
Мордовскяй АССР-сь
(Мордовская АССР)
- ЦФА 2707.

### Молдавский
Молдавский язык
XX ани ай РСС Молдовенешть
(XX лет Молдавской ССР)
- ЦФА 2460.

40 де ань ай Молдовей Советиче
(40 лет Советской Молдавии)
- ЦФА 3102.

Костуме популаре молдовенешть
(Молдавские народные костюмы)
- ЦФА 2522.

Пролетарь дин тоате цэриле, униць-вэ!
(Пролетарии всех стран, соединяйтесь!)
- ЦФА 1122; 1130; 1271, 1272.

РССМ
(МССР)
- ЦФА 1122; 2085; 2240; 2460.

РСС Молдовеняскэ
(Молдавская ССР)
- ЦФА 2085; 2240.

### Монгольский
Монгольский язык (Старомонгольское письмо)
ᠪᠦᠭᠦᠳᠡ
ᠨᠠᠶᠢᠷᠠᠮᠳᠠᠬᠤ
ᠮᠣᠩᠭᠣᠯ
ᠠᠷᠠᠳ
ᠤᠯᠤᠰ
(Бүгд Найрамдах Монгол Ард Улс) (Монгольская Народная Республика)
- ЦФА 1606

Монгольский язык (Кириллица)
БНМАУ
(МНР)
- ЦФА 2595

### Немецкий
Немецкий язык
IV. Kongress Juni 1958
(Четвёртый конгресс. Июнь 1958 г.)
- ЦФА 2153, 2154.

IX. Olympische Winterspiele
(IX Олимпийские игры)
- ЦФА 2988.

Frieden
(Мир)
- ЦФА 2309; 2725.

Manifest der Kommunistischen Partei
(Манифест Коммунистической партии)
- ЦФА 3092.

### Осетинский
Осетинский язык
УСФСР
(РСФСР)
- ЦФА 2428.

К. Хетӕгкаты
(К. Хетагуров)
- ЦФА 2442.

Цæгат Ирыстоны АССР
(Северо-Осетинская АССР)
- ЦФА 2428.

### Польский
Польский язык
Pokój
(Мир)
- ЦФА 2309; 2725.

Proletariusze wszystkich krajów, łączcie się!
(Пролетарии всех стран, соединяйтесь!)
- ЦФА 570.

### Русский
Русский язык (Азбука Морзе)
− − · · · − − · − · · · − · − − · · · · − − · − − − − · · · − − − − − · · · − · · · · − − − · · · − − · − · · · − · −
(Земля — космос — Земля)
- ЦФА 2587.

· − − · · − · − − − · − · · · − · − · − · · · · · · − − · · · · · · · · · · · − · − · · − − · · · · − − − · − · · · · − · · − · − · · − · · · · − · · −
(Пролетарии всех стран соединяйтесь)
- ЦФА 243, 244, 280.

Русский язык (Шрифт Брайля)
⠇⠧⠊ ⠃⠗⠁⠯⠇⠾
(Луи Брайль)
- ЦФА 2333.

### Румынский
Румынский язык
RPR
(РНР Румынская Народная Республика)
- ЦФА 1687.

### Словацкий
Словацкий язык
Mier
(Мир)
- ЦФА 2725.

### Таджикский
Таджикский язык (Яналиф)
Proletarhoji hamaji mamlakatho, jak şaved!
(Пролетарии всех стран, соединяйтесь!)
- ЦФА 576; 579.

Ç. S. S. Toçikiston
(Таджикская ССР)
- ЦФА 576.

Таджикский язык (Кириллица)
30 солагии РСС Тоҷикистон
(30 лет Таджикской ССР)
- ЦФА 2368.

Абӯ Абдулло Рӯдакӣ
(Абу Абдулло Рудаки)
- ЦФА 2247.

Либосҳои миллии тоҷикӣ
(Народные костюмы Таджикистана)
- ЦФА 2846.

Пролетарҳои ҳамаи мамлакатҳо, як шавед!
(Пролетарии всех стран, соединяйтесь!)
- ЦФА 1125; 1130; 1271, 1272.

РСС Тоҷикистон
(Таджикская ССР)
- ЦФА 1125; 2088; 2243.

РСС Тоҷикистон. Душанбе. Майдони ба номи Путовский
(Таджикская ССР. Душанбе. Площадь им. Путовского)
- ЦФА 2962, 3103.

### Татарский
Татарский язык
Татарстан АССР
(Татарская АССР)
- ЦФА 2706.

### Тувинский
Тувинский язык
Тыва АССР
(Тувинская АССР)
- ЦФА 2708.

### Туркменский
Туркменский язык (Яналиф)
Bytin jer jyziniꞑ proletarlarь, birleşiꞑ!
(Пролетарии всех стран, соединяйтесь!)
- ЦФА 578; 579.

Туркменский язык (Кириллица)
Магтымгулы
(Махтумкули)
- ЦФА 2364.

Түркменистан ССР
(Туркменская СССР)
- ЦФА 2090; 2245.

Түркменистан ССР-не 40 йыл. 1924—1964
(40 лет Туркменской ССР. 1924—1964)
- ЦФА 3117.

Туркмен халк гейимлери
(Туркменские народные костюмы)
- ЦФА 2847.

Әхли юртларың пролетарлары, бирлешиң!
(Пролетарии всех стран, соединяйтесь!)
- ЦФА 1127; 1130; 1271, 1272.

### Удмуртский
Удмуртский язык
Удмуртской АССР
(Удмуртская АССР)
- ЦФА 2429, 2488.

### Узбекский
Узбекский язык (Яналиф)
Butun dunja proletarlari, birlaşiꞑiz!
(Пролетарии всех стран, соединяйтесь!)
- ЦФА 571; 579.

OzSSR
(УзССР)
- ЦФА 571.

Узбекский язык (Кириллица)
Амир Тимур мақбараси
(Мавзолей Гур-Эмир)
- ЦФА 2940.

Бутун дунё пролетарлари, бирлашингиз!
(Пролетарии всех стран, соединяйтесь!)
- ЦФА 1117; 1130; 1271, 1272.

Самарқанд. Регистон
(Самарканд. (Регистан)
- ЦФА 2942.

Шоҳи Зинда
(Шахи-Зинда)
- ЦФА 2941.

Йўлдош Ахунбобаев, 1885—1943
(Йўлдош Ахунбобаев, 1885—1943)
- ЦФА 3211.

Ўзбекистон ССР
(Узбекская ССР)
- ЦФА 2080; 2235; 3116.

Ўзбек халк кийимлʼари
(Узбекские народные костюмы)
- ЦФА 2508.

ЎзССР
(УзССР)
- ЦФА 1117; 2080; 2235; 3116.

Ҳамза Ҳакимзода Ниёзий. 1889—1929
(Хамза Хакимзаде Ниязи. 1889—1929)
- ЦФА 3035.

### Украинский
Украинский язык
20-річчя визволення Радянської України від фашистських окупантів
(20-летие освобождения Советской Украины от фашистских оккупантов)
- ЦФА 3109.

40 років Компартії України. Повстання арсеняльців
(40 лет Компартии Украины. Восстание арсенальцев)
- ЦФА 2172.

150 років з дня народження. 1964 р.
(150 лет со дня рождения. 1964 г. (Т. Г. Шевченко))
- ЦФА 2995.

Будинок Академії Наук УРСР
(Здание Академии наук УССР)
- ЦФА 1759.

Будинок Верховної Ради УРСР
(Здание Верховного Совета УССР)
- ЦФА 1756.

Державний ордена Леніна академічний театр опери та балету ім. Т. Г. Шевченка
(Государственный ордена Ленина академический театр оперы и балета им. Т. Г. Шевченко)
- ЦФА 1757.

За мир!
(За мир!)
- ЦФА 1481, 1482.

І мене в сем'ї великій,
В сем'ї вольній, новій,
Не забудьте пом’янути
Незлим тихим словом.
Т. Шевченко
(И меня в семье великой,
В семье вольной, новой,
Не забудьте — помяните
Добрым тихим словом.
Т. Шевченко)
- ЦФА 2549 (купон).

Київ
(Киев)
- ЦФА 1756; 1757; 1759; 1760.

Київ. Пам’ятник О. С. Пушкіну
(Киев. Памятник А. С. Пушкину)
- ЦФА 2945.

Київський державний університет ім. Т. Г. Шевченко
(Киевский государственный университет им. Т. Г. Шевченко)
- ЦФА 1758.

Кобзар. Т. Шевченко
(Кобзарь. Т. Шевченко)
- ЦФА 2549.

Новокриворізький гірничо-збагачувальний комбінат ім. Ленінського комсомолу
(Новокриворожский горно-обогатительный комбинат им. Ленинского комсомола)
- ЦФА 2444.

М. Вінниці
(г. Виннице (600 лет))
- ЦФА 2740.

М. М. Коцюбинський. 1864—1913
(М. М. Коцюбинский. 1864—1913)
- ЦФА 3037.

О. Ю. Кобилянська
(О. Ю. Кобылянская)
- ЦФА 2839.

Пам’ятник Богдану Хмельницькому
(Памятник Богдану Хмельницкому)
- ЦФА 1760.

Пам’ятник на могилі Т. Г. Шевченка. Канів
(Памятник на могиле Т. Г. Шевченко. Канев)
- ЦФА 1763.

Пам’ятник Т. Г. Шевченко
(Памятник Т. Г. Шевченко)
- ЦФА 1755.

Переяславська Рада
(Переяславская рада)
- ЦФА 1761.

Пошта
(Почта)
- ЦФА 296; 299; 300; 302.

Пролетарі всіх країн, єднайтеся!
(Пролетарии всех стран, соединяйтесь!)
- ЦФА 569; 579; 1115; 1130; 1271, 1272.

Сорок років Радянської України
(Сорок лет Советской Украины)
- ЦФА 2101.

С. С. Гулак-Артемовський
(С. С. Гулак-Артемо́вский)
- ЦФА 2917.

Суцільнозварний міст ім. Є. О. Патона через Дніпро
(Цельносварной мост им. Е. О. Патона через Днепр)
- ЦФА 2924.

Т. Г. Шевченко. Сучасне село Шевченкове. Хата Шевченка
(Т. Г. Шевченко. Современное село Шевченково. Хата Шевченко)
- ЦФА 2548, 2995.

Українська РСР
(Украинская ССР)
- ЦФА 2078(×2); 2101; 2233(×2).

Українські народні костюми
(Украинские народные костюмы)
- ЦФА 2523.

УРСР
(УССР)
- ЦФА 569; 1115.

Харків
(Харьков)
- ЦФА 1755.

### Финский
Финский язык
Kaikkien maiden proletaarit, liittykää yhteen!
(Пролетарии всех стран, соединяйтесь!)
- ЦФА 800, 801; 1129, 1130; 1271, 1272.

Karjalais-suomalainen SNT
(Карело-Финская ССР)
- ЦФА 800, 801; 1129.

Karjalan ASNT
(Карельская АССР)
- ЦФА 2426; 2439.

### Французский
Французский язык
1e Conférence syndicale mondiale des jeunes travailleurs. Prague — 14 — 20 juillet
(1-я Международная профсоюзная конференция трудящейся молодёжи. Прага, 14—20 июля).
- ЦФА 2178.

2me Année polaire internationale[,] 1932—1933
(Второй международный полярный год[,] 1932—1933).
- ЦФА 390—391.

3me Congres international de l’art Iranien — Leningrad[,] 1935
(III Международный конгресс по иранскому искусству — Ленинград[,] 1935).
- ЦФА 515—518.

IVème Congrès, Juin 1958
(IV конгресс. Июнь 1958 г.)
- ЦФА 2153, 2154.

VII CISAE, Moscou
(VII МКАЭН (Международный конгресс антропологических и этнографических наук), Москва)
- ЦФА 3088.

Bruxelles. 1958
(Брюссель. 1958).
- ЦФА 2139—2142.

Commissariat du peuple des communications postales et électriques
(Народный комиссариат связи СССР).
- ЦФА 405.

« Exprès »
(Экспресс-почта).
- ЦФА 387—389.

F. D. I. F.
(МДФЖ (Международная демократическая федерация женщин))
- ЦФА 2153, 2154; 2486.

FIR
(ФИР (Международная федерация борцов Сопротивления))
- ЦФА 2788, 2789.

Moscou. 1958
(Москва. 1958)
- ЦФА 2173; 2175.

Paix
(Мир)
- ЦФА 2288; 2309; 2405; 2414; 2725.

Pour la paix!
(За мир!)
- ЦФА 1481, 1482.

UAI
(МАС (Международный астрономический союз))
- ЦФА 2198.

UIA. Moscou. 1958
(МСА (Международный союз архитекторов). Москва. 1958))
- ЦФА 2174; 2175.

UIT
(МСЭ (Международный союз электросвязи)))
- ЦФА 3172.

URSS — pole Nord[,] 1931
(СССР — Северный полюс[,] 1931).
- ЦФА 379—386.

### Хинди
Хинди
शांति
(Мир).
- ЦФА 2405; 2725.

### Чеченский
Чеченский язык
Нохч-Гӏалгӏай АССР
(Чечено-Ингушская АССР)
- ЦФА 2430.

### Чешский
Чешский язык
Mir
(Мир)
- ЦФА 2725.

### Чувашский
Чувашский язык
Чăваш АССР
(Чувашская АССР)
- ЦФА 2431.

### Эрзянский
Эрзянский язык
Мордовской АССР-сь
(Мордовская АССР)
- ЦФА 2707.

### Эсперанто
Эсперанто
VI Internacia Proletaria Esperanto-Kongreso. 1926
(Шестой международный конгресс пролетарских эсперантистов. 1926).
- ЦФА 243, 244, 280.

XL esperanto
(XL эсперанто).
- ЦФА 271, 272.

Aŭtoro de esperanto Dr. L. Zamenhof
(Автор эсперанто д-р Л. Заменгоф).
- ЦФА 271, 272.

Centra Telegrafo. Moskvo
(Центральный телеграф. Москва).
- ЦФА 328, 330, 339.

Inventisto de Radio — Popov
(Изобретатель радио — Попов).
- ЦФА 229, 230, 275.

Poŝto USSR
(Почта СССР).
- ЦФА 243, 244, 280; 271, 272.

SAT
(эсп. Sennacieca Asocio Tutmonda) (Всемирная вненациональная ассоциация).
- ЦФА 243, 244, 280.

Volĥov H.E.S. je la nome de Lenin
(Волховская ГЭС им. Ленина).
- ЦФА 329.

### Эстонский
Эстонский язык
Eesti eepos ◆Kalevipoeg◆
(Эстонский эпос ◆Калевипоэг◆)
- ЦФА 2602.

Eesti NSV
(Эстонская ССР)
- ЦФА 1128; 2091(×2); 2246(×2).

Eesti NSV 20 aastapäev
(20 лет Эстонской ССР)
- ЦФА 2449.

Eesti rahvariided
(Эстонские народные костюмы)
- ЦФА 2529.

Kõigi maade proletaarlased, ühinege!
(Пролетарии всех стран, соединяйтесь!)
- ЦФА 1128, 1130; 1271, 1272.

Wiktor Kingissepp
(Виктор Кингисепп)
- ЦФА 2840.

### Якутский
Якутский язык
Саха АССР
(Якутская АССР)
- ЦФА 2432.

## По системе письма
За исключением русского языка на кириллице, который присутствует на всех представленных марках.

### Азбука Морзе
ЦФА 243, 244, 280; 2587.

### Арабское письмо
ЦФА ЗСФСР 8—24; ЦФА 296; 297; 298; 2153, 2154; 2266; 2309.

### Армянское письмо
ЦФА ЗСФСР 8—24; ЦФА 297; 301; 577; 579; 1126; 1130; 1271, 1272; 2089; 2244; 2492; 2528; 2695; 2768; 3038.

### Грузинское письмо
ЦФА ЗСФСР 8—24; ЦФА 301; 573; 579; 587; 1119; 1130; 1271, 1272; 2082; 2156; 2237; 2248; 2263; 2297; 2433; 2485; 2509; 2521; 2546; 2582; 2597; 2838; 3034.

### Деванагари
ЦФА 2405; 2725.

### Еврейское письмо
ЦФА 570.

### Кириллица
ЦФА 296; 299; 300; 569; 570; 579; 1115; 1116; 1117; 1118; 1120; 1122; 1124; 1125; 1127; 1130; 1271, 1272; 1347, 1348; 1481, 1482; 1755; 1756; 1757; 1758; 1759; 1760; 1761; 1763; 2078; 2079; 2080; 2081; 2083; 2085; 2087; 2088; 2090; 2101; 2172; 2233; 2234; 2235; 2236; 2238; 2240; 2242; 2243; 2245; 2247; 2265; 2364; 2368; 2417; 2427; 2428; 2429; 2430; 2431; 2432; 2434; 2442; 2444; 2460; 2475; 2488; 2508; 2522; 2523; 2524; 2525; 2548; 2549; 2577; 2578; 2579; 2580; 2581; 2582; 2583; 2595; 2630; 2706; 2707; 2708; 2712; 2714; 2740; 2754; 2769; 2839; 2846; 2847; 2848; 2849; 2917; 2924; 2932; 2940; 2941; 2942; 2945; 2962; 2995; 3004; 3035; 3037; 3040; 3102; 3103; 3109; 3116; 3117; 3154; 3211.

### Китайское письмо
ЦФА 2288; 2309; 2360; 2405; 2725.

### Латиница
ЦФА 229, 230, 275; 243, 244, 280; 271, 272; 328, 330, 339; 329; 379—386; 387—389; 390—391; 405; 570; 571; 572; 574; 575; 576; 578; 579; 800, 801; 1121; 1123; 1128; 1129; 1130; 1271, 1272; 1481, 1482; 1687; 1692; 1796; 2006; 2025—2030; 2084; 2086; 2091; 2139—2142; 2153, 2154; 2173; 2174; 2175; 2178; 2198; 2239; 2241; 2246; 2285; 2288; 2309; 2316—2318; 2405; 2414; 2426; 2439; 2441; 2447; 2448; 2449; 2486; 2494—2501; 2507; 2529; 1481, 1482; 2602; 2650; 2725; 2788, 2789; 2801; 2837; 2840; 2907; 2918; 2948; 2971; 2988; 3088; 3092; 3172.

### Старомонгольское письмо
ЦФА 1606.

### Шрифт Брайля
ЦФА 2333.

## По числу языков

### 1 язык
ЦФА 2333; 2587.

### 2 языка
ЦФА 229, 230, 275; 243, 244, 280; 271, 272; 298; 328, 330, 339; 329; 379—386; 387—389; 390—391; 405; 569; 571; 572; 573; 574; 575; 576; 577; 578; 587; 800, 801; 1115; 1116; 1117; 1118; 1119; 1120; 1121; 1122; 1123; 1124; 1125; 1126; 1127; 1128; 1129; 1347, 1348; 1606; 1687; 1692; 1755; 1756; 1757; 1758; 1759; 1760; 1761; 1763; 1796; 2006; 2025—2030; 2078; 2079; 2080; 2081; 2082; 2083; 2084; 2085; 2086; 2087; 2088; 2089; 2090; 2091; 2101; 2139—2142; 2156; 2172; 2173; 2174; 2175; 2178; 2233; 2234; 2235; 2236; 2237; 2238; 2239; 2240; 2241; 2242; 2243; 2244; 2245; 2246; 2247; 2248; 2263; 2265; 2266; 2285; 2297; 2316—2318; 2360; 2364; 2368; 2417; 2426; 2427; 2428; 2429; 2431; 2432; 2433; 2434; 2439; 2441; 2442; 2444; 2447; 2448; 2449; 2460; 2475; 2485; 2486; 2488; 2492; 2494—2501; 2507; 2508; 2509; 2521; 2522; 2523; 2524; 2525; 2528; 2529; 2546; 2548; 2549; 1481, 1482; 2577; 2578; 2580; 2581; 2583; 2595; 2597; 2602; 2630; 2650; 2695; 2706; 2708; 2712; 2714; 2740; 2754; 2768; 2769; 2788, 2789; 2801; 2837; 2838; 2839; 2840; 2846; 2847; 2848; 2849; 2907; 2917; 2918; 2924; 2932; 2940; 2941; 2942; 2945; 2948; 2962; 2971; 2988; 2995; 3004; 3034; 3035; 3037; 3038; 3040; 3088; 3092; 3102; 3103; 3109; 3116; 3117; 3154; 3172; 3211.

### 3 языка
ЦФА 297; 299; 300; 301; 2198; 2414; 2430; 2579; 2582; 2707.

### 4 языка
ЦФА ЗСФСР 8—24; 296; 570.

### 5 языков
ЦФА 302; 2288.

### 6 языков
ЦФА 1481, 1482; 2153, 2154; 2405.

### 8 языков
ЦФА 2309.

### 11 языков
ЦФА 579; 2725.

### 16 языков
ЦФА 1130; 1271, 1272.

## По числу систем письма

### 1 система письма (кириллица)
ЦФА 299; 300; 569; 1115; 1116; 1117; 1118; 1120; 1122; 1124; 1125; 1127; 1347, 1348; 1755; 1756; 1757; 1758; 1759; 1760; 1761; 1763; 2078; 2079; 2080; 2081; 2083; 2085; 2087; 2088; 2090; 2101; 2172; 2233; 2234; 2235; 2236; 2238; 2240; 2242; 2243; 2245; 2247; 2265; 2364; 2368; 2417; 2427; 2428; 2429; 2430; 2431; 2432; 2434; 2442; 2444; 2460; 2475; 2488; 2508; 2522; 2523; 2524; 2525; 2548; 2549; 2577; 2578; 2579; 2580; 2581; 2583; 2595; 2630; 2706; 2707; 2708; 2712; 2714; 2740; 2754; 2769; 2839; 2846; 2847; 2848; 2849; 2917; 2924; 2932; 2940; 2941; 2942; 2945; 2962; 2995; 3004; 3035; 3037; 3040; 3102; 3103; 3109; 3116; 3117; 3154; 3211.

### 2 системы письма
ЦФА 229, 230, 275; 271, 272; 296; 298; 328, 330, 339; 329; 379—386; 387—389; 390—391; 405; 571; 572; 573; 574; 575; 576; 577; 578; 587; 800, 801; 1119; 1121; 1123; 1126; 1128; 1129; 1481, 1482; 1606; 1687; 1692; 1796; 2006; 2025—2030; 2082; 2084; 2086; 2089; 2091; 2139—2142; 2156; 2173; 2174; 2175; 2178; 2198; 2237; 2239; 2241; 2244; 2246; 2248; 2263; 2266; 2285; 2297; 2316—2318; 2333; 2360; 2414; 2426; 2433; 2439; 2441; 2447; 2448; 2449; 2485; 2486; 2492; 2494—2501; 2507; 2509; 2521; 2528; 2529; 2546; 1481, 1482; 2582; 2587; 2597; 2602; 2650; 2695; 2768; 2788, 2789; 2801; 2837; 2838; 2840; 2907; 2918; 2948; 2971; 2988; 3034; 3038; 3088; 3092; 3172.

### 3 системы письма
243, 244, 280; 297; 301; 302; 570; 2153, 2154; 2288.

### 4 системы письма
ЦФА ЗСФСР 8—24; ЦФА 579; 1130; 1271, 1272; 2309; 2405; 2725.